# Histoire de la Colombie
Vous lisez un « bon article » labellisé en 2012.
L’histoire de la Colombie commence il y a plus de 20 000 ans. Différentes civilisations amérindiennes se développent dès cette époque, dont la plus influente est celle du peuple Chibcha. Celui-ci domine le centre du pays lorsque Christophe Colomb « découvre » l'Amérique en 1492.

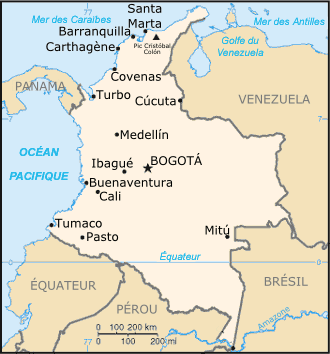
Colombie au présent.

Le territoire est rapidement colonisé par l'Espagne, qui lui donne le nom de Nouvelle-Grenade.
De nombreuses villes sont fondées dont Santafe de Bogota (l'actuelle capitale de la Colombie) en 1538.
Les Amérindiens sont massacrés ou soumis au régime de l’encomienda.
Des Africains sont amenés pour servir de main-d'œuvre servile, notamment dans les mines d'or du Chocó.
Devenue une partie de la vice-royauté de Nouvelle-Grenade en 1717, le pays connaît d'importants soulèvements à partir de 1810 à la faveur de l'affaiblissement de la métropole lors de la Guerre d'indépendance espagnole.
Grâce à la guerre menée par le Libertador Simón Bolívar ces révoltes aboutissent à l'indépendance de la totalité de la vice-royauté en 1819, malgré une reconquête temporaire par la métropole.
En 1821, la Nouvelle-Grenade (dont fait alors partie le Panama), la Capitainerie générale du Venezuela et l'Audience royale de Quito se regroupent en une république, la République de (Grande) Colombie. Cependant, de nombreux désaccords surviennent et des volontés d'indépendance se font sentir, aboutissant à la sécession du Venezuela en 1829 et de l'Équateur l'année suivante.
La Grande Colombie devient alors la République de Nouvelle-Grenade, une république centralisée. Mais de nouvelles tensions apparaissent entre bolivaristes (centralistes catholiques) et santandéristes (fédéralistes et laïcs). De nombreuses guerres civiles découlent de ces oppositions. À partir du milieu des années 1850, le pays prend un tournant fédéral, devenant la Confédération grenadine en 1858, puis les États-Unis de Colombie en 1863. Le gouvernement central perd progressivement la quasi-totalité de ses pouvoirs et le pays en devient presque ingouvernable jusqu'à la politique de Regeneración du président Rafael Núñez. Celle-ci aboutit à l'abandon du fédéralisme et à l'adoption de la constitution de 1886 qui crée la République de Colombie et reste en vigueur pendant plus d'un siècle.
Les affrontements ne cessent cependant pas totalement et, en 1899, commence la guerre des Mille Jours, une guerre civile particulièrement violente qui dure trois ans et affaiblit la Colombie au point qu'elle ne peut s'opposer à l'indépendance du Panama en 1903. Cette épreuve choque durement la classe dirigeante qui s'abstient de tout nouveau conflit pendant plus de quarante ans, ce qui permet au pays de se développer économiquement. Cependant en 1948 le chef du parti libéral, Jorge Eliécer Gaitán, est assassiné à Bogota. Sa mort provoque des émeutes appelées Bogotazo qui dégénèrent en une guerre civile connue sous le nom de La Violencia. Le général Gustavo Rojas Pinilla tente de mettre fin à l'anarchie en prenant le pouvoir en 1953. Après un succès mitigé, il est renversé en 1957. Le pays est alors dirigé par le Front national, une alliance entre le Parti libéral et le Parti conservateur.
Même si le calme revient peu à peu, cette confiscation du pouvoir par les deux partis principaux entraîne certaines formations politiques de gauche vers des modes de contestation non institutionnels et violents. Les Forces armées révolutionnaires de Colombie (FARC) en fournissent un exemple parmi d'autres. Cette radicalisation déclenche un nouveau conflit, baptisé conflit armé colombien, toujours en cours aujourd'hui[Quand ?]. Depuis l'adoption en 1991 d'une nouvelle constitution qui restaure le pluralisme politique, et après l'exercice d'une politique militaire active contre les différentes guérillas, ce conflit tend néanmoins à s'apaiser et la situation à se normaliser.

## Avant 1500c: civilisations amérindiennespré-colombiennes

Pétroglyphes à El Abra.

### Les premiers peuplements
L'arrivée des premières populations humaines sur le territoire colombien se fait par la côte Caraïbe et par l'est. À partir de ce moment de nombreux groupes se déplacent lentement vers l'intérieur des terres et occupent la cordillère des Andes.
De récentes datations au carbone 14 effectuées sur le site de Pubenza, dans le département de Cundinamarca, indiquent que les premiers habitants de la région sont arrivés avant 20 000 av. J.-C..
Dans les abris rocheux d'El Abra, à l'est de Zipaquirá dans la savane de Bogota, des outils de pierre datés de 12 400 av. J.-C. (± 160 ans) ont été trouvés en 1967. Cette découverte, au centre du pays, confirme que les migrations paléoaméricaines ont atteint l'Amérique du Sud des années avant la date de fabrication de ces artefacts.
Dans la savane de Bogota se situe le site archéologique de Tequendama où ont été découverts des objets de pierre fabriqués avec soin tels des couteaux, des racloirs, des laminoirs et des pointes de projectiles. Ils furent réalisés entre -7000 av. J-C. et -3500 av. J-C. par des groupes de chasseurs spécialisés dont on possède 25 squelettes.
Au fil du temps certains peuples deviennent sédentaires tandis que les autres maintiennent leur nomadisme.

### Les cultures agricoles

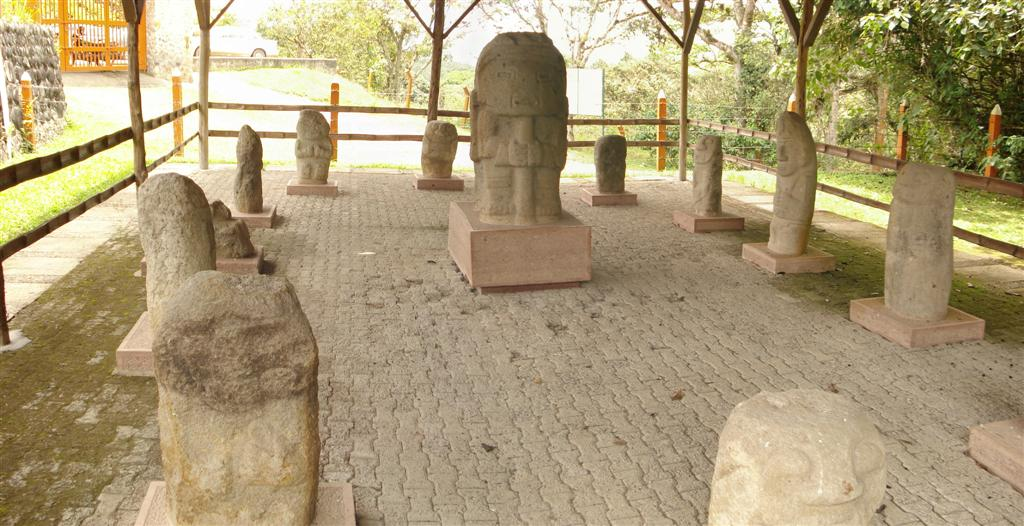
La forêt de statues, dans le parc archéologique de San Agustín.

Les premiers vestiges connus d'agriculture sur le territoire colombien sont situés dans la serranía de San Jacinto, dans les actuels départements de Bolívar et Sucre, ainsi que dans son prolongement dans le département d'Atlántico où vivaient des tribus regroupées dans la zone appelée Puerto Hormiga. Les fouilles qui y ont été effectuées ont mis au jour des vases et autres objets en céramique et que les tests pratiqués ont datés entre 3090 et 2552 av. J.-C..
À San Agustín, dans le département de Huila, ont été découvertes des traces d'établissements sédentaires datant du Ve siècle av. J.-C. Elles témoignent de l'existence d'une civilisation quasiment inconnue et disparue mystérieusement aux alentours de 1250. Elles sont conservées dans le parc archéologique de San Agustín. Ce parc regroupe trois sites d'importance : la fontaine de Lavapatas, la forêt de statues et le musée archéologique. Des sculptures monolithiques de la culture Agustín existent ailleurs, mais elles sont dans un état de conservation lamentable et techniquement irrécupérables en raison de l'action lente mais effective de l'érosion.
La culture Tierradentro est une autre culture sédentaire. Ses vestiges les plus tangibles sont les hypogées construites entre le VIe et le Xe siècle dans le bassin supérieur du río Cauca, plus exactement dans le corregimiento de San Andres Psimbalá appartenant à la municipalité d'Inzá. Sur cette zone a été créé en 1945 le parc archéologique national de Tierradentro, devenu monument national en 1992, après décision du Conseil national des monuments, et inscrit en 1995 sur la liste du patrimoine de l'Humanité par l'UNESCO en tant que réservoir important de la culture précolombienne.
La culture Tierradentro, comme celle de San Agustín, a disparu. Les recherches effectuées indiquent néanmoins que les indiens Páez et Guambianos, les habitants autochtones de la région, sont les survivants du métissage résultant de la colonisation et de différents mouvements de populations au cours de l'Histoire colombienne.

### Les cultures «dorées»
Postérieurement, apparaissent d'autres cultures appelées « cultures dorées » en référence à leur travail de l'or.
La culture Tumaco-La Tolita s'est établie entre 600 av. J.-C. et 400 apr. J.-C. sur le littoral Pacifique au niveau du département de Nariño et des provinces équatoriennes d'Esmeraldas et Manabí.
La culture Tolima s'est établie entre 200 et 1000 apr. J.-C. dans le département homonyme.
La culture Nariño s'est établie entre le VIIe et le XIIe siècle sur les hauts plateaux de la cordillère des Andes à la frontière entre la Colombie et l'Équateur, dans ce qui est actuellement le département colombien de Nariño.
Au moment de l'arrivée de Christophe Colomb en Amérique, la côté Caraïbe est peuplée par deux grandes civilisations : les Tayronas et les Zenú. Les Tayronas sont établis dans la Sierra Nevada de Santa Marta, au nord du pays,. Le territoire ancestral des Zenú est constitué par les vallées des ríos Sinú, San Jorge, Cauca et Nechi et par le littoral de la mer des Caraïbes, ce qui correspond aux actuels départements colombiens de Córdoba et de Sucre.
Dans les vallées des cordillères Occidentale et Centrale la culture Calima, apparue vers 1600 av. J.-C., occupe les bassins des ríos
San Juan, Dagua et Calima dans le département de Valle del Cauca,, tandis que les Quimbayas sont établis dans la vallée du río Cauca, dans ce qui est aujourd'hui la zone du café, autour du département de Caldas.
La région de l'actuel département de Chocó, sur la côte Pacifique, est habitée par les Kunas autour du golfe d'Urabá. Le bassin inférieur du río Atrato l'est par les Wounaans de même que le cours du río San Juan. Les Emberás vivent dans le bassin supérieur du río Atrato et dans la serranía del Baudó.
Le centre de l'actuelle Colombie est alors dominé par les Chibchas (ou Muiscas), qui vivent dans la savane de Bogota, au cœur de la cordillère Orientale. Ils ont formé une vaste fédération, la Confédération muisca.
Outre ces groupes importants, une myriade de petits groupes ethniques peuplent le reste du territoire.
Cinq siècles plus tard, selon le recensement de 2005, la Colombie ne compte pas moins de 87 groupes ethniques « indigènes ».

#### Galerie

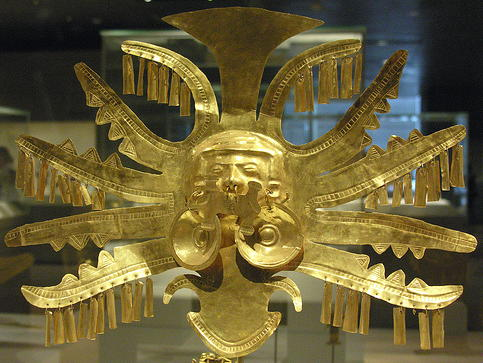
Appuie-tête ornemental, culture Calima.
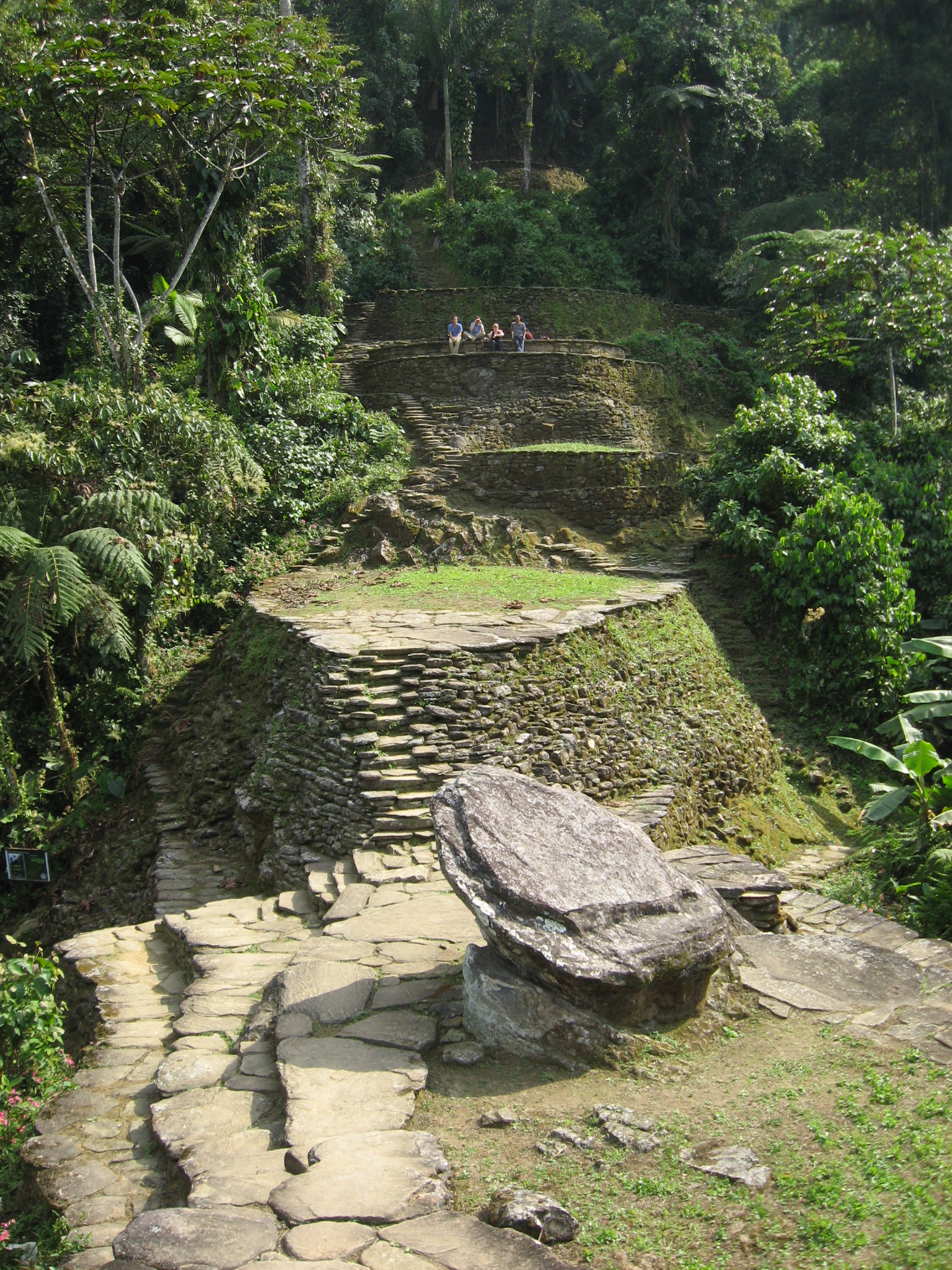
Vue de la zone centrale de la cité de Ciudad Perdida, habitée par les Tayronas. Des structures en bois habillaient autrefois les plateformes de pierre.
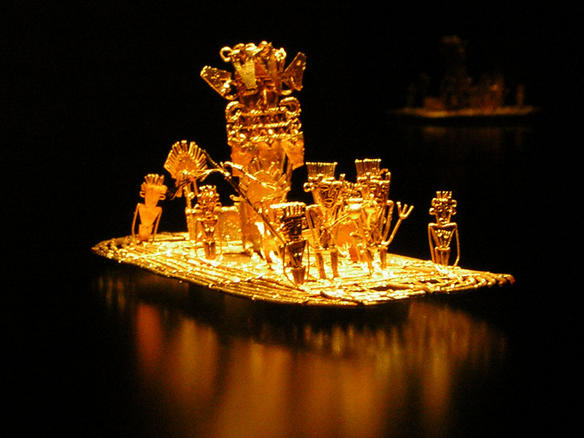
Radeau d'or Chibcha, représentation de l'initiation d'un nouveau Zipa dans la laguna de Guatavita, source possible de la légende de l'Eldorado ; entre 1200 et 1500 av. J.-C., Musée de l'or.

## Période coloniale espagnole (1500c-1824c)

### 1500c-1550c: conquête

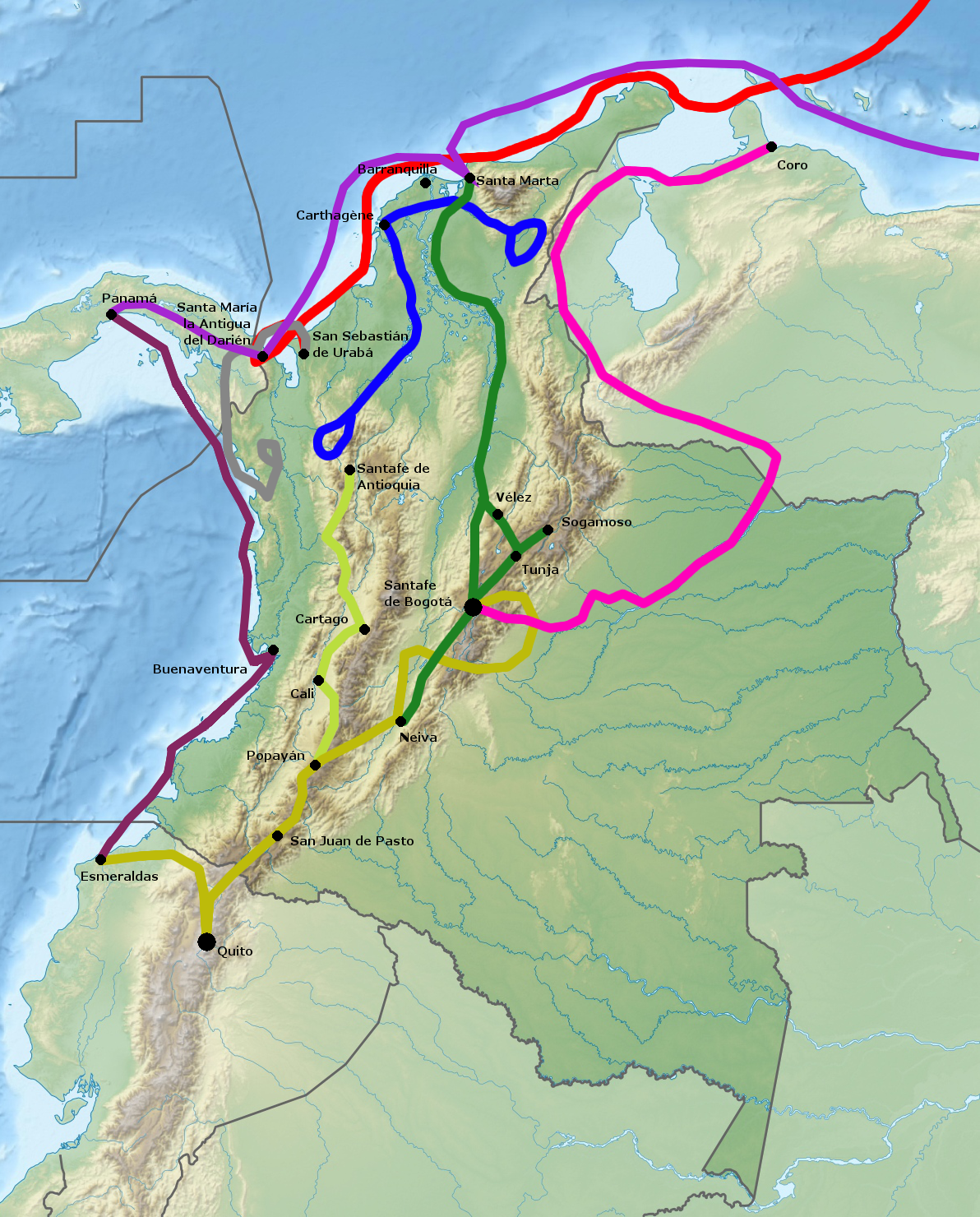
Trajets des conquistadors en Nouvelle-Grenade.
Alonso de Ojeda (1499-1501)
Vasco Núñez de Balboa (1513)
Pedro Arias Dávila (1513-1519)
Pascual de Andagoya, Diego de Almagro et Francisco Pizarro (1515-1529)
Pedro de Heredia et ses lieutenants (1532-1538)
Sebastián de Belalcázar (1533-1539)
Lieutenants de Sebastián de Belalcázar (1533-1539)
Gonzalo Jiménez de Quesada (1536-1538)
Nicolás de Federmán (1537-1539)

L'Espagnol Alonso de Ojeda, en 1499, aborde pour la première fois les côtes colombiennes,, au cap de la Vela, dans le département actuel de La Guajira.
Lors de cette expédition il est notamment accompagné du cartographe basque Juan de la Cosa et du pilote italien Amerigo Vespucci.
En publiant le récit de ce voyage, Vespucci laissera son prénom à ce nouveau continent dont il est l'un des premiers à affirmer publiquement l'existence.

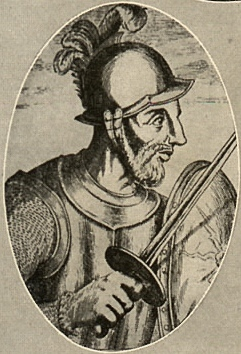
Portrait d'Alonso de Ojeda, premier espagnol à aborder les côtes colombiennes en 1499.

Arrivent ensuite des aventuriers espagnols (les « conquistadors ») qui ont vendu leurs biens en Espagne afin de financer leur expédition. Ils sont à la recherche d’or. Rapidement les Espagnols fondent des villes : San Sebastian d'Uraba en 1509 et Santa María la Antigua del Darién en 1510, toutes deux au bord du golfe d'Urabá.
Après la découverte de l'océan Pacifique par Vasco Núñez de Balboa, la ville de Panama est fondée en 1519 sur la côte Pacifique de l'isthme de Panama par Pedro Arias Dávila.
En 1524, l'ancienne juridiction d'Ojeda est divisée en deux gouvernorats concédés à des gouverneurs chargés de les coloniser et de les explorer.
À l'Ouest du río Magdalena le bénéficiaire n'exercera jamais son mandat, mais à l'Est, entre le Magdalena et le cap de la Vela, Rodrigo de Bastidas fonde en 1526 la ville de Santa Marta.
En 1533, Pedro de Heredia, un des anciens gouvernants de Santa Marta, fonde Carthagène des Indes à l'ouest de l'embouchure du Magdalena.
En peu de temps, dans la région du río Sinú, de nombreuses tombes de caciques sont découvertes.
Signalées par des tumuli, elles se révèlent être riches en or, ce qui attire nombre de conquérants.
Après le retour de Francisco Pizarro du Pérou en 1533, Carthagène devient également une escale privilégiée sur la route du Pérou.
En 1536, Pedro Fernandez de Lugo, nommé depuis peu gouverneur de Santa Marta, choisit son lieutenant gouverneur, Gonzalo Jiménez de Quesada, pour commander une expédition qui a comme mission de remonter le Rio Magdalena jusqu’au Pérou,.
Il rencontre à cette occasion une importante civilisation dans les hauts plateaux de la cordillère Orientale, les Chibchas.
Après avoir mis en fuite le zipa de Bacatá, il fonde en août 1538 une nouvelle ville à l'emplacement de l'ancienne résidence de ce dernier, Santafe de Bogota.
Deux autres expéditions arrivent dans la région à la même époque.
La première, partie du Venezuela, est conduite par l'allemand Nikolaus Federmann (hispanisé en Nicolás de Federmán), successeur d'Ambrosio Alfinger comme gouverneur de la région, qui a traversé tout le bassin de l'Orénoque.
La seconde vient du Pérou, conduite par Sebastián de Belalcázar, un des lieutenants de Francisco Pizarro.
Après la défaite de l'Inca Atahualpa en 1533, Belalcázar a conquis la région de Quito en 1534 avant d'explorer tout le sud de l'actuelle Colombie, fondant notamment les villes de Cali en 1536 et Popayán en 1537.

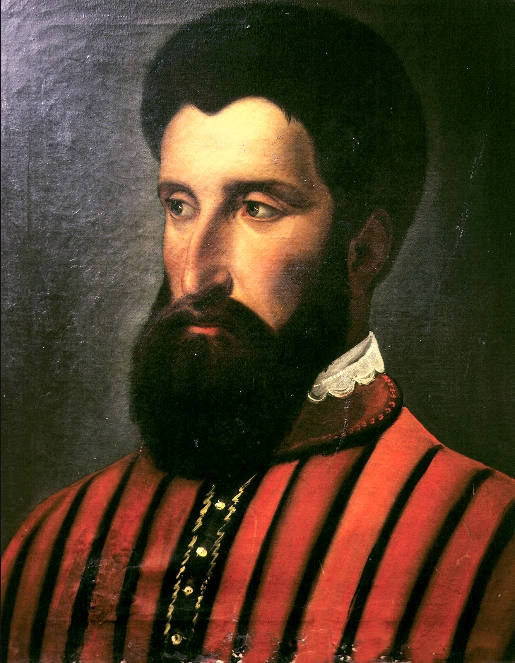
Portrait de Gonzalo Jiménez de Quesada, fondateur de Santafe de Bogota en 1538.

En 1540, la situation politique est confuse, et la Couronne peine à imposer pleinement son autorité. Sebastián de Belalcázar, Gonzalo Jiménez de Quesada et Nicolás de Federmán, les trois conquérants qui se sont rencontrés dans la région de Bogota, s'en remettent au jugement de la Couronne pour décider d'un partage des zones d'influences. Ils s'embarquent pour l'Espagne.
Après un long procès, l'empereur Charles Quint décide que les nouveaux territoires dépendront du gouverneur de Santa Marta, dont Gonzalo Jiménez de Quesada n'est que le lieutenant.
Sebastián de Belalcázar reçoit en compensation le titre d’adelantado et les terres qu'il a explorées au sud. Il fait de Popayán sa capitale.
Les grands perdants du jugement sont Nicolás de Federmán et Pascual de Andagoya.
Celui-ci réclamait le poste de gouverneur de Popayán.
Malgré ce jugement, la situation ne s'améliore pas et les disputes entre conquérants continuent.
La plupart des problèmes sont liés à l'éloignement de l'autorité.
Le seul relai entre les territoires américains et le Conseil des Indes, à Madrid, est la Real audiencia de Saint-Domingue, créée en 1511, aux pouvoirs flous et au domaine de compétence beaucoup trop vaste (la totalité des Indes occidentales espagnoles). En 1538 est créée une nouvelle audiencia, l'Audience royale de Panama, mais l'isthme, trop éloigné des autres territoires, ne remplit pas pleinement le rôle d'autorité centrale. C'est la raison pour laquelle une real cédula du 17 juillet 1549 crée l'Audience royale de Santa Fe de Bogota.
La région de Carthagène y est rattachée tandis que le sud du pays dépend de celle de Quito dès sa création le 29 août 1563.
L'Audience royale de Santa Fe de Bogota, représentante d'une autorité lointaine mais indiscutée, parvient à rétablir l'ordre en quelques années. La ville où elle siège devient rapidement la plus grande ville de ce qui est appelé alors le Royaume de Nouvelle-Grenade. Les oidores et autres fonctionnaires venus d'Espagne ne tardent pas à devenir la classe dirigeante de la colonie tandis que le rôle des premiers conquérants décline inexorablement. Dès la fin du XVIe siècle, la plupart des encomiendas appartiennent à des parents ou des clients d’oidores.
Le 22 mars 1564, le pape Pie IV créé l'archevêché de Bogota, dont l'autorité religieuse s'étend de Cuenca, au sud de Quito, jusqu'à Panama. La même année, la Real audiencia devient Presidencia avec la nomination en tant que président d'Andrés Díaz Venero de Leyva.

### Royaume de Nouvelle-Grenade (1550–1717 et 1723–1739)

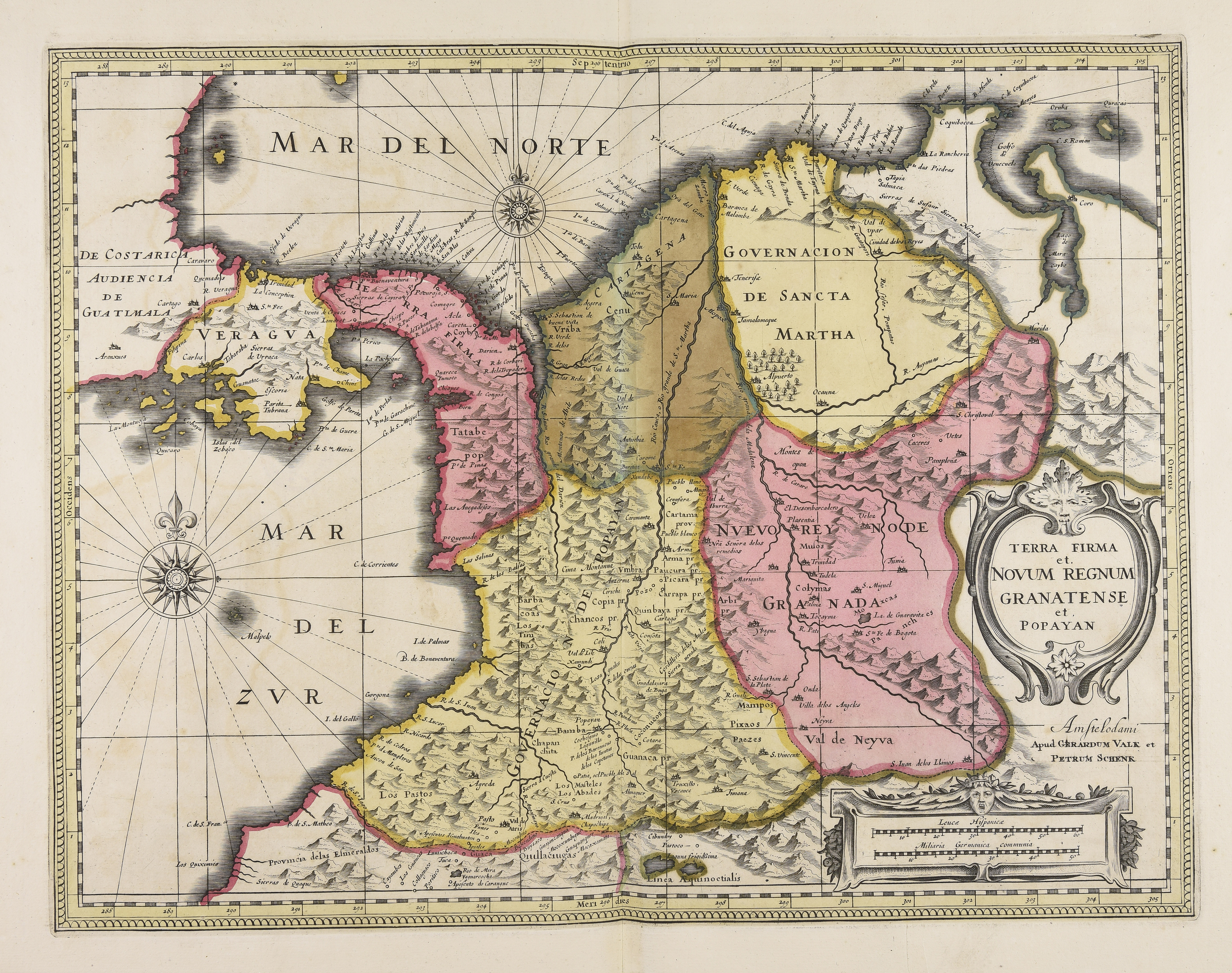
Carte de la Nouvelle-Grenade de 1630.

Le Royaume de Nouvelle-Grenade (La Nouvelle-Grenade) se caractérise par trois facteurs essentiels : la diminution rapide de la population amérindienne par l'essor précoce du métissage, les nouvelles maladies et la guerre ; l'importance économique des mines d'or exploitées par des esclaves amenés d'Afrique ; la compartimentation régionale due au relief qui rend les échanges difficiles et favorise les particularismes. Plus qu'un véritable État, la Nouvelle-Grenade est une juxtaposition de plusieurs sociétés très dissemblables qui ne communiquent que peu.
Le centre du pays, autour de Santa Fe, abrite la principale concentration de bureaucrates entourée d'une vaste région agricole peuplée d'indiens ou de métis. Dans le nord-est et le nord-ouest andins se développe une agriculture prospère basée sur la culture du tabac ou du café. La côte Caraïbe profite des échanges entre la métropole et la capitale ainsi que du commerce d'esclaves avec la région Pacifique où se trouvent les plus importantes mines d'or.

#### Indiens, société rurale

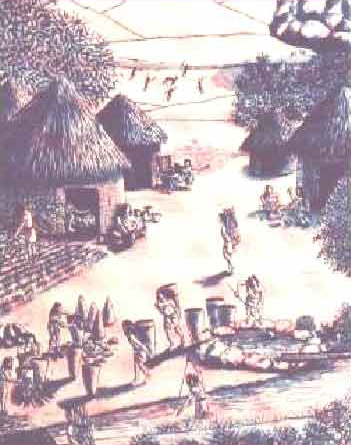
Indiens Guanes durant leur travail journalier dans la région du Santander. Gravure du XVIIe siècle.

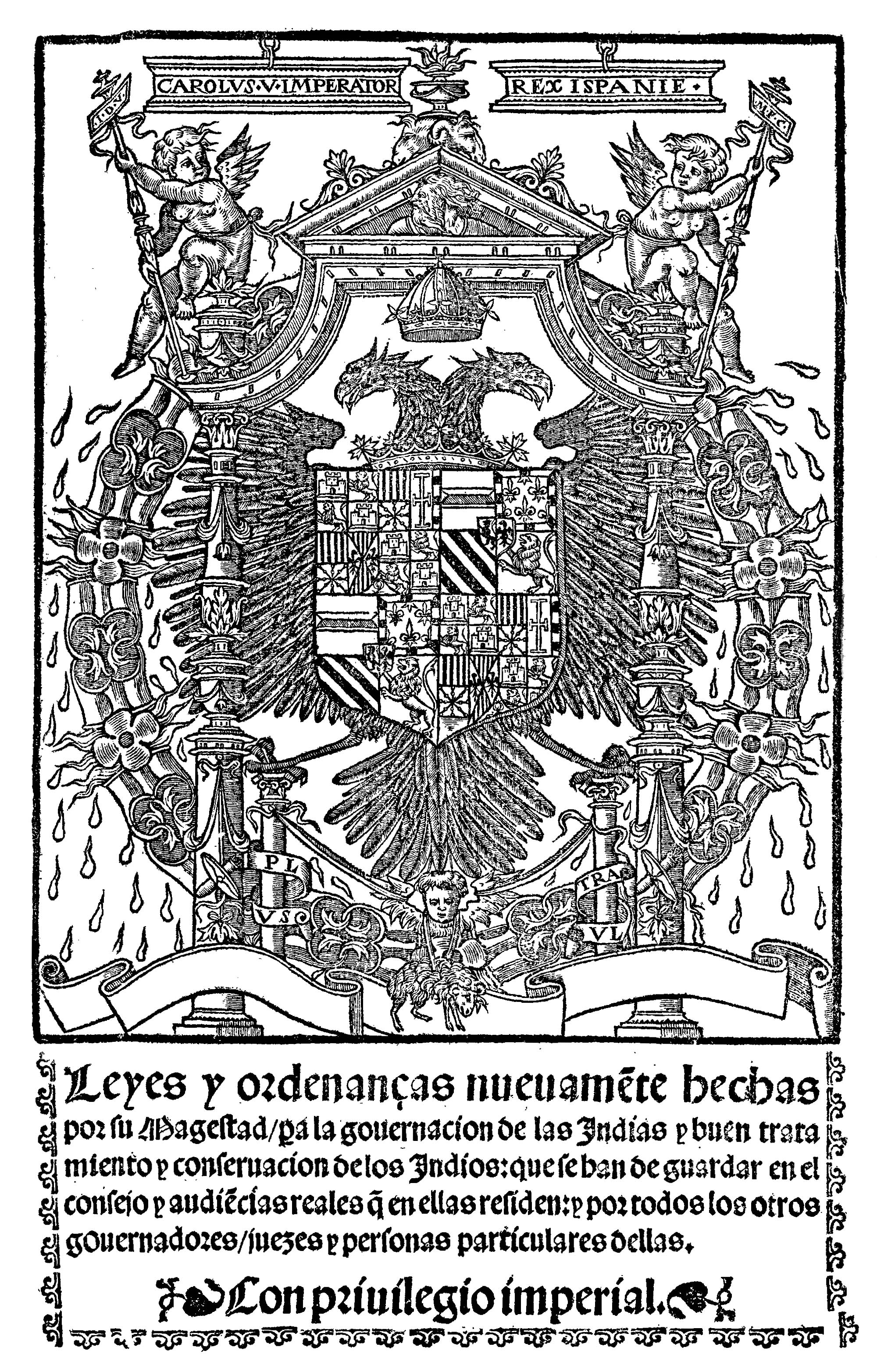
Couverture de l'édition de 1542 des Leyes Nuevas, qui régissent les rapports entre colons, autochtones et esclaves.

Bien que généralement connue pour sa production d'or, la société qui se met en place sous la domination espagnole est surtout centrée sur l'agriculture. Les échanges avec la métropole ou les autres colonies sont très réduits. L'économie agricole néo-grenadine est basée sur l'appropriation des terres par les espagnols et l'exploitation de la main d'œuvre rurale : amérindiens au début, puis métis ou esclaves noirs dans certaines régions après le brutal déclin de la population autochtone.
Quoique la Couronne espagnole souhaite limiter au maximum les contacts entre Espagnols et Amérindiens, ceux-ci sont enrôlés dans le système de l’encomienda.
En échange de leur évangélisation, ils payent un tribut en nature (nourriture, coton, etc.) ou en services (transport, travail dans les mines ou dans les haciendas).
Les tribus indiennes qui résistent militairement, comme les Pijaos, sont massacrées.
La démographie de la population amérindienne à l'arrivée des Espagnols est mal connue.
Peu de chiffres fiables nous sont parvenus.
Les différents recensements de l'époque coloniale répondent à des besoins fiscaux et seuls les indiens des encomiendas sont concernés, sans qu'il soit possible de déterminer si tous les adultes sont comptabilisés ou seulement les indiens soumis au tribut, c'est-à-dire les hommes âgés de 17 à 60 ans.
L'historien Jaime Jaramillo Uribe donne une fourchette de 500 000 à 1 500 000 personnes.
Toutefois les chiffres concordent pour prouver un déclin brutal et général sur l'ensemble du territoire.
La population indigène autour de la ville de Tunja, très importante au départ, diminue de 50 % entre 1562 et 1600 et de 84 % entre 1562 et 1636.
La province de San Juan de Pasto, également très peuplée au moment de la conquête, voit son nombre de tributaires passer de 20 000 à 8 000 entre 1559 et 1582.
Dans la zone moins densément peuplée de l'actuel Caldas, où vivent les Quimbayas, la chute démographique est encore plus marquée, passant de 15 000 tributaires en 1539 à 69 en 1628. La cause de ce déclin est double. D'une part le choc microbien (grippe, rougeole et autres maladies apportées par les conquérants) ravage la population.
D'autre part les mauvais traitements, le travail forcé (en particulier dans les régions minières), le confinement des indiens dans les zones les moins fertiles et le bouleversement de tous les cadres de leurs sociétés aggravent le phénomène.
À partir de 1600, lorsque la Couronne parvient à imposer une législation plus protectrice des amérindiens à travers les Lois de Burgos en 1512, les Leyes Nuevas en 1542, et la publication du livre Brevísima relación de la destrucción de las Indias par le dominicain frère Bartolomé de las Casas en 1552, le recul démographique diminue peu à peu. Mais les indiens sont alors très largement dépassés en nombre par les populations allogènes et ils ont totalement perdu leur culture. Seuls survivent les cultures amérindiennes qui ont choisi l'affrontement avec les envahisseurs comme les Pijaos. Ils résisteront plus d'un siècle. Retranchés dans une véritable forteresse naturelle au cœur de la cordillère Centrale, leur présence menace la route qui relie Santa Fe à Popayan. Ils n'hésitent pas à razzier les villes de la vallée moyenne du río Cauca. En dépit de ces luttes les Indiens sont peu à peu repoussés vers les zones où ils vivent encore actuellement : les forêts du Chocó, les plus hautes cimes de la Sierra Nevada de Santa Marta ou la péninsule de Guajira, au climat désertique. En revanche ceux vivant dans les régions sauvages, très peu peuplées, des llanos ou de la région amazonienne ne seront pas inquiétés avant le XIXe siècle, malgré la présence de missions jésuites au début du XVIIIe siècle.

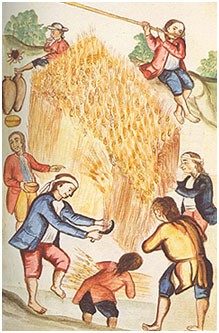
Amérindiens de Nouvelle-Grenade participant à une minga. Aquarelle de l'évêque de Trujillo, Martínez Compañón, fin du XVIIIe siècle.

La pénurie de main d'œuvre constitue le principal problème économique en Nouvelle-Grenade. Les plus riches encomiendas se trouvent dans les zones où la population indienne est importante.
Mais de nombreuses petites exploitations s'avèrent difficiles à rentabiliser et changent souvent de propriétaires bien que cela soit illégal.
En effet les autochtones ne doivent en principe qu'un tribut à l’encomendero, qui n'a aucun droit sur leurs terres, l’encomienda n'étant pas une propriété mais une simple concession, viagère et révocable à tout moment.
Cependant les encomiendas sont administrées en pratique comme les fiefs du Moyen Âge européen.
Elles servent à rassembler des troupes et des armes dans une place forte et elles permettent à l’encomendero de vivre « noblement », c'est-à-dire sans travailler de ses mains.
Souvent elles sont transmises en héritage.
La Couronne modère ces usages à l'aide de plusieurs réformes à partir des années 1590. L'une d'elles établit les corregidores de indios.
Ce poste, en principe réservé à un indien, consiste à répartir la main d'œuvre indigène entre les espagnols.
Il autorise son titulaire à percevoir le tribut de ses semblables et, puisque la main d'œuvre se raréfie, il lui confère un grand pouvoir. Le roi d'Espagne s'évertue par ailleurs à récupérer les encomiendas tombées en déshérence. À partir du XVIIe siècle, le nombre d’encomiendas diminue avec régularité à cause des réformes, du manque de main d'œuvre indigène et de la pression de nouveaux groupes sociaux plus dynamiques. Le système d’encomienda disparaît quasi totalement au cours du XVIIIe siècle, remplacé par les haciendas.
Il s'agit de domaines agricoles tenus par des colons auxquels les indiens se louent comme conciertos. Ces travailleurs disposent en outre de resguardos, des terres, souvent de piètre qualité, réservées aux indiens.
Les métis, les noirs et les mulâtres libres, ou les blancs pauvres travaillent eux aussi comme conciertos dans des haciendas.
Dans quelques régions certains d'entre eux commencent à s'approprier des terres laissées en friche. Ainsi naît une classe de petits paysans indépendants particulièrement dynamique.
Ils se spécialisant dans la culture du coton ou du tabac dans le Santander, ou du café dans l'Antioquia.
Dans l'ensemble l'économie agricole se révèle être arriérée et peu productive.
La véritable richesse du pays demeure l'or, volé aux indiens d'abord puis exploité dans les mines par des esclaves noirs amenés d'Afrique.

#### Or, mines, société esclavagiste

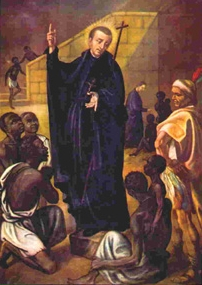
Saint Pierre Claver, prêtre jésuite espagnol, missionnaire en Nouvelle-Grenade, particulièrement auprès des esclaves africains.

La Nouvelle-Grenade, colonie secondaire par rapport au Mexique ou au Pérou, ne dispose pas d'importantes réserves d'argent. En revanche la production d'or y est importante.

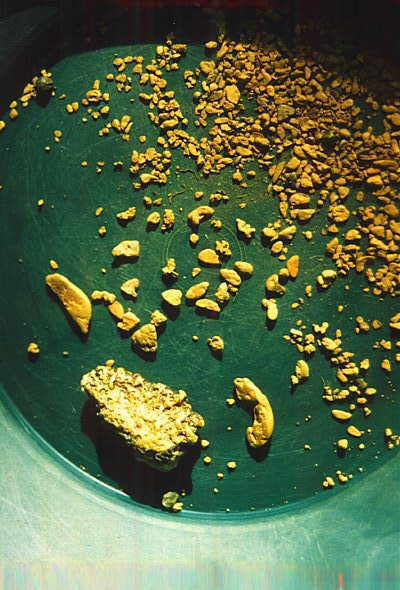
C'est par orpaillage que l'or est extrait des rivières de la Nouvelle-Grenade.

Le pillage des réserves accumulées par les indiens au fil des siècles cesse vers 1560 avec leur épuisement. La production est dès lors assurée par des mines, qui sont en fait des gisements alluviaux collectés par orpaillage. Très vite, malgré les efforts de la Couronne espagnole pour empêcher l'asservissement des autochtones telles les Leyes Nuevas en 1542, la main d'œuvre indigène, gratuite, est épuisée par les mauvais traitements et les difficiles conditions de travail.
Les exploitants ont alors recours à des esclaves noirs ramenés d'Afrique. Carthagène des Indes, par sa situation géographique, est une étape privilégiée entre la métropole, Saint-Domingue, le Mexique et le Pérou. Elle devient un important port négrier, le seul d'Amérique avec Veracruz au Mexique jusqu'en 1615. Dans l'ensemble, cette main d'œuvre est mieux traitée, parce qu'elle coûte cher : un jeune adulte vaut jusqu'à 4 000 reals, soit le prix de 25 vaches.
Entre 1630 et 1670, la conquête de la côte Pacifique donne accès aux mines d'or du Chocó et aux affluents du río Cauca, une zone beaucoup plus riche que le reste du pays. Les mêmes techniques d'orpaillage sont utilisées à grande échelle et la production d'or augmente sensiblement durant tout le XVIIIe siècle. Les mines deviennent des exploitations rentables quoique précaires en raison de la dépendance à un approvisionnement extérieur et du besoin de prospecter toujours plus de filons pour maintenir la production, ce qui occasionne parfois des conflits.
Jusque dans les années 1580, il faut une licence pour importer des esclaves en Nouvelle-Grenade. Un cabildo achète les esclaves à la Couronne et les répartit entre les citoyens de sa ville. À partir de 1587, le système de l’asiento est adopté. Les esclaves sont achetés à des compagnies portugaises puis anglaises ou françaises qui payent au gouvernement espagnol le droit d'introduire en Amérique une certaine quantité d'esclaves chaque année. Interrompu de 1640 à 1660 à cause de la Guerre de Restauration portugaise, il atteint son apogée au début du XVIIIe siècle. La contrebande permet aussi aux colons de se fournir en main d'œuvre. En 1789, le commerce d'esclaves est totalement libéralisé, mais il est alors déjà en déclin.

#### Transports et échanges

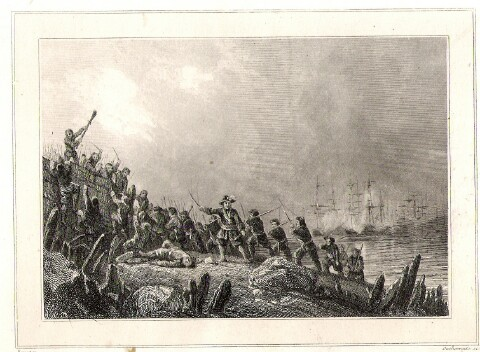
Prise de Carthagène des Indes par les Français, en 1697.

Les échanges avec la métropole, jusqu'au port de Cadix, se font à l'aide de convois de galions protégés par des navires de guerre. Ces voyages s'effectuent une à deux fois par an à travers la mer des Caraïbes et l'océan Atlantique infestés de flibustiers et de pirates français, hollandais ou anglais. Les affrontements sont nombreux et l'Espagne peine parfois à maintenir le contact avec ses colonies. Entre 1653 et 1659 un seul convoi parvient à Carthagène des Indes. En 1697 a lieu l'expédition de Carthagène, une attaque de la marine française, commandée par le chef d'escadre Jean-Bernard de Pointis, du port caribéen qui est pris et pillé pour un butin estimé entre 10 et 20 millions de livres. Cette expédition est ordonnée par le roi de France Louis XIV. Ce souverain recherche un succès sur les mers afin de pouvoir signer le traité de Ryswick (qui mettra un terme à la guerre de la Ligue d'Augsbourg) en position de force. Il obtient ainsi de l'Espagne la partie ouest de l'île de Saint-Dominque qui devient colonie française.

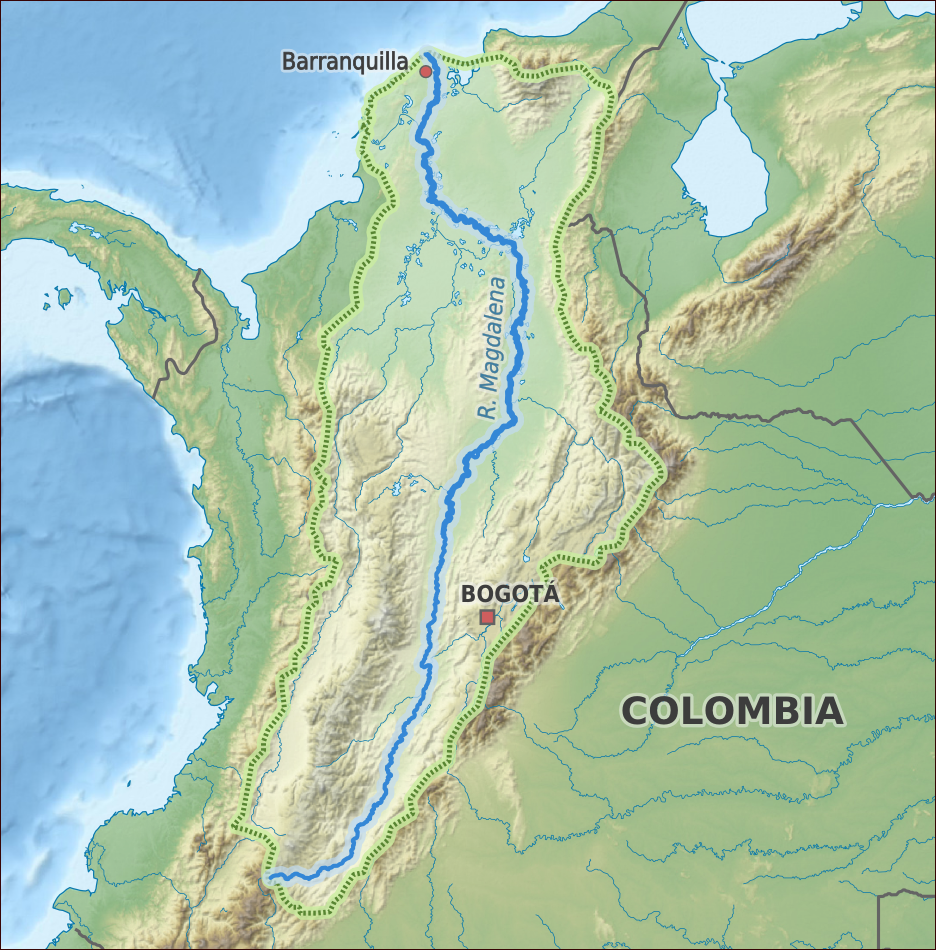
Le bassin du río Magdalena, principale artère fluviale du pays.

La principale voie de transport de la Nouvelle-Grenade est le río Magdalena qui relie la mer des Caraïbes à la capitale, Santa Fe de Bogota. Face aux problèmes posés par les pirates une route reliant le lac de Maracaibo et Santa Fe par Tunja est mise en service. En 1650, un canal est percé reliant la baie de Carthagène des Indes et le río Magdalena. Faute d'entretien il n'est plus guère utilisé à partir du XVIIIe siècle. À l'origine le trajet s'effectue à l'aide de rameurs indigènes, les bogas. Mais à la suite de la raréfaction de cette main d'œuvre on recourt aux esclaves. Par la suite des frégates assurent une part de plus en plus importante du trafic et le système de bogas tombe en désuétude.

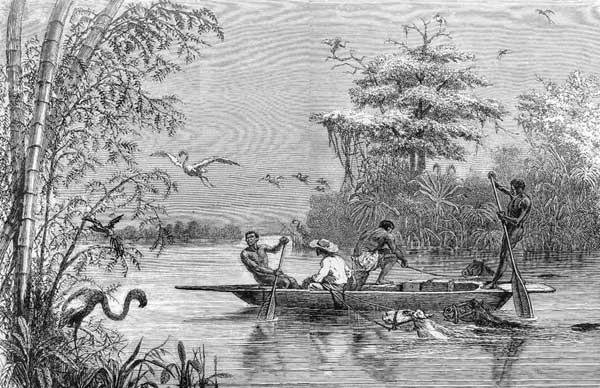
Bogas sur le canal del Dique.

Les principaux produits importés entre Carthagène et Santa Fe sont les produits manufacturés européens (métal ou textile) et les denrées méditerranéennes impossibles à produire sur place. Vers Carthagène sont transportés principalement des produits agricoles (blé, maïs, viande, sucre, cacao, etc.) ou des produits artisanaux (sacs, corde, etc.) destinés aux villes côtières. Les produits exportés et importés par la Nouvelle-Grenade sont taxés par la Couronne au moyen de l’almojarifazgo, un impôt représentant 7,5 % de la valeur de la marchandise. Il est perçu par la Casa de Contratación, à Séville, une institution chargée de contrôler les monopoles de commerce avec l'Empire espagnol qui perçoit également le quinto, l'impôt sur la production d'or.
Dans le reste du pays les routes importantes sont la route transandine qui relie Ibagué, dans la vallée du rio Magdalena, à Cartago, dans celle du río Cauca, la route qui connecte Cali et le port Pacifique de Buenaventura, et la route du Pérou, via San Juan de Pasto et Popayán, si incommode que l'essentiel du trafic entre l'Espagne et le Pérou se fait par la mer via Panama.

#### Administration coloniale

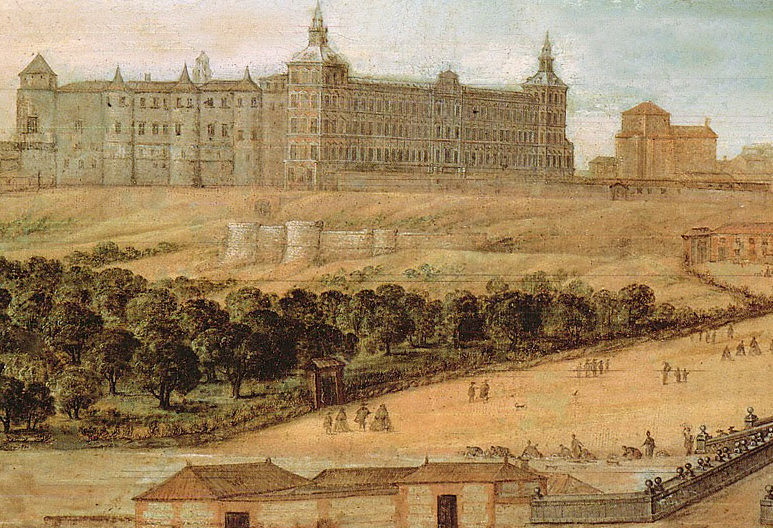
Le palais de l'Alcázar à Madrid, résidence des rois d'Espagne dans laquelle est installé le Conseil des Indes.

Juridiquement, le Royaume de Nouvelle-Grenade, établi en 1550, est un district dont le territoire relève de l'Audience royale de Santa Fe de Bogota. Administrativement, il est considéré comme une capitainerie générale dépendant de la vice-royauté du Pérou, fondée en 1542. Le président de la real audiencia dépend donc du vice-roi du Pérou à Lima. Cantonnée au départ à la seule partie septentrionale de la Nouvelle-Grenade, la juridiction de la Real Audiencia de Santafe s'étend avec le temps aux provinces limitrophes et dépasse largement le territoire néo-grenadin.
Gérer un empire grand comme un continent n'est pas chose facile et la Couronne a beaucoup de mal à imposer son autorité. Le système mis en place est centraliste et très bureaucratique et fonctionne tant bien que mal. L'administration suprême est le Conseil des Indes, à Madrid, qui ne rend compte qu'au roi. C'est sous sa tutelle que les oidores de la real audiencia rendent la justice, arbitrent les conflits entre administrés et font appliquer les décisions de la Couronne.

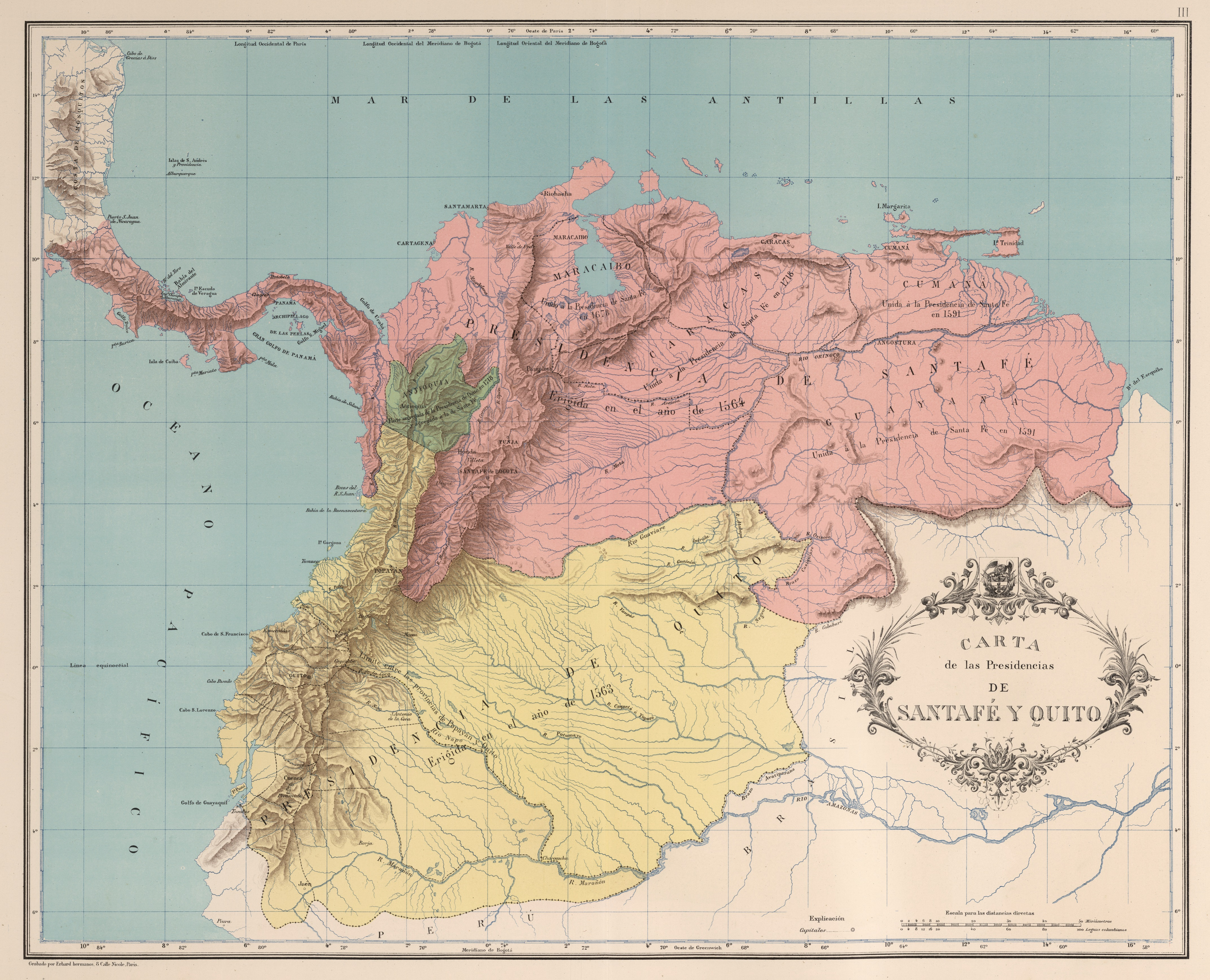
Carte des Audiences royales de Santa Fe de Bogota (en rouge) et Quito (en jaune) en 1564.

Le travail des fonctionnaires est contrôlé a posteriori au cours d'un procès, la residencia, mené par un juge spécialisé, le juge de résidence (espagnol : juez de residencia). Ce procès a lieu soit au terme de la mission du fonctionnaire, s'il est défini, soit en principe tous les trois ans, mais souvent après une plus longue durée et avec une périodicité irrégulière. La corruption permet souvent à un fonctionnaire d'échapper à une condamnation (pouvant aller d'une amende à la peine de mort suivant la gravité des fautes) en achetant soit les témoins du procès, qui sont ses administrés, soit le juge de résidence lui-même. L'administration est également soumise à des inspections nommées « visites ». Lors d'une « visite générale », toute la real audiencia est auditée par un visitador general venu d'Espagne. Ces inspections ont lieu de façon irrégulière. Elles deviennent plus fréquente au cours du XVIIIe siècle lorsque la Couronne tente de faire passer d'importantes réformes.

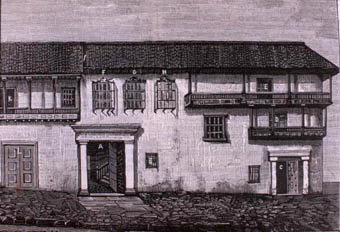
Siège de la Real audiencia à Santa Fe de Bogota.

La real audiencia de Santa Fe a autorité sur la majeure partie de l'actuel territoire colombien. La région de Popayán, au sud, dépend de celle de Quito. Le territoire, qui fait partie de la vice-royauté du Pérou, est divisé en gouvernorats, dont les gouverneurs sont nommés par le Conseil des Indes. Au-dessous, dans les agglomérations ayant le statut de ciudad ou de villa, un cabildo représente la communauté espagnole.
L'Église joue également le rôle d'instrument de contrôle. Le pape a cédé aux autorités espagnoles le « patronage royal », c'est-à-dire le droit de nommer les prêtres et les évêques. Seuls les Jésuites dépendent directement de Rome. L'influence des autorités religieuses, centralisées par l'archevêché de Bogota, est considérable. Quasiment chaque village dispose d'au moins un couvent, franciscain, dominicain, carme ou jésuite.
La lenteur des communications entre Lima et Bogota conduit la Couronne espagnole à décider de l'établissement d'une vice-royauté de Nouvelle-Grenade en 1717. Supprimée en 1723 à cause de problèmes financiers, elle est rétablie en 1739.

### Vice-royauté de Nouvelle-Grenade (1717–1723, 1739–1810, 1816–1822)

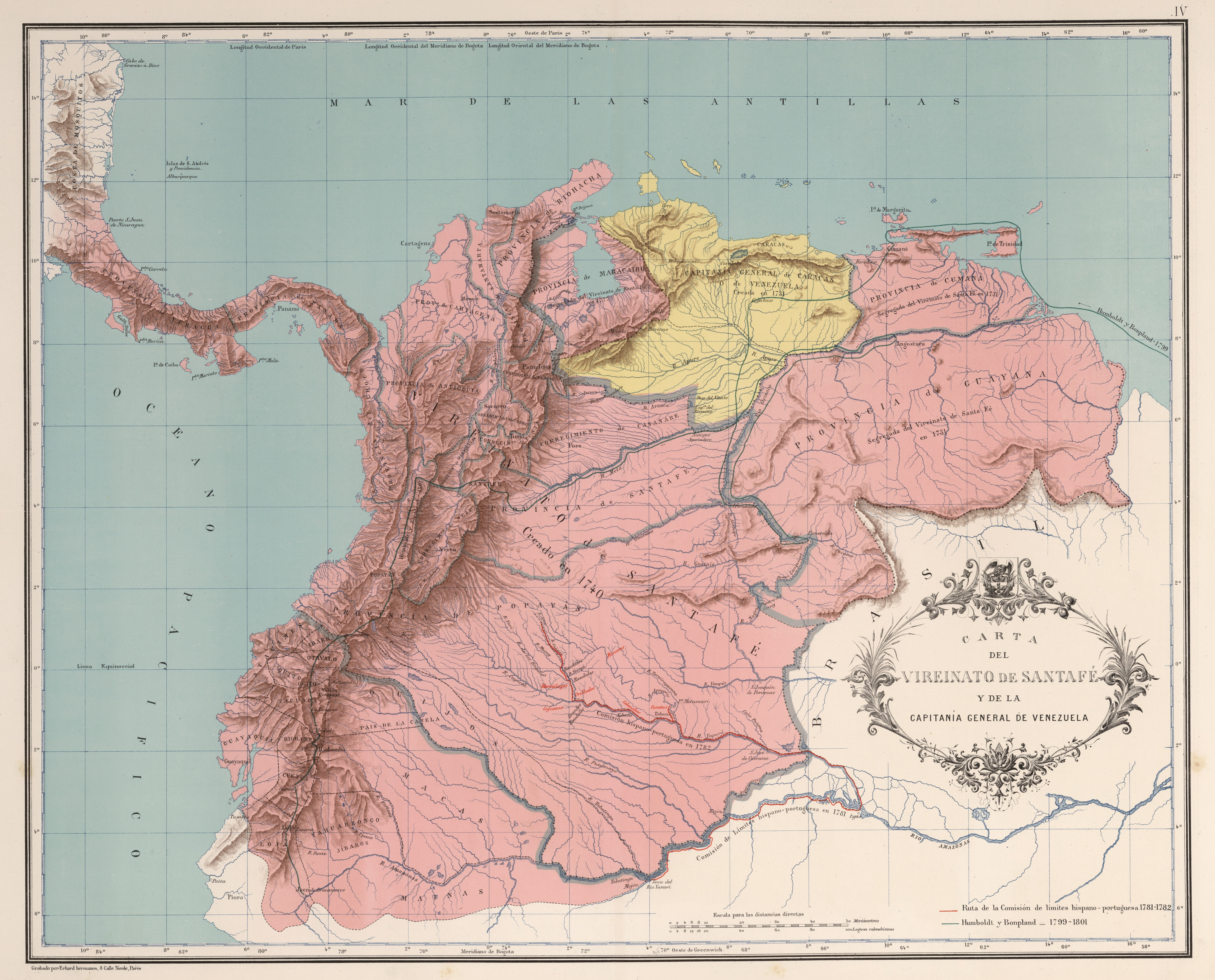
Carte de la vice-royauté de Nouvelle-Grenade en 1739.

En 1700, Charles II d'Espagne meurt sans successeur et les Bourbons succèdent aux Habsbourg sur le trône d'Espagne, de manière définitive après la guerre de Succession d'Espagne (1701-1714). Avec l'Espagne, les Bourbons héritent de l'immense Empire espagnol dont fait partie le Royaume de Nouvelle-Grenade. Très vite, la politique à l'égard des possessions d'outre-mer change : tandis que sous les Habsbourg les différents royaumes sont unis à la Couronne de Castille, théoriquement sur un pied d'égalité avec les royaumes européens de León ou de Grenade, les Bourbons tendent à considérer les royaumes d'outre-mer comme de simples colonies n'existant que pour être exploitées. Cette nouvelle politique se traduit par un bouleversement de l'administration et l'alourdissement brutal de la fiscalité, ce qui ne va pas sans provoquer de violentes réactions en Amérique.
L'une des premières mesures est la réunion des diverses colonies américaines en trois puis quatre grands ensembles, les vice-royautés. Le 27 mai 1717, une real cédula place l'Audience royale de Quito (qui est supprimée) et le Venezuela sous la tutelle de l'Audience royale de Santa Fe de Bogota, créant la vice-royauté de Nouvelle-Grenade. Le 5 novembre 1723, après la guerre avec la Quadruple Alliance, Philippe V émet une autre real cédula qui supprime la vice-royauté en raison de difficultés économiques. Le 20 août 1739, la vice-royauté est recréée via une nouvelle real cédula,. Ses frontières avec la vice-royauté du Pérou, l'Audience royale de Quito (rétablie le 7 février 1720) et les possessions portugaises dans la forêt amazonienne sont précisées par une autre real cédula de Philippe V le 26 août 1740.

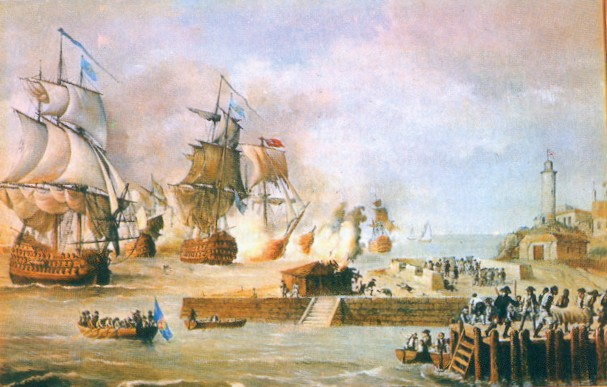
Le siège de Carthagène des Indes par le vice-amiral anglais Edward Vernon, en 1741.

Le 1er décembre 1739, dans le cadre de la guerre de l'oreille de Jenkins qui oppose l'Espagne à l'Angleterre, le vice-amiral Edward Vernon détruit le port de Portobelo, dans l'actuel Panama. Ce succès lui permet de réunir une puissante flotte qui entre mars et mai 1741 fait le siège de Carthagène des Indes. Ce dernier se solde par une défaite majeure et de lourdes pertes pour les Britanniques : 50 navires perdus, gravement endommagés ou abandonnés et des pertes humaines considérables, avec la mort de 18 000 soldats et marins, en partie due à la maladie, notamment la fièvre jaune.
Le 12 février 1742, la province de Caracas est séparée de la vice-royauté. Le 8 septembre 1777, les provinces de Maracaibo, Guayana et Cumaná sont également séparées de la vice-royauté de Nouvelle-Grenade et sont regroupées avec la province de Trinidad, dépendant de la Capitainerie générale de Saint-Domingue, et la province de Margarita, dépendant de la Couronne espagnole, pour former la Capitainerie générale du Venezuela.

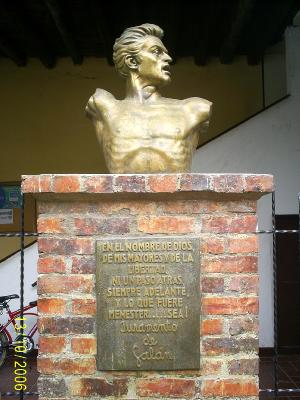
Buste du comunero José Antonio Galán à Guaduas.

Sur le plan économique et fiscal, la Couronne met fin à certains monopoles gênants et inefficaces. En 1768, la liberté de commerce est instaurée entre la Nouvelle-Grenade et le Pérou, puis avec toute l'Amérique en 1774. Le monopole du port espagnol de Cadix pour le commerce transatlantique est aboli en 1778. Dans le même temps, d'autres monopoles plus lucratifs sont créés sur le commerce de certains produits comme la poudre, le rhum ou le tabac. Mais ces réformes peinent à être appliquées et le visiteur général Juan Francisco Gutiérrez de Piñeres est envoyé en Nouvelle-Grenade en 1778 pour affirmer l'autorité de la Couronne et faire appliquer ses décisions malgré l'hostilité des producteurs locaux à leur égard.
En 1781 a lieu un important soulèvement populaire, la révolte des Comuneros, dans la région de l'actuel département de Santander, en Colombie. Les causes sous-jacentes sont surtout économiques, liées aux réformes entreprises par la Couronne espagnole, mais les idées de liberté et d'autonomie gouvernementale sont exprimées, notamment à travers l'exigence d'une représentation plus importante des créoles au sein de l'administration coloniale du pays,
ce qui laisse augurer la lutte pour se libérer du colonialisme espagnol menée au XIXe siècle. Marchant sur Santa Fe, les protestataires négocient avec l’archevêque à Zipaquirá mais le vice-roi Manuel Antonio Flórez (1723-1799) refuse de reconnaître l'accord ainsi signé le 8 juin 1781 et envoie les troupes de Carthagène mater la rébellion.

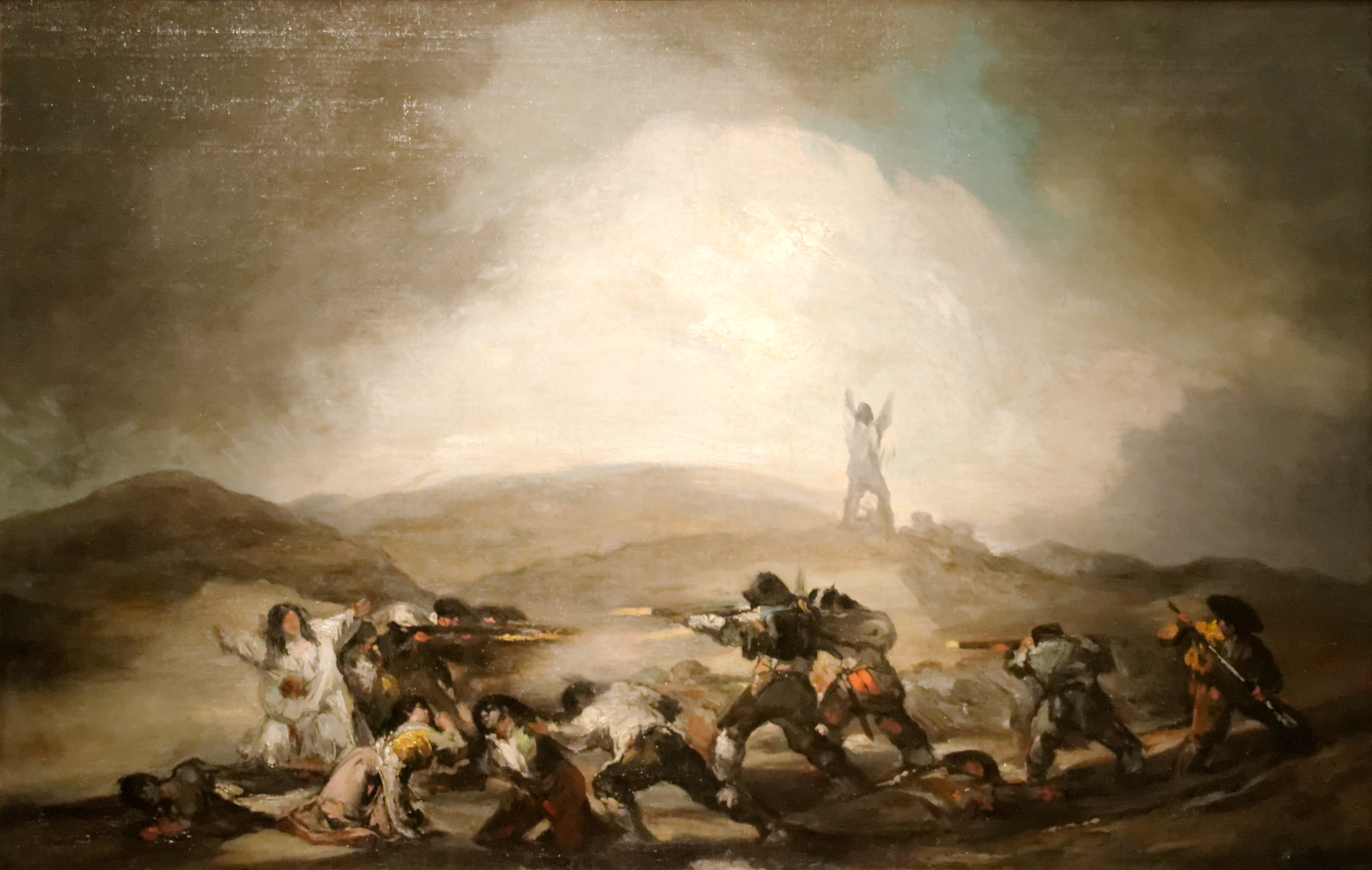
Scène de la guerre d'Espagne, par Francisco de Goya.

Le 20 novembre 1803, une real cédula fait passer la côte des Mosquitos (côte est de l'actuel Nicaragua) et l'archipel de San Andrés y Providencia de la tutelle de la Capitainerie générale du Guatemala à celle de la vice-royauté de Nouvelle-Grenade, sous l'administration de la province de Carthagène des Indes,.
Pendant ce temps, les guerres napoléoniennes font rage en Europe. En 1805, l'Espagne, alliée de l'Empire français, subit la rude défaite de Trafalgar et, privée de flotte, perd tout contact avec ses colonies. En 1807, le Portugal refusant d'appliquer le blocus continental, Napoléon décide d'envoyer ses troupes dans la péninsule, officiellement pour envahir le Portugal qui représente une faille notable dans son dispositif destiné à asphyxier l'Angleterre. L'invasion française de 1808 achève de déstabiliser la Couronne espagnole, déjà mise à mal par une guerre de succession entre Charles IV et son fils Ferdinand. L'empereur français en profite pour nommer son frère Joseph Bonaparte sur le trône. Ces manœuvres politiques et la guerre qui s'ensuit font vaciller l'autorité de la puissance coloniale, ce qui laisse la possibilité aux colonies d'Amérique de s'émanciper.

## Indépendance (1824)

### 1808-1814: guerre d'indépendance espagnole, constitution des juntes

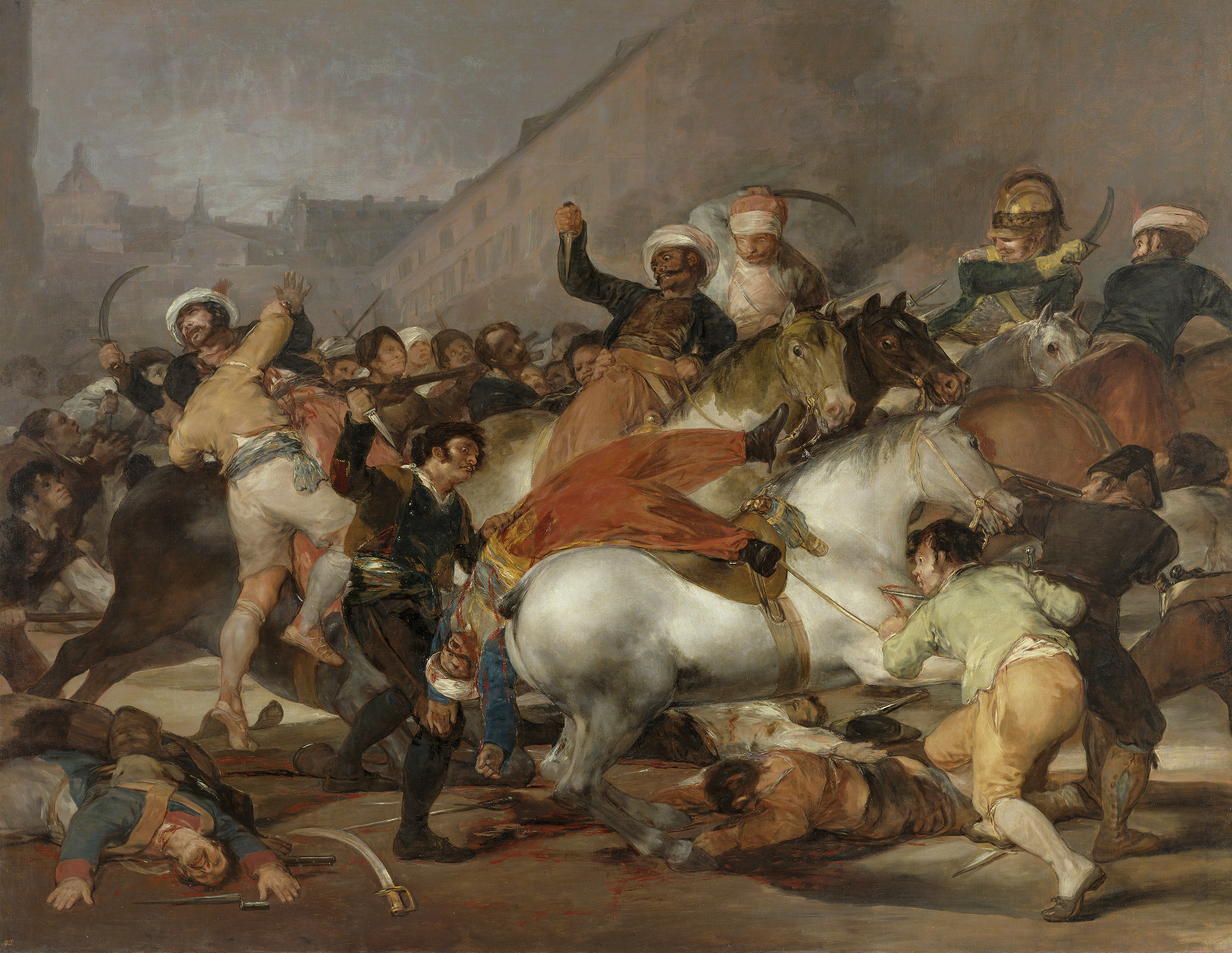
Le Dos de mayo 1808 à Madrid, de Goya.

À la suite de la nomination de Joseph Bonaparte comme roi d'Espagne par son frère Napoléon, le peuple de Madrid se soulève contre l'occupant français le 2 mai 1808. Durement réprimé, ce soulèvement inspire d'autres villes de la péninsule et embrase l'Espagne, marquant le point de départ de la guerre d'indépendance espagnole.
La captivité du roi d'Espagne Ferdinand VII au château de Valençay pose aux Espagnols la question de sa représentation. Suivant des traditions remontant aux Habsbourgs, la souveraineté est donnée par Dieu aux Pueblos qui la transférent au roi au travers d'un pacte. En l'absence du roi, les Pueblos sont donc supposés récupérer cette souveraineté. C'est par cette fiction que chaque cité-capitale d'Espagne, et même parfois des villes secondaires, peut proclamer un gouvernement et se constituer en junte pour combattre l'invasion.
Toutefois, une Junte Centrale s'avère nécessaire pour coordonner à la fois la lutte contre les Français et le gouvernement civil. Ce sera celle de Séville. C'est alors que se pose la question épineuse de la représentation des différentes juntes péninsulaires et américaines. La junte de Séville propose trente-six députés pour la péninsule et neuf députés pour l'Amérique, ce qui est jugé inacceptable par ces derniers. Peu à peu, la situation militaire devient intenable pour les espagnols. La Junte Centrale est dissoute peu avant l'occupation de la ville par les Français en janvier 1810. Elle laisse place à une Régence de cinq membres installée sur l'île de León, au large de Cadix, bientôt elle aussi dissoute.

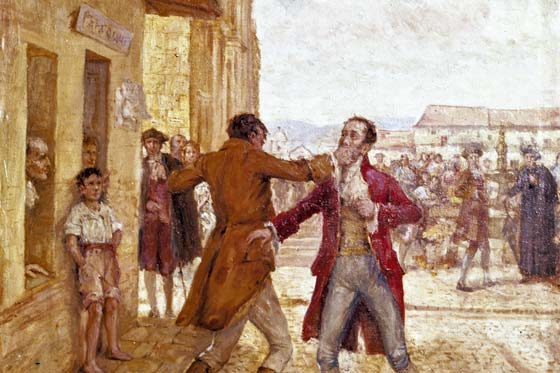
El Florero de Llorente : Affrontement de Santamaria et Llorente au coin nord-est de la place Bolívar.

Les cités américaines n'ont pas bougé jusque-là à l'exception de Quito qui a établi une junte le 10 août 1809, rapidement mise au pas par les vice-rois de Nouvelle-Grenade et du Pérou. Toutefois, la menace de défaite totale des Espagnols de la péninsule les pousse elles aussi à se constituer en juntes. Caracas, où le capitaine général est déposé, montre l'exemple le 19 avril 1810, suivi par Buenos Aires le 25 mai.
En Nouvelle-Grenade, la première junte est établie à Carthagène des Indes le 14 juin 1810, suivie par Cali le 3 juillet, Pamplona le 4, Socorro le 11, Mompox le 6 août 1810, Chocó le 31 août 1810. C'est le 20 juillet 1810, à la suite de l'épisode du florero de Llorente, que les habitants de Bogota instaurent leur propre junte.
Bien que considéré par l'historiographie colombienne comme le point de départ de la lutte pour l'indépendance et que ce jour du 20 juillet soit décrété fête nationale, il n'est en réalité nullement question d'indépendance. La loyauté des différentes juntes à l'égard de Ferdinand est exemplaire, même si l'aspiration à l’auto-gouvernement est ancienne. Le vice-roi Antonio José Amar y Borbón conserve même l'autorité suprême de premier délégué du roi en présidant la junte de Bogota avant d'être accusé de trahison au profit de Joseph Bonaparte et exilé.
Mais la question de la représentation reste une question délicate entre l'Amérique et la péninsule tout au long des années 1810 et 1811. Les Américains demandent toujours le même traitement que les péninsulaires dans la représentation à la Junte Centrale. Ces demandes, finalement discutées en février 1811, sont rejetées par les Espagnols, qui ne comprennent pas l'insistance des Américains à vouloir être traités en égaux et estiment avoir affaire à des rebelles. Cette incompréhension, que les Américains prennent pour du mépris, les pousse peu à peu à se radicaliser et, pour la première fois, à rejeter complètement l'autorité espagnole et à revendiquer l'indépendance.

### Premières indépendances (1811-1813)

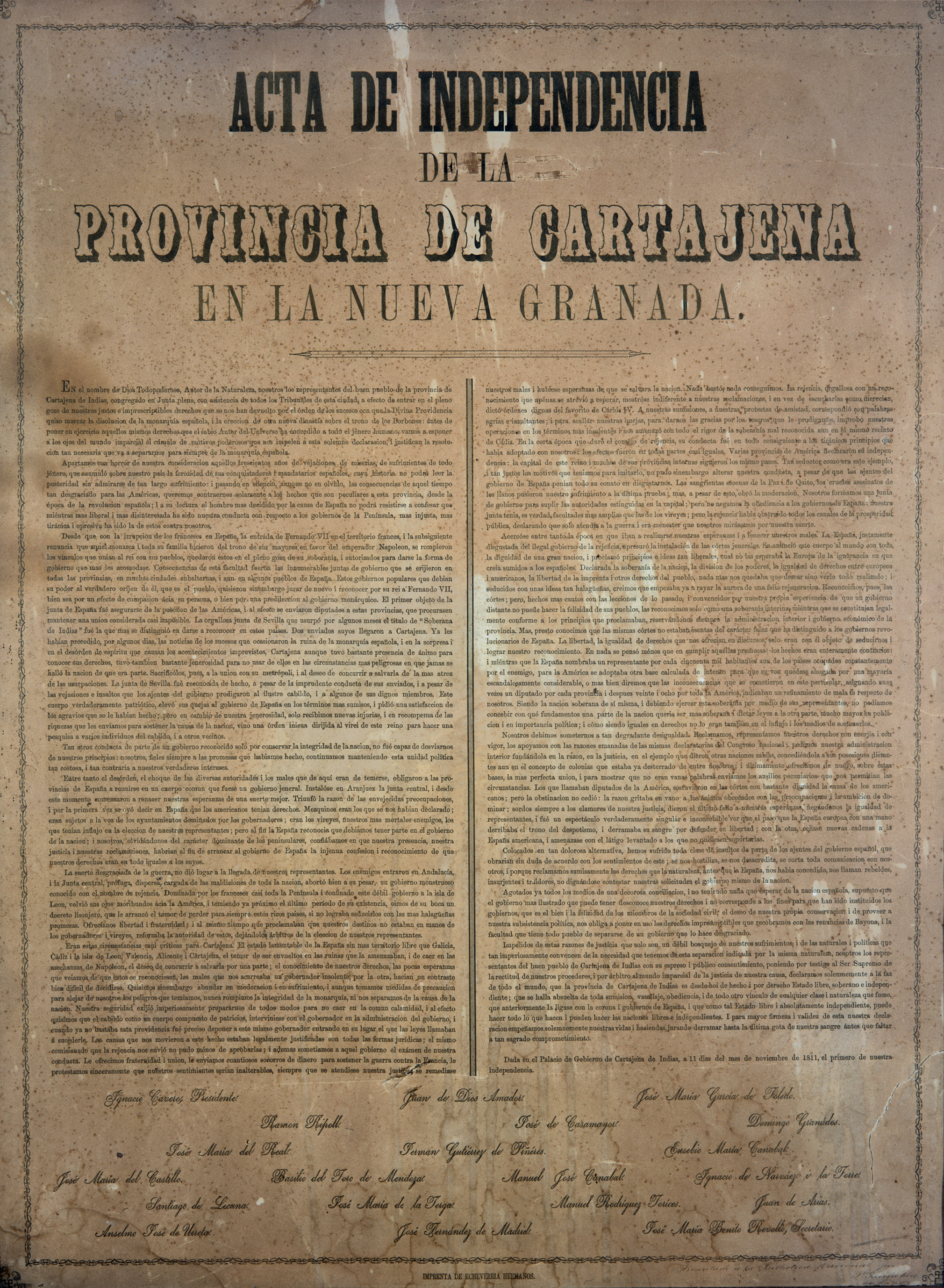
Acte d'indépendance de la province de Carthagène, 11 novembre 1811.

À Bogota, la junte proclame l'indépendance de l'Espagne de l'État libre de Cundinamarca le 4 avril 1811.
À Carthagène des Indes l'indépendance de la province est déclarée le 11 novembre 1811.
D'autres proclamations se produisent dans tout le pays et aboutissent à l'indépendance de la plupart des provinces de Nouvelle-Grenade : Tunja le 21 novembre 1811, Antioquia le 11 août 1813, Neiva le 8 février 1814 et Mariquita le 22 décembre 1814.
Les provinces de Santa Marta, Riohacha et Popayán restent quant à elles fidèles à la couronne espagnole,.

Carte de la Nouvelle-Grenade en 1811. En rouge les provinces fédéralistes, en vert les provinces centralistes, en jaune les provinces royalistes.

Un Congrès des Provinces-Unies se réunit le 27 novembre 1811 à Tunja et adopte l'Acta de la Federación de las Provincias Unidas de Nueva Granada, dont les idéologues sont Camilo Torres et Miguel de Pombo.
De tendance fédéraliste, cette constitution promeut le respect et la reconnaissance de l'autonomie et de la souveraineté des provinces, qui se définissent comme égales et indépendantes, autonomes dans leur mode d'administration et la collecte de certains impôts; les fonctions militaires pour la défense commune et la levée d'impôts pour financer la guerre et les relations internationales sont cédées au Congrès.
À ces idées fédéralistes s'opposent certaines factions centralistes, menées par Antonio Nariño, qui préfèrent un gouvernement central fort, plutôt qu'une alliance de provinces autonomes et faibles,.
En raison de ce désaccord, les représentants des provinces de Bogota (appelée Cundinamarca par ses représentants) et du Chocó refusent de signer l'Acte de Fédération.
Les provinces de Panama et de Veragua, bien qu'invitées à participer aux juntes de Quito, Santa Fe ou Carthagène afin d'adhérer au mouvement indépendantiste, refusent et restent loyales à l'Espagne.

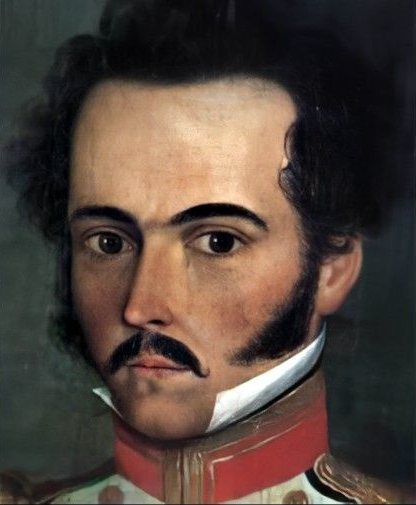
Portrait de Simón Bolívar en 1812.
Après avoir libéré le Magdalena, il se dirige vers son Venezuela natal pour mener une marche victorieuse jusqu'à Caracas où il instaure la Deuxième République.

Entre le 23 décembre 1812 et le 10 janvier 1813, le jeune vénézuélien Simón Bolívar, qui s'est mis au service de l'armée de patriote de Carthagène des Indes après la chute des Provinces-Unies du Venezuela, libère les villes situées sur le cours du río Magdalena lors de la campagne du Magdalena.
Cette campagne militaire victorieuse permet la jonction entre les patriotes de Carthagène et ceux de centre du pays et pousse Bolívar à entreprendre une campagne pour libérer le Venezuela.

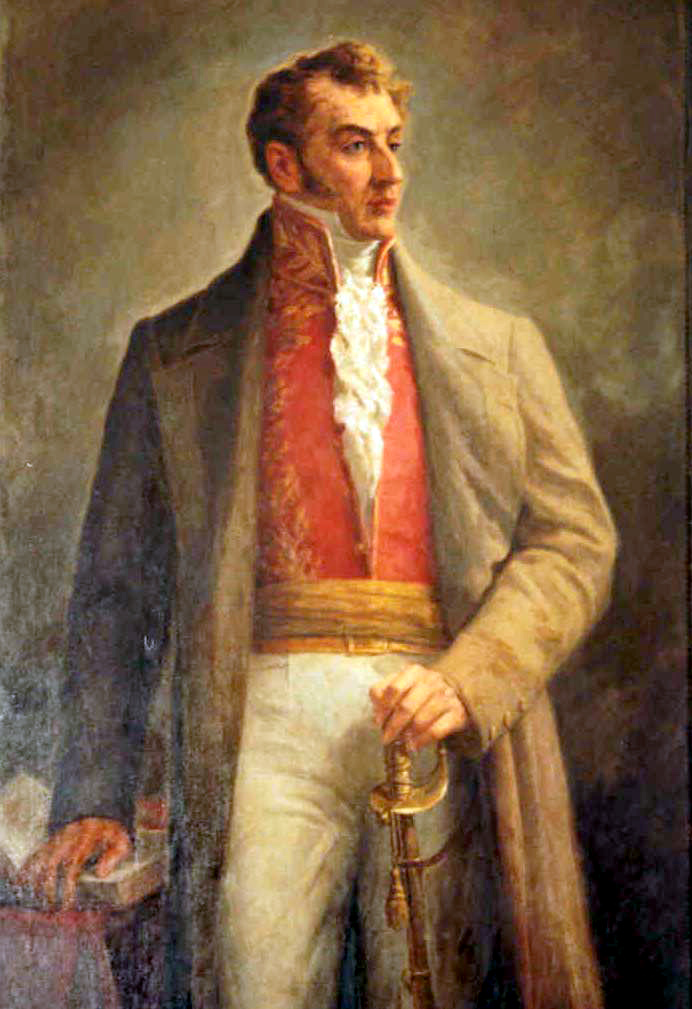
Antonio Nariño, président et commandant des troupes du Cundinamarca.

Pendant ce temps, le désaccord croissant entre le gouvernement de l'État libre de Cundinamarca, centraliste, et celui des Provinces-Unies, fédéraliste, conduit à un conflit armé qui commence le 2 décembre 1812, date de la première bataille (à Ventaquemada) de la première guerre civile de l'histoire de la Colombie.
Nariño, leader du Cundinamarca, après quelques défaites, offre une capitulation assortie de conditions, mais les fédéralistes refusent, souhaitant une reddition inconditionnelle, ce qui prolonge la guerre.
Après la défaite des centralistes à Ventaquemada, les fédéralistes avancent vers Santafé de Bogota, mais sont mis en déroute par Nariño le 9 janvier 1813.
Le 30 mai 1813, la guerre entre fédéralistes et centralistes se termine après un dialogue entre Cundinamarca et les Provinces-Unies, chacune représentée par deux délégués. Ceux-ci s'accordent sur la volonté d'indépendance et l'union de leurs forces contre l'ennemi commun, l'Espagne.
Le Congrès National nomme Antonio Nariño Comandante Supremo de l'armée pour libérer les provinces du sud, mais il est capturé et rapidement envoyé en prison en Espagne,.
Le 12 décembre 1814, Simón Bolívar, revenu en Nouvelle-Grenade après l'échec de la deuxième République du Venezuela et à la tête des troupes des Provinces-Unies composées de fédéralistes et de vénézuéliens, entre dans Santafé de Bogota et force Cundinamarca à intégrer les Provinces-Unies.
Le compromis trouvé est que le Cundinamarca s'engage à rejoindre la fédération en échange du déplacement du siège du Congrès des Provinces-Unies de Tunja vers Bogota, qui redevient ainsi la capitale du pays.
Après la prise de Santa Fe, Bolívar se dirige vers la côte Atlantique où il doit recevoir des armes et des fournitures de Carthagène des Indes pour prendre Santa Marta puis libérer le Venezuela.
Toutefois, le gouvernement carthaginois refuse de le soutenir et Bolívar assiège la ville pendant un mois et demi. Informé de l'arrivée de Pablo Morillo au Venezuela et attaqué par les royalistes à Santa Marta, Bolívar renonce et s'embarque le 9 mai 1815 pour la Jamaïque, tandis que le reste de son armée se défend du siège de Morillo, qui commence le 26 août 1815 et initie la Reconquista.

### Reconquête espagnole (1814-1815)

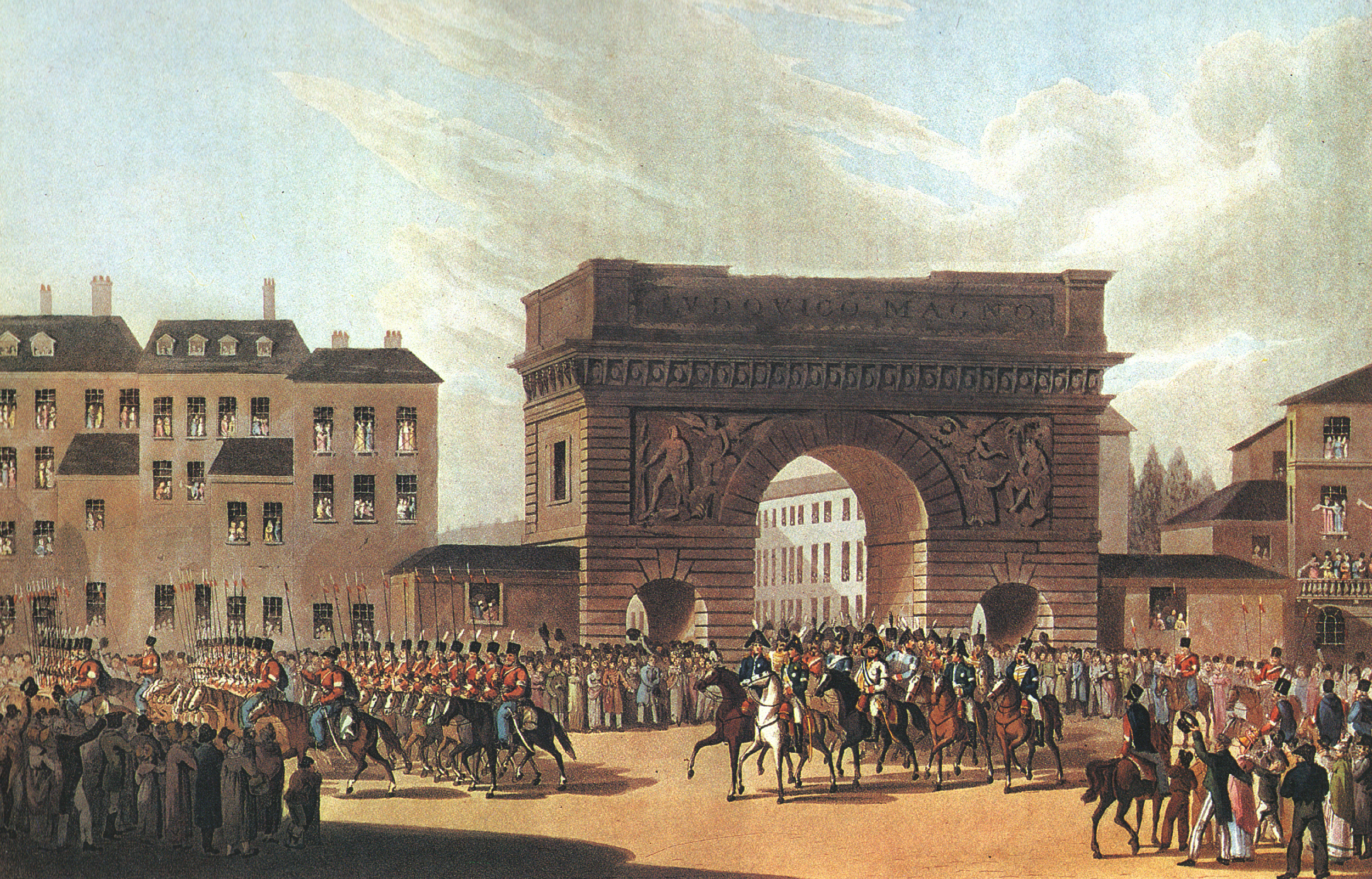
Entrée des troupes russes à Paris en 1814.

En 1813, la situation des armées napoléoniennes en Europe est devenue intenable. Les guérillas espagnoles et portugaises, soutenues par l'Angleterre, se sont révélées indomptables tandis que la Grande Armée, parvenue jusqu'à Moscou, a été anéantie en 1812 au cours de la désastreuse retraite de Russie. En quelques semaines, de mai à juillet 1813, Joseph Bonaparte et l’armée française reculent jusqu’aux Pyrénées. Napoléon comprend sa défaite et accepte, par le traité de Valençay, le retour de l’ancien roi d’Espagne, Ferdinand VII, dans son royaume. Début 1814, la Catalogne est reconquise par les Espagnols. La guerre d’Espagne s’achève et la campagne de France qui suit mène à la chute de l'empereur français et son exil à l'île d'Elbe.

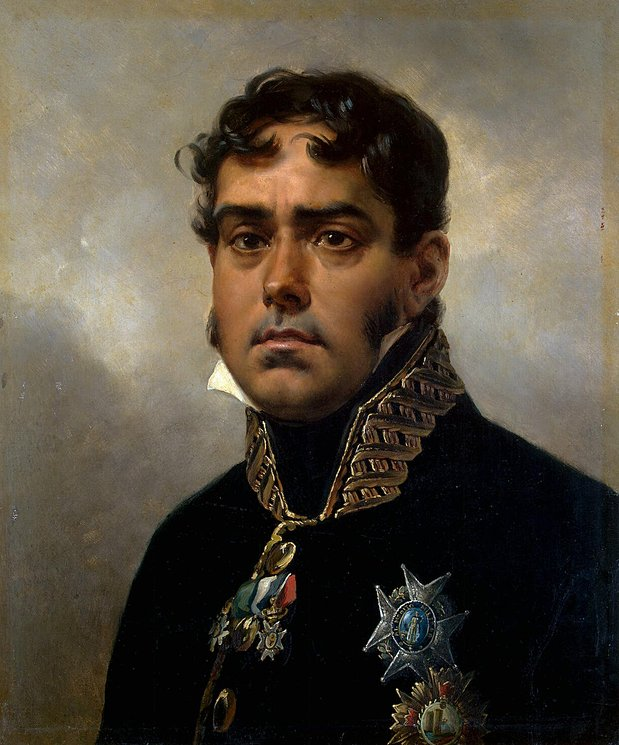
Pablo Morillo, commandant du corps expéditionnaire espagnol chargé de reconquérir la Nouvelle-Grenade.

Sitôt de retour au pouvoir, Ferdinand VII entreprend de reconquérir les colonies espagnoles qui ont fait sécession. En 1815, l'Espagne envoie le plus grand corps expéditionnaire jamais envoyé à l'époque aux Amériques. Le colonel Pablo Morillo, un vétéran de la lutte espagnole contre les Français, est choisi pour la commander. L'ensemble des forces équivaut environ à 10 000 hommes et 60 bateaux.

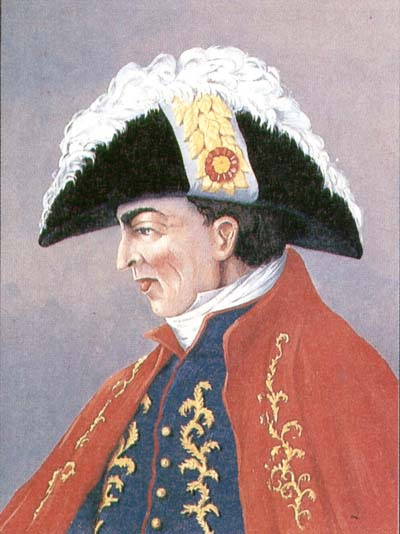
Portrait de Juan de Sámano, futur vice-roi, chef d'orchestre de la répression contre les patriotes néo-grenadins.

Le siège de Carthagène des Indes initie la reconquête espagnole de la Nouvelle-Grenade du territoire néo-grenadin.
Celle-ci est menée sur 3 fronts : Morillo depuis Carthagène, Sebastián de la Calzada depuis le Venezuela, Juan de Sámano depuis Pasto. Elle est achevée dès juin 1816 avec la défaite des patriotes lors de la bataille de la Cuchilla del Tambo.
Commence alors une campagne de répression orchestrée par Juan de Sámano (futur vice-roi de Nouvelle-Grenade) durant laquelle de nombreux patriotes sont exécutés pour trahison parmi lesquels Camilo Torres, Jorge Tadeo Lozano, Francisco José de Caldas, Manuel Rodríguez Torices, Manuel de Bernardo Álvarez, José María Carbonell, Antonio Villavicencio, Policarpa Salavarrieta, Custodio García Rovira et Joaquín Camacho. D'autres, comme Francisco de Paula Santander se réfugient dans les plaines orientales d'où ils mènent des actions de guérilla et de renseignement.
Outre cette répression sanglante qui vise à décapiter la classe dirigeante locale, les exactions de l'armée de « pacification », qui pille et tue sans contrôle, se comportant comme en terre ennemie, exaspèrent jusqu'aux hacenderos les plus royalistes. En moins de trois ans, loin de ramener la population néo-grenadine à des sentiments royalistes, les Espagnols creusent au contraire un fossé infranchissable de haine et d'incompréhension. Trop faibles pour expulser eux-mêmes les Espagnols, les néo-grenadins n'attendent donc plus qu'un libérateur.
C'est dans ce contexte que Simón Bolívar, de retour au Venezuela depuis la réussite de l'expédition de los Cayos à la fin de l'année 1816 et après trois ans de lutte acharnée contre Morillo et ses lieutenants, surgit du Venezuela en mai 1819 et vient porter la guerre en Nouvelle-Grenade.

### Campagne libératrice (1816)
Le 6 mai 1816, sur l'île de Margarita, l'autorité de Simón Bolívar sur l'ensemble de l'armée patriote a été confirmée entre autres par les chefs patriotes Santiago Mariño, Juan Bautista Arismendi, Manuel Piar, Gregor McGregor, Francisco Esteban Gómez, Manuel Valdés, Pedro María Freites et Carlos Soublette. La réussite de l'expédition de los Cayos, en décembre 1816, marque le retour de Bolívar de son exil en Jamaïque puis en Haïti. Débarqués dans l'est du Venezuela, les patriotes tentent immédiatement de percer vers l'ouest mais sont repoussés. Ils changent alors de stratégie et s'emparent de la Guyane, tandis que les royalistes commandés par Pablo Morillo tentent vainement de reconquérir l'île de Margarita.
Les patriotes s'assurent ainsi le contrôle d'une région riche en ressources naturelles et en voies de communication. Grâce aux pierres précieuses notamment, et à l'ouverture du territoire guyanais sur la mer des Caraïbes, les patriotes peuvent se procurer de l'armement (et notamment le renfort de la Légion britannique) et rétablir le contact avec l'État d'Apure, dont José Antonio Páez contrôle les Llaneros. Depuis la Guyane, Bolívar lance une campagne pour prendre Caracas, mais malgré d'importantes victoires il est contraint de se retirer, et est même poursuivi dans les llanos au cours de la campagne d'Apure.
Le 15 février 1819 a lieu le Congrès d'Angostura, à Angostura (aujourd'hui Ciudad Bolívar, dans l'est du Venezuela), inauguré par Simón Bolívar. Vingt-six délégués sont présents représentant le Venezuela et la Nouvelle-Grenade (aujourd'hui la Colombie). Y est projetée la création d'un vaste État indépendant sur le territoire de ce qui est encore la Vice-royauté de Nouvelle-Grenade et la Capitainerie générale du Venezuela.

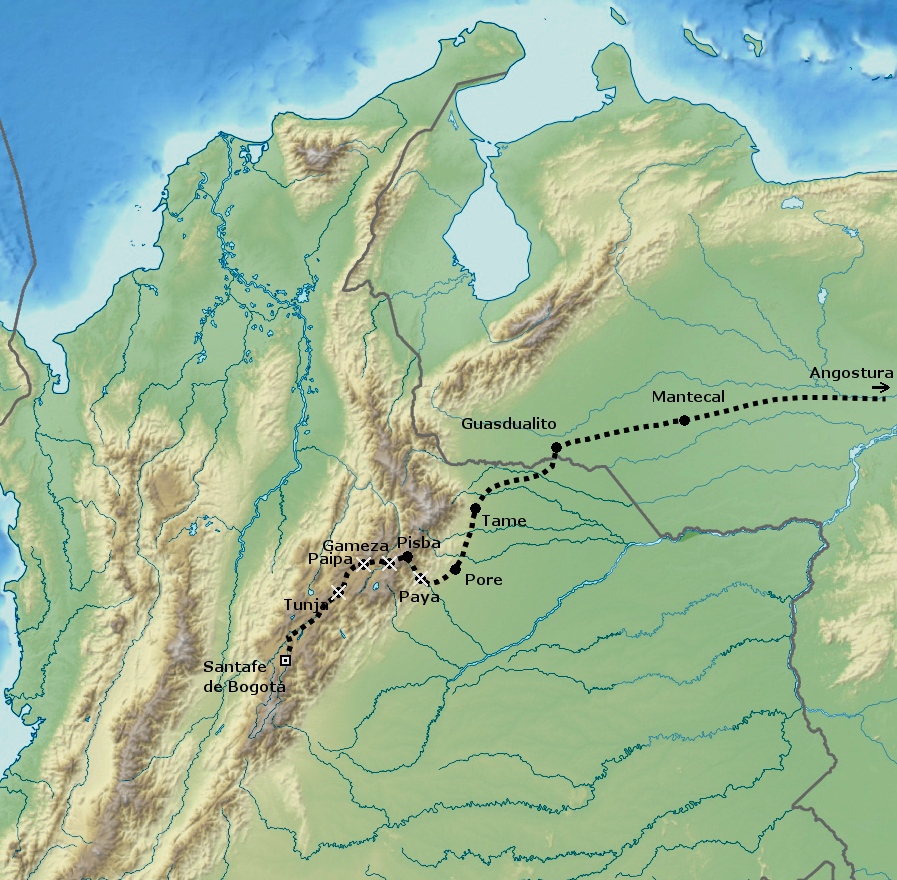
Carte de la campagne libératrice de la Nouvelle-Grenade.

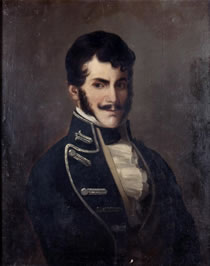
Portrait du colonel José María Barreiro, adversaire principal de Bolívar durant la campagne de Nouvelle-Grenade.

Peu après, Pablo Morillo fait retraite dans ses quartiers d'hiver de Calabozo après la campagne d'Apure, pensant que le mauvais temps empêchera les patriotes de prendre une quelconque initiative. Bolívar décide alors qu'il est temps de libérer la Nouvelle-Grenade. Effectuée en plein hiver, la campagne sera très éprouvante pour les hommes.
À la tête de 2 186 soldats, il quitte Mantecal le 26 mai, franchit le río Arauca le 4 juin au niveau de Guasdualito et arrive le 11 juin à Tame où il fait la jonction avec l'armée du général Francisco de Paula Santander. Au moment de leur rencontre, les armées patriotes comptent un effectif de près de 4 300 soldats.
Afin de bénéficier de l'effet de surprise, Bolívar décide de traverser la cordillère Orientale par le páramo de Pisba, une route inhospitalière mais non surveillée par les Espagnols. Une première bataille a lieu à Paya, où le 30 juin l'avant-garde mené par Santander met en fuite les 300 soldats de la garnison royaliste qui se réfugient à Labranzagrande. La traversée du páramo de Pisba se révèle extrêmement difficile en raison du froid et du manque d'approvisionnement mais le 6 juillet l'armée de Bolívar arrive à Socha où elle s'accorde quatre jours de repos.
Le 11 juillet, José María Barreiro, alors en poste à Sogamoso et informé de la présence des insurgés, se porte à leur rencontre. La bataille de Gámeza, sur les rives du río Sogamoso, se solde par un résultat mitigé, les deux parties s'attribuant la victoire. Les patriotes ne parviennent pas à prendre le pont de Gámeza, mais Barreiro ne peut pas empêcher l'invasion de Tunja, porte de l'altiplano cundiboyacense. Bolívar avance en direction du marais de Vargas pour surprendre l'arrière-garde royaliste, ce qui donne lieu à l'affrontement le plus sanglant de la campagne libératrice lors de la bataille du Pantano de Vargas, près de Paipa.

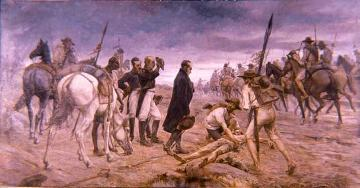
L'armée de Simón Bolívar traversant les Andes par le páramo de Pisba, peinture de Francisco Antonio Cano.

Le jour de la bataille, le 25 juillet, Bolívar dispose d'environ 2 200 hommes. Les troupes patriotes attaquent les Espagnols de front, mais ceux-ci ont l'avantage du terrain et au moins 3 000 soldats, ce qui fait pencher la bataille en leur faveur. Les Espagnols sont cependant totalement désorganisés par la charge des lanciers du colonel Juan José Rondón tandis que l'infanterie gagne du terrain sur les royalistes, les forçant à battre en retraite. Le colonel James Rooke, commandant la Légion britannique, est blessé durant la bataille et meurt quelques jours plus tard.

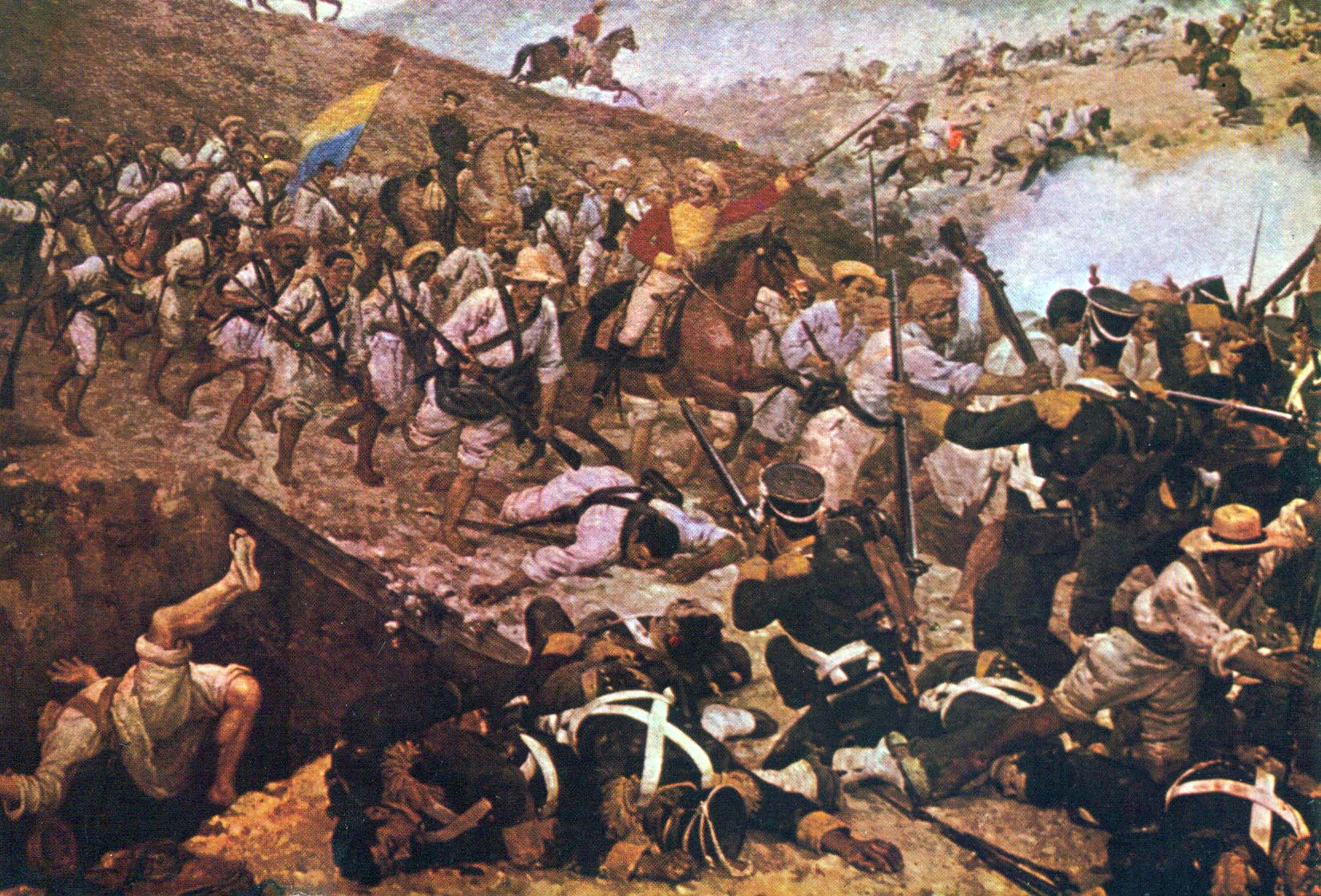
La bataille de Boyacá, par Martín Tovar y Tovar.

Les deux armées, en route pour Bogota, très faiblement défendue, se rencontrent de nouveau le 7 août à Tunja, alors que l'armée royaliste traverse le pont de Boyacá. L'arrière-garde royaliste est toujours derrière, aussi le général José Antonio Anzoátegui ordonne-t-il de bloquer le passage entre les deux segments de l'armée adverse. L'arrière-garde espagnole, largement dépassée en nombre, bat en retraite. Simon Bolivar ordonne alors une attaque de flanc sur l'arrière-garde ennemie avec deux bataillons attaquant par la droite et la Légion de volontaires britanniques par la gauche. Submergés, les Espagnols battent en retraite sans direction précise et Bolivar donne l'ordre à ses lanciers d'attaquer le centre de l'infanterie royaliste, tandis qu'un escadron de cavalerie espagnol fuit la bataille. Malgré une dernière résistance et exposé à un feu nourri, le colonel Barreiro, qui commande l'arrière-garde royaliste, offre alors sa reddition. Environ 1 600 prisonniers sont faits à l'issue de cette bataille qui ouvre la route de Bogota aux patriotes et assure la libération du pays.
Lorsqu'il apprend la nouvelle de la défaite de ses troupes, le vice-roi de Nouvelle-Grenade Juan de Sámano fuit Bogota et parvient à s'échapper par Carthagène des Indes. Bolívar arrive à Santafe de Bogota où il entre sans résistance le 10 août 1819, mettant fin à la campagne libératrice de la Nouvelle-Grenade.

### Fin de la Nouvelle-Grenade espagnole (1821-1823)

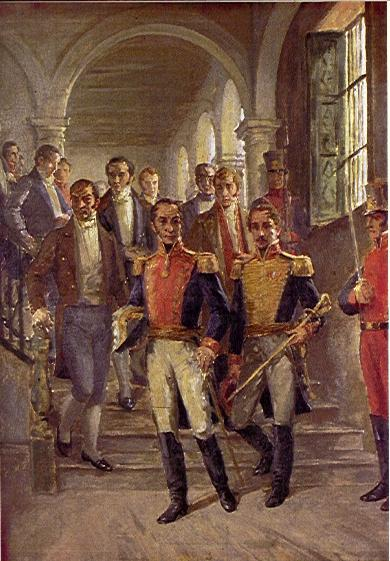
Simón Bolívar et Francisco de Paula Santander lors du congrès de Cúcuta, en 1821.

Avec la prise de la capitale, Bogota, et la fuite du vice-roi, la Nouvelle-Grenade est virtuellement perdue pour l'Espagne. Toutefois, les campagnes indépendantistes se poursuivent. Le sud du pays (San Juan de Pasto, Popayán) demeure aux mains des royalistes, ainsi que les ports de la mer des Caraïbes (Carthagène des Indes, Barranquilla, Santa Marta).
Bolívar charge le général vénézuélien Mariano Montilla d'attaquer les royalistes qui occupent encore les ports de la mer des Caraïbes. À partir du 10 août 1819 se déroule une campagne fluviale et navale qui libère un à un les ports caribéens et se termine par l'entrée des troupes indépendantistes à Carthagène le 10 octobre 1821.
Dans le même temps, Bolívar envoie Antonio José de Sucre en mai 1821 entamer une campagne au sud pour venir en aide à la province libre de Guayaquil et libérer l'Audience royale de Quito.
De son côté, afin d'empêcher définitivement tout nouveau débarquement de troupes espagnoles sur les côtes de la mer des Caraïbes, Bolívar porte de nouveau la guerre au Venezuela dont l'ouest et le nord du pays sont toujours contrôlés par les royalistes et ce qui reste du corps expéditionnaire espagnol de Pablo Morillo. Après un armistice de six mois, la campagne débute le 24 juin 1821 par la bataille de Carabobo qui se solde par une importante victoire de Bolivar sur le maréchal Miguel de la Torre, le remplaçant de Morillo, démissionnaire en décembre 1820, à la tête des troupes espagnoles.
Bolívar rejoint Sucre à Guayaquil par la terre, libérant au passage la ville de Pasto, le 7 avril 1822, lors de la bataille de Bomboná, désastre tactique pour les deux camps en présence, qui offre pourtant un avantage stratégique aux forces républicaines qui parviennent bientôt au contrôle total de l'actuel territoire colombien. La région connaît par la suite des soulèvements royalistes qui seront mâtés par les patriotes, amenant à la conclusion de ce qui sera appelé la campagne de Pasto.
Aucun renfort ne viendra d'Espagne soutenir les royalistes car à partir du 1er janvier 1820, les militaires qui devaient être embarqués pour l'Amérique dans le port de Cadix se sont révoltés et ont contraint le roi Ferdinand VII à remettre en vigueur la Constitution espagnole de 1812. La France de Louis XVIII, qui intervient militairement avec l'autorisation des puissances de la Sainte-Alliance pour restaurer la monarchie absolue, ne reprend le contrôle de la situation que le 31 août 1823 après la bataille du Trocadéro. La totalité du territoire de l'ancienne Vice-royauté de Nouvelle-Grenade est alors entre les mains des républicains et la répression qui suit le retour de Ferdinand VII fait passer le problème des colonies américaines au second plan.
Sucre et Bolívar ont dès lors les coudées franches pour lancer une dernière campagne visant à libérer définitivement la vice-royauté du Pérou et du Haut-Pérou, dernier bastion espagnol en Amérique du Sud.

## République (1820c-1948)

### Grande Colombie (1819-1831)

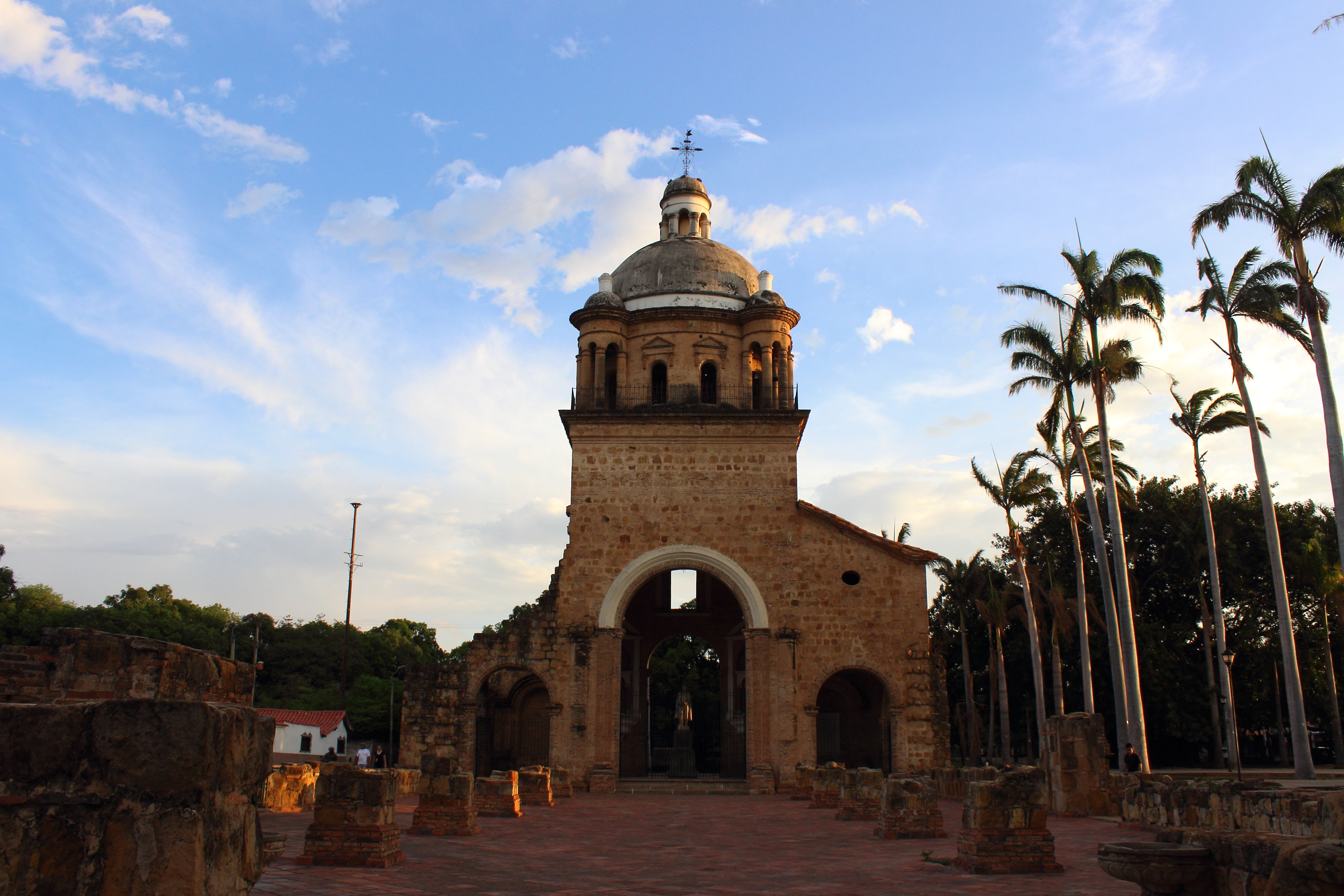
Temple historique de Cúcuta, où se tint le Congrès de Cúcuta fondateur de la Grande Colombie.

Dès février 1819, lors du Congrès d'Angostura, le sort des territoires libérés a été décidé. Selon le souhait de Bolívar exprimé dans sa Lettre de Jamaïque, ceux-ci sont amenés à se regrouper au sein d'un vaste État, la République de Colombie, dont les frontières reposeraient sur le principe de l'Uti possidetis juris et le nom serait un hommage à Christophe Colomb.
À partir du 30 août 1821 et jusqu'au 3 octobre de la même année se réunit le Congrès de Cúcuta, assemblée constituante destinée à donner vie à ce projet. Initié par Antonio Nariño, le Congrès de Cúcuta voit la participation de Simón Bolívar, de Francisco de Paula Santander et d'autres importants personnages de l'indépendance. C'est dans le temple historique de Cúcuta qu'est adoptée la constitution de Cúcuta, acte de naissance de la Grande Colombie (alors simplement appelée « République de Colombie ») constituée de la Nouvelle-Grenade et du Venezuela. Bolívar en est désigné président et Santander vice-président.

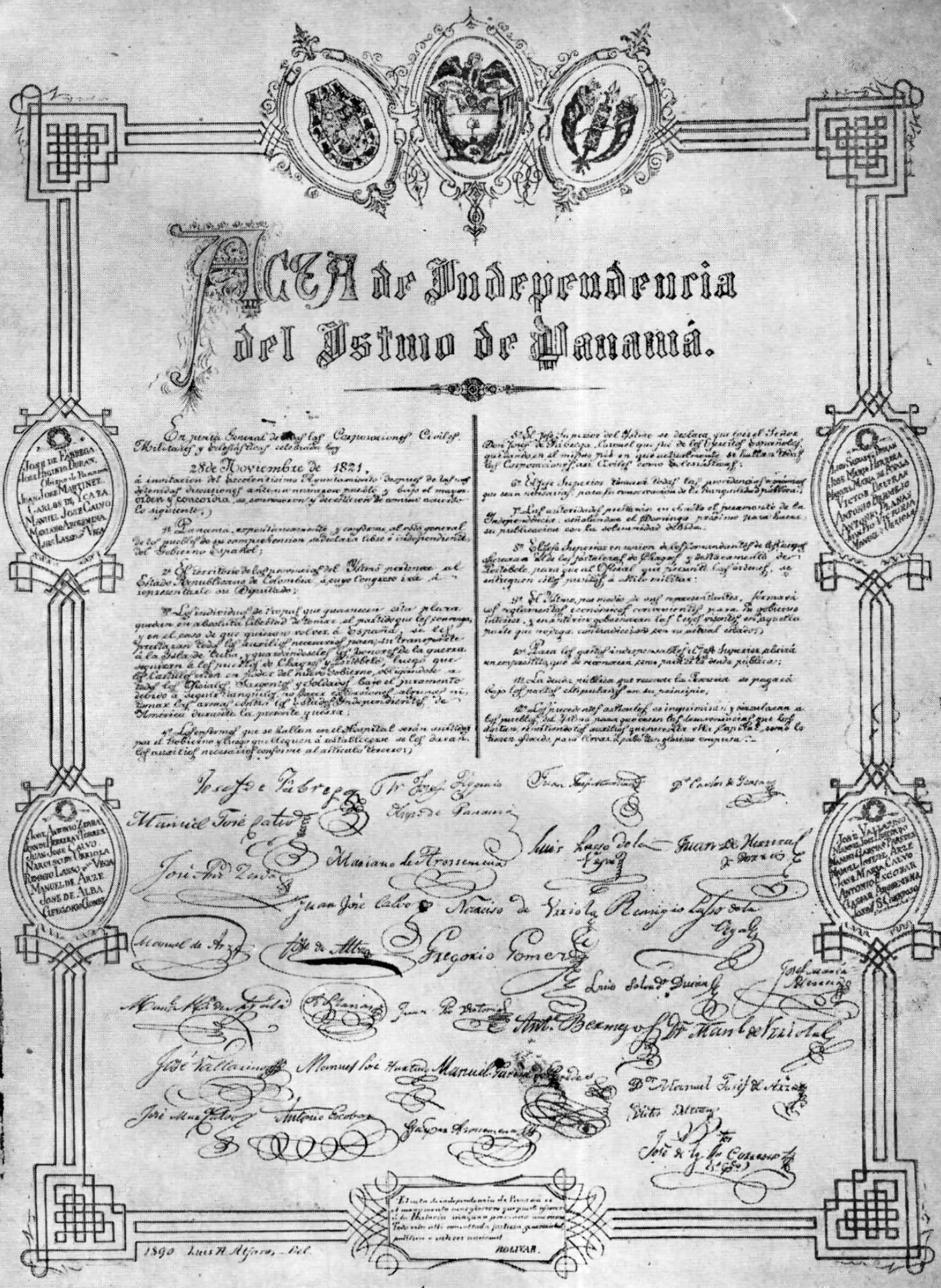
Acte d'indépendance du Panama, 28 novembre 1821.

Le 28 novembre 1821 la province de Panama proclame son indépendance de l'Espagne et décide de rejoindre la Grande Colombie. Elle est imitée le 1er décembre de la même année par la province de Veragua, qui correspond alors à la moitié occidentale de l'actuel Panama. Le 29 mai 1822, la bataille de Pichincha achève la libération de l'Audience royale de Quito et après la Rencontre de Guayaquil, le 26 juillet 1821, celle-ci rejoint à son tour la République. Après la bataille du lac de Maracaibo, le 24 juillet 1823 et la prise du fort de Puerto Cabello le 8 novembre de la même année par le général vénézuélien José Antonio Páez, le territoire vénézuélien (et donc celui de la Grande Colombie) est totalement débarrassé de la présence espagnole.
Le pays est de facto dirigé par le vice-président Francisco de Paula Santander. En effet, Bolívar continue la lutte contre l'Espagne au Pérou et en Bolivie continuant l'œuvre de l'autre héros de l'indépendance de l'Amérique du Sud espagnole, l'Argentin José de San Martín qui a proclamé l'indépendance du Pérou le 28 juillet 1821. L'armée royaliste résiste jusqu'à sa défaite lors de la bataille d'Ayacucho, le 9 décembre 1824, après quoi Bolívar préside le nouvel État péruvien.
Durant l'absence de Bolívar, des tensions apparaissent au sein de la Grande Colombie, immense territoire regroupant des régions fort disparates. Mises de côté lors de la lutte contre les royalistes, les divergences d'ordre idéologique qui étaient apparues lors des premières indépendances colombiennes renaissent. Les partisans de Santander plaident pour un État plus fédéral et laïc tandis que les partisans de Bolívar soutiennent l'idée initiale de Bolívar d'un état centralisé et catholique. En plus de ces désaccords, des velléités d'indépendance se font sentir, notamment au Venezuela où la révolution séparatiste, appelée La Cosiata et dirigée par le général José Antonio Páez, pousse les municipalités de Caracas et Valencia à ignorer l'autorité du gouvernement central et demande une réforme de la constitution de 1821.

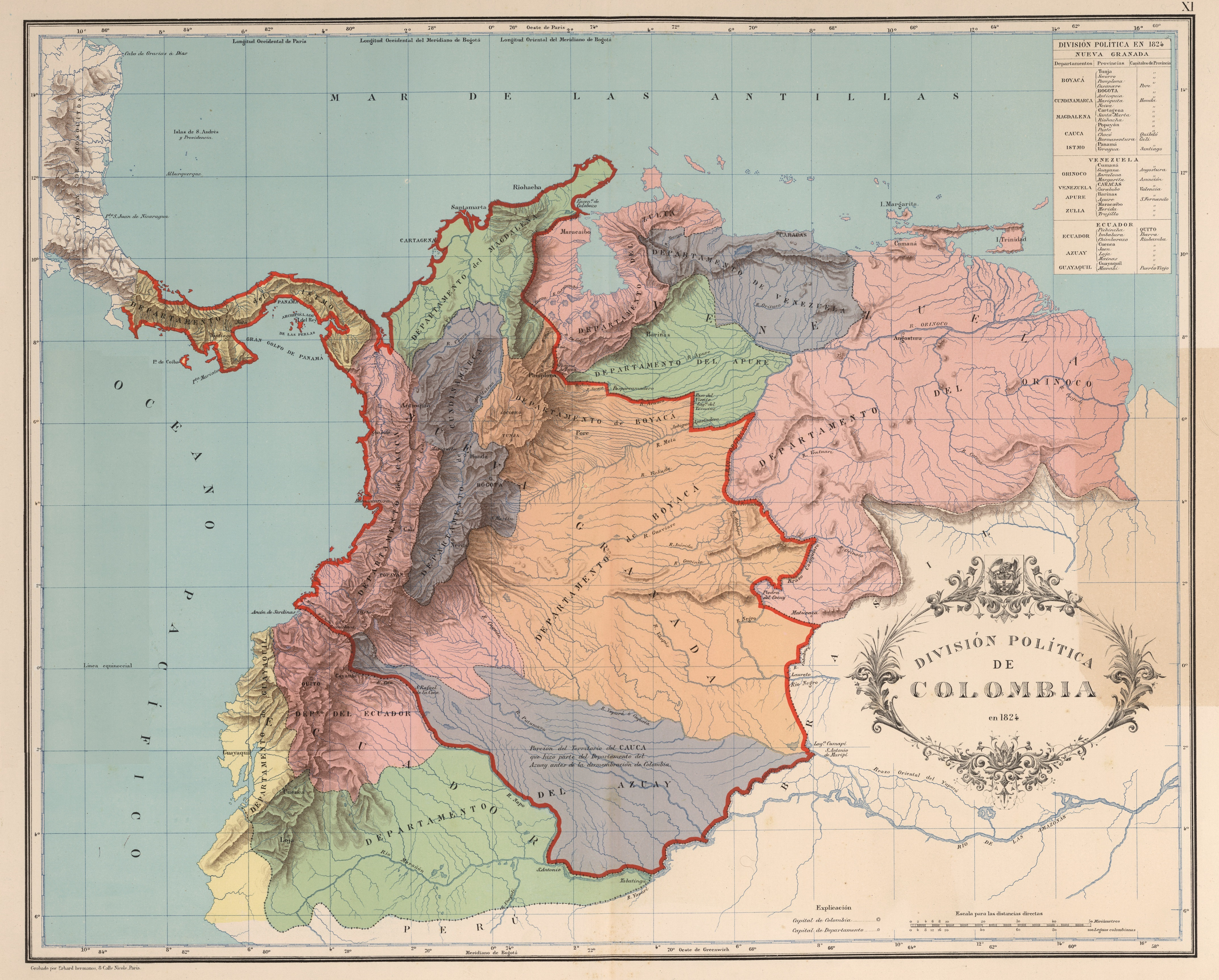
Organisation territoriale de la Grande Colombie entre 1824 et 1830.

Le 4 septembre 1826, Bolívar quitte le Pérou (où il ne reviendra plus) pour la Colombie et y trouve donc une situation explosive. Un premier congrès est organisé en 1827 afin de réfléchir au futur de la constitution. Considérant qu'elle est la cause des maux de la République, celui-ci décide de convoquer une convention de tous les représentants de toutes les provinces du pays pour le 2 mars 1828 dans la ville d'Ocaña. Mais la convention d'Ocaña est un échec, n'aboutissant à aucun accord. Aussi, le 27 août 1828, Simón Bolívar adopte le décret organique qu'il a appelé « loi fondamentale » et par lequel il abolit la Constitution de Cúcuta et assume la dictature.
Face à l'impasse institutionnelle où se trouve la Grande Colombie, cette décision est plutôt bien accueillie au début, mais le gouvernement de Bolívar depuis son retour s'avère n'être qu'une suite d'improvisations qui aboutissent à rendre le Libertador encore plus impopulaire que Santander. Le 25 septembre 1828, une tentative de coup d'État manquée aboutit à l'exécution de l'amiral Padilla et l'exil de Santander qui part pour l'Europe.
Ajoutant encore un peu plus d'instabilité, du 3 juin 1828 au 28 février 1829, la Grande Colombie est en guerre avec le Pérou, celui-ci revendiquant des territoires au sud. L'affrontement se termine sur un statu quo ante bellum.

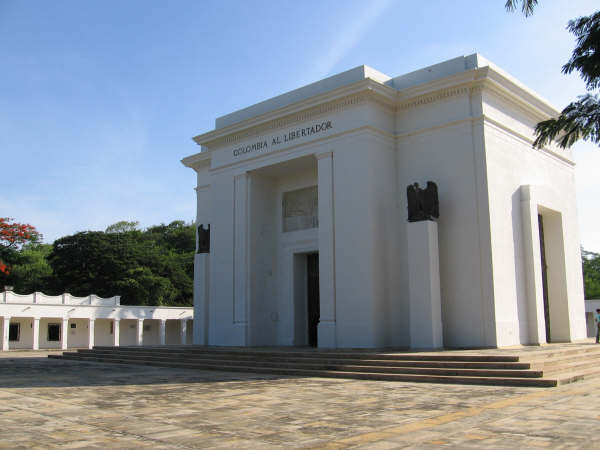
La Quinta de San Pedro Alejandrino, où Bolívar meurt le 17 décembre 1830, peu de temps après l'échec de l'œuvre de sa vie, la Grande Colombie.

Le 27 décembre 1829, le district du Venezuela fait officiellement sécession. Le 20 janvier 1830, Bolívar convoque le Congrès Admirable afin de trouver une solution à la crise institutionnelle, mais celui-ci ne peut éviter la sécession du Venezuela. La santé de Bolívar, qui souffre de tuberculose, se détériore rapidement et le 8 mai 1830 il donne sa démission. Domingo Caycedo devient président par intérim.
Le 13 mai 1830, le district de Quito déclare à son tour son indépendance et devient l'Équateur, avec à sa tête le général vénézuélien Juan José Flores.
Le 1er juillet 1830, Antonio José de Sucre, que Bolívar considérait comme son successeur spirituel, est assassiné.
Une nouvelle constitution est promulguée au Venezuela le 22 septembre 1830 sous l'impulsion du général Paez qui devient le 11 avril 1831 le premier président du Venezuela, nouveau pays dont le territoire est défini comme celui que couvrait en 1810 (avant toutes modifications) la Capitainerie générale du Venezuela.
Le 17 décembre 1830, Bolívar s'éteint dans la quinta de San Pedro Alejandrino, à Santa Marta.
Ce qui reste de la Grande Colombie, correspondant au district de Nouvelle-Grenade (regroupant les actuels pays de Colombie, du Panama ainsi que la côte des Mosquitos dans l'actuel Nicaragua) se regroupe le 28 avril 1831 lors de la convention d'Apulo sous la vice-présidence provisoire de Domingo Caycedo et devient le 20 octobre 1831 une république appelée République de Nouvelle-Grenade (espagnol : República de la Nueva Granada).

### République de Nouvelle-Grenade (1831-1858)

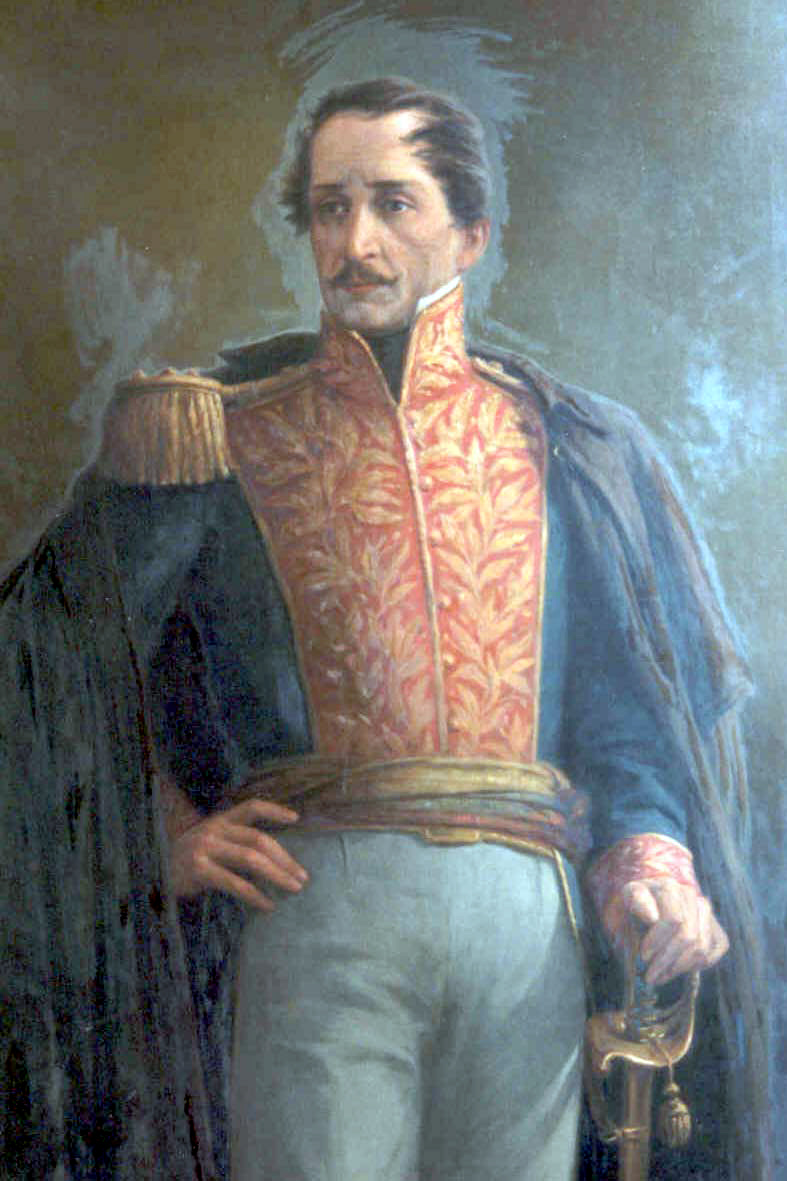
Le général Francisco de Paula Santander, héros de l'indépendance et premier président constitutionnel de la République de Nouvelle-Grenade.

Dès 1830, le nouveau pays est en butte aux prétentions de son voisin du sud, la nouvelle république d'Équateur, qui considère que les provinces qui appartenaient autrefois à l'Audience royale de Quito (Pasto, Popayán et Buenaventura) sont sous sa juridiction. La Nouvelle-Grenade, pour sa part, s'en tient au redécoupage de la Grande Colombie effectué en 1824 et considère ces provinces comme siennes car faisant partie de l'ancien district de Nouvelle-Grenade. La crise diplomatique débouche sur un affrontement armé entre le 7 février et le 8 décembre 1832 qui voit la victoire de la Nouvelle-Grenade. Malgré la signature d'un traité, les tensions diplomatiques entre les deux pays continueront jusqu'à la signature en 1916 du traité Muñoz Vernaza-Suárez, qui fixe définitivement la frontière commune.
Pendant ce temps, le 20 octobre 1831 la convention Grenadine fait officiellement de la Nouvelle-Grenade une république appelée République de Nouvelle-Grenade. Une nouvelle constitution est adoptée le 29 février 1832 qui établit un régime présidentiel et le général Francisco de Paula Santander, de retour d'exil, est élu président par le Congrès à titre provisoire. Santander est réélu en 1833 pour quatre ans, jusqu'au 1er avril 1837, date à laquelle son poulain le général José María Obando est battu par José Ignacio de Márquez.

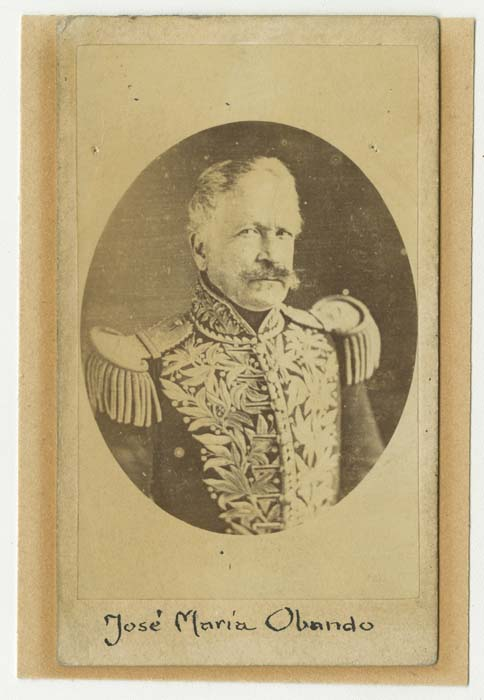
Le général José María Obando, chef de file des santandéristes durant la Guerre des Suprêmes.

La décision du Congrès de supprimer les couvents mineurs de la région de Pasto provoque le 30 juin 1839 le soulèvement de la population très catholique de la région, avec le soutien des fédéralistes libéraux auxquels il sert de prétexte et du général Juan José Flores, dirigeant de l'Équateur voisin. C'est le début de la Guerre des Suprêmes. Le général Pedro Alcántara Herrán est nommé pour mater la rébellion et le 31 août 1839 à Buesaco il met en déroute la force principale des insurgés de Pasto. La réduction des dernières poches de résistance conduit à la capture de José Erazo. Ce dernier accuse le général José María Obando, probable candidat du parti d'opposition aux prochaines élections présidentielles, d'être impliqué dans l'assassinat d'Antonio José de Sucre en 1830. Obando est forcé de quitter Bogota, se dirige vers Pasto et rejoint la rébellion. La mort de Francisco de Paula Santander en mai 1840 en fait le chef de l'opposition. Il sort de Pasto et démarre une insurrection en juillet 1840. Celle-ci est matée par le gouvernement central grâce à l'aide du président équatorien Juan José Flores.
Cette intervention extérieure provoque un soulèvement général. Les chefs rebelles prononcent la sécession de leurs provinces transformées en États souverains, se donnent le titre de « chefs suprêmes » (en espagnol : jefes supremos, d'où le nom de ce conflit), et déclarent qu'ils ne réintégreront la Nouvelle-Grenade que lorsque celle-ci sera devenue une fédération. Toutefois les insurgés libéraux ne peuvent parvenir à s'unir politiquement et militairement ce qui conduit à la déroute de José María Obando, leur unique leader ayant assez de prestige pour briguer la présidence. Ils ressortent donc de ce conflit passablement affaiblis. Le président José Ignacio de Márquez termine son mandat de manière énergique grâce à cette guerre.
Les deux généraux ayant maté la rébellion, Pedro Alcántara Herrán (chef de l'Armée) et Tomás Cipriano de Mosquera (secrétaire à la Guerre), en retirent un grand prestige et une grande influence, ce qui leur permettra d'occuper la présidence respectivement entre 1841 et 1845 et entre 1845 et 1849. Les divergences d'opinions mises en exergue par la guerre entre les bolivaristes et les santandéristes se traduisent par la constitution des deux partis qui régenteront à tour de rôle la vie politique colombienne pendant plus d'un siècle : les santandéristes fondent le parti libéral en 1848 tandis que les bolivaristes se regroupent au sein du parti conservateur en 1849.
En réponse à ce conflit, une nouvelle constitution est adoptée en 1843, faisant de la République un régime autoritaire apte à garantir l'ordre.

Division politique de la République de Nouvelle-Grenade en 1853.

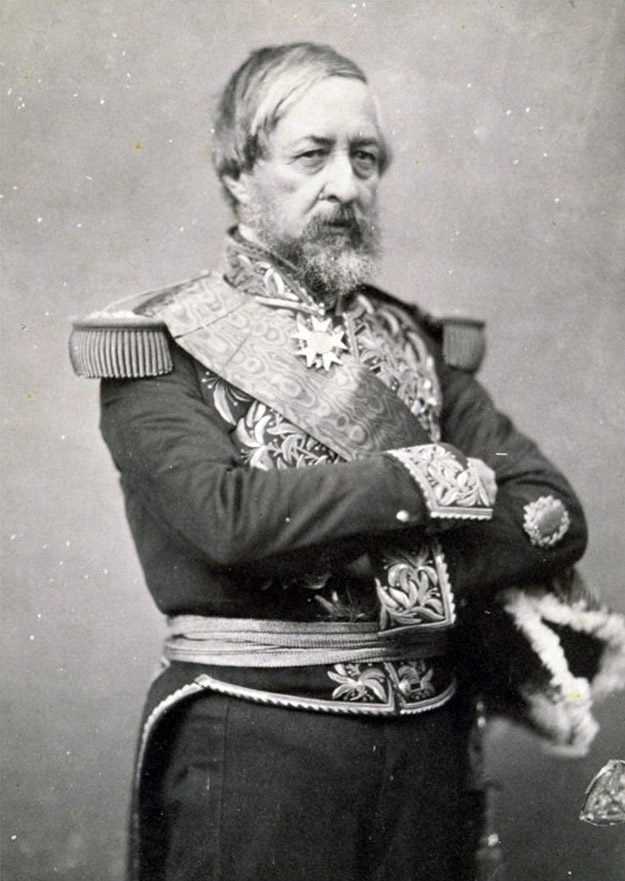
Le général José Hilario López. C'est sous sa présidence que la Nouvelle-Grenade abolit l'esclavage en 1851.

Le 1er avril 1849, le libéral José Hilario López arrive à la présidence. Les libéraux, après leur défaite durant la guerre des Suprêmes, ont été amnistiés par Mosquera et ont retrouvé leurs forces, poussés par les révolutions de 1848 en Europe qui reprennent leurs idées et leur donnent l'ascendant sur l'opposition conservatrice.
De vastes réformes sont engagées, notamment contre la prédominance de l'Église. Les Jésuites, revenus en 1843, sont expulsés de nouveau par le décret du 18 mai 1850. La constitution est amendée en 1851 et la plupart des réformes réclamées par l'opinion publique sont effectuées : abolition de la peine de mort pour les délits politiques, institution du jury, liberté de la presse, liberté de la navigation des fleuves de l'intérieur et des frontières, abolition de certains impôts (notamment la dîme). Cela ne va pas sans susciter de nombreuses réactions des milieux conservateurs.
Le 21 mai 1851 le gouvernement décide de l'abolition de l'esclavage. Les grand propriétaires terriens et les esclavagistes se révoltent alors, soutenus par les conservateurs. Le 10 septembre 1851, les conservateurs sont finalement vaincus. Les libéraux au pouvoir sortent renforcés politiquement de ces affrontements et le train de réformes engagé peut continuer, notamment par l'adoption d'une nouvelle constitution en 1853.
En 1854, une courte guerre civile éclate à la suite d'un coup d'État du général José María Melo. Les forces combinées de Pedro Alcántara Herrán, Tomás Cipriano de Mosquera et José Hilario López parviennent à vaincre les forces de Melo à Bogota le 4 décembre 1854. L'acte de reddition est signé dans l'actuel parc Santander.
La structure centralisée implantée en République de Nouvelle-Grenade à la suite de l'adoption de la constitution de 1843 est rapidement secouée par les visées séparatistes de certaines régions du pays, en particulier celles qui sont loin de la capitale comme la province de Panama. En 1856, les différents gouvernements, cédant aux fortes tendances régionalistes existantes, ont divisé la République de Nouvelle-Grenade en 36 provinces, contre 16 en 1832,. La réforme constitutionnelle de 1853 a introduit le fédéralisme dans le pays et le 27 février 1855 le premier état fédéral est créé : Panama.
Suivent dans cette voie les États d'Antioquia le 11 juin 1856 et Santander le 13 mai 1857.
Afin d'éviter l'éclatement du pays, le Congrès adopte la loi du 15 juin 1857 qui crée les États de Bolívar, Boyacá, Cauca, Cundinamarca et Magdalena (l'État de Tolima a été créé le 12 juillet 1861 par la sécession de la partie occidentale de l'État de Cundinamarca).
En 1858, un nouveau changement constitutionnel transforme la République de Nouvelle-Grenade en un État plus décentralisé nomme Confédération grenadine, amorçant là la période de fédéralisme qu'a connu le pays entre 1858 et 1886.

## Expérience fédérale (1858-1880)

### Confédération grenadine (1858-1863)

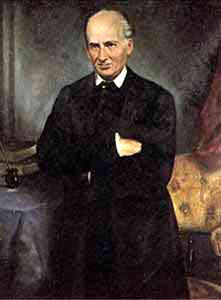
Le président conservateur Mariano Ospina Rodríguez, à l'origine de la constitution de 1858 qui crée la Confédération grenadine.

En 1857, les conservateurs au pouvoir à travers le président Mariano Ospina Rodríguez sont forcés de reconnaître la nouvelle organisation territoriale du pays. L'année suivante est instituée une assemblée constituante à majorité conservatrice qui rédige une nouvelle constitution en adéquation avec la nouvelle organisation.
Le pays est renommé en Confédération grenadine (espagnol : Confederación Granadina), le poste de vice-président est supprimé et le suffrage universel direct est adopté tandis que le président est élu pour 4 ans par le Congrès. Cette nouvelle organisation affaiblit sensiblement le pouvoir central et n'empêche pas les conflits entre les États.

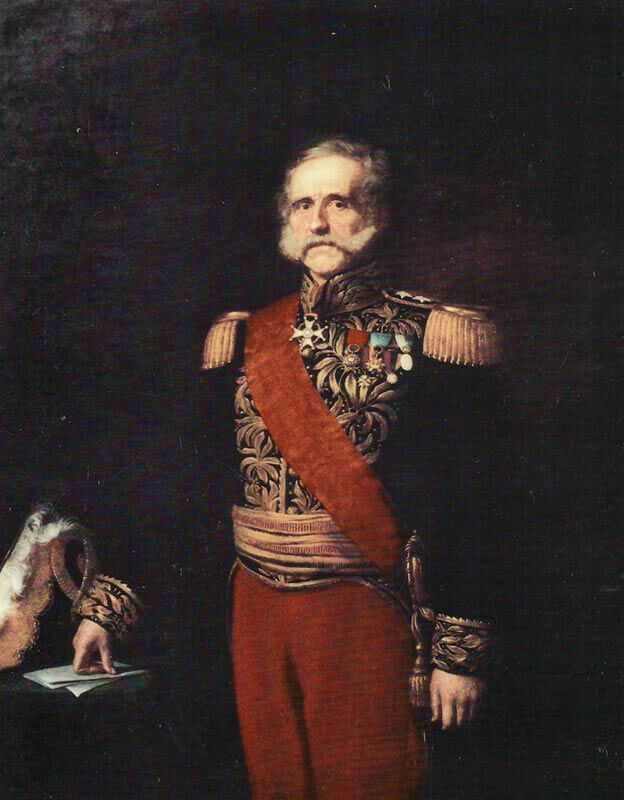
Portrait du général Tomás Cipriano de Mosquera, chef de file des libéraux à l'origine de la création des États-Unis de Colombie en 1863.

Malgré cette avancée significative vers le fédéralisme prôné par les libéraux, l'intervention du gouvernement central conservateur dans les domaines de compétence des États provoque de nombreuses querelles avec les libéraux radicaux. Ceux-ci estiment que les États manquent encore d'autonomie et souhaitent l'instauration d'un État fédéral laissant un grand pouvoir aux États fédérés ainsi qu'une mise à l'écart de l'Église dans les affaires de l'État.
La guerre civile colombienne de 1860-1862 est la conséquence directe de cette opposition idéologique entre les conservateurs et les libéraux. En 1861, le général Tomás Cipriano de Mosquera (ancien président conservateur de la République de Nouvelle-Grenade entre 1845 et 1849 et devenu chef de file des libéraux) déclare la sécession de l'État du Cauca, le plus vaste des États fédérés, et la guerre au gouvernement de la Confédération grenadine afin d'augmenter le pouvoir du Cauca au sein de la confédération. Le 18 juillet 1861, Mosquera prend Bogota et se déclare président provisoire.
L'un de ses premiers actes est de renommer le pays en États-Unis de Nouvelle-Grenade (espagnol : Estados Unidos de Nueva Granada), nom abandonné en novembre de la même année pour celui d'États-Unis de Colombie (espagnol : Estados Unidos de Colombia).

### États-Unis de Colombie (1863-1886)
À partir du 4 février 1863 se réunit la convention de Rionegro. Il en résulte une nouvelle constitution qui entérine le changement de nom du pays et redéfinit la répartition des pouvoirs entre le gouvernement central et les États fédérés au profit de ces derniers. La diminution du pouvoir central entraînera de nombreux heurts entre les États fédérés, certains dégénérant en guerre civile (notamment en 1876-1877).

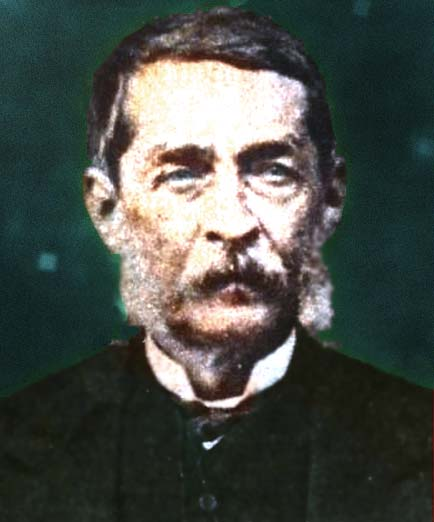
L'écrivain Manuel Murillo Toro, président à deux reprises des États-Unis de Colombie.

Le 1er avril 1864, le général Mosquera laisse la place de président à Manuel Murillo Toro, libéral, ancien ministre du président José Hilario López. Son mandat est mouvementé. Le général Mosquera reste une menace, les finances du pays sont basses et la lutte contre l'Église est vive. Le 26 avril 1864, Murillo fait voter une loi bannissant les ecclésiastiques ne jurant pas fidélité à la constitution et ne soumettant pas les autres venus de l'extérieur à l'approbation du gouvernement central. L'application de cette loi est adoucie et sont autorisés à rentrer l'archevêque de Bogota et l'évêque d'Antioquia. En Antioquia, les libéraux avaient été renversés par les conservateurs et militaient pour ce retour. Dans l'État de Panama, le gouverneur, le général Santa Colonna est très hostile aux étrangers et s'en prend aux Espagnols, au consul de France, à celui des États-Unis, ainsi qu'au président Murillo. Il est déposé en mars 1865 par une révolte interne. Le président de l'État de Magdalena est déposé en juin de la même année, celui de l'État de Bolivar en novembre.
En 1865 également, durant l'absence du général Mosquera, parti négocier avec la France et l'Angleterre la garantie de la souveraineté colombienne sur l'isthme de Panama, les conservateurs tentent de prendre le contrôle de l'État du Cauca, fief du général. Le général Joaquin María Córdova sort de l'État d'Antioquia et entre à Cartago (dans l'actuel département de Valle del Cauca). Des guérillas s'organisent dans les États de Tolima et Cundinamarca. Le pouvoir central déclare l'état de guerre et les insurgés sont dispersés. Le général Cordova est battu les 23 et 26 octobre 1865.
Le 1er avril 1866, le général Mosquera est élu une nouvelle fois à la présidence. Il ne prend ses fonctions que le 19 mai 1866, l'intérim étant assuré par José María Rojas Garrido. Mosquera fait adopter un décret qui ordonne le licenciement des troupes entretenues par les gouverneurs. Le gouverneur et l'assemblée de l'État de Panama déclarent ce décret nul. Mosquera envoie 500 hommes en garnison dans l'État pour le faire appliquer. Son intervention dans les troubles qui secouent les États de Santander et Antioquia le font accuser d'agissements dictatoriaux. Le 6 décembre 1866, Mosquera adresse sa démission à la cour suprême, qui la refuse. En 1867, le Congrès rend aux États le pouvoir de lever des troupes.

Carte des États-Unis de Colombie en 1864.

Sur le plan extérieur, Mosquera maintient la neutralité du pays dans la guerre hispano-sud-américaine, interdisant le transit des approvisionnements et munitions par l'isthme de Panama. Il déclare les ports colombiens ouverts aux belligérants. L'État de Panama s'arroge le droit de taxer les navires qui accostent au Panama, au mépris d'une loi de 1862 et du traité passé avec la compagnie des chemins de fer, ce qui provoque des protestations, notamment des États-Unis d'Amérique, et oblige le gouvernement fédéral à intervenir. En 1866, une loi est votée par le congrès réglant les conditions dans lesquelles un canal inter-océanique pourrait être concédé. L'année suivante, les heurts entre les puissances et les gouvernements locaux continuent.
En 1867, profitant d'une guerre civile dans l'État de Magdalena, Mosquera rétablit l'article 92 de la constitution qui donne au président des pouvoirs discrétionnaires en cas de troubles. Il fait arrêter l'ancien président Murillo et obtient des députés l'approbation de ses actes. Il envoie des troupes contre le président de l'État de Magdalena, le chassant de Santa Marta sans toutefois mettre fin à la guerre civile. Mis en accusation, il opte pour un coup d'État. Le 29 avril 1867, il prononce la dissolution du congrès et déclare l'état de guerre. Il adresse un appel au peuple et envoie un message aux présidents des États les assurant de son respect pour l'autonomie des États et de son désir de paix et accusant le congrès de trahison. Les présidents des États de Magdalena et Santander le déclarent déchu. Le général Santos Acosta, chef de l'armée et président de l'État de Boyacá, renverse le président. Il le fait prisonnier le 23 mai 1867 et convoque le congrès. Mosquera, accusé de mesures anticonstitutionnelles, est condamné à quatre ans d'exil. Le général Santos Gutiérrez est rappelé d'Europe et assure l'intérim du pouvoir.
Le 1er avril 1868, Santos Gutiérrez est élu président. Il fait face à plusieurs insurrections, notamment dans l'État de Panama, et en vient à bout. Deux ans plus tard, Eustorgio Salgar lui succède. Son mandat est relativement calme, ce qui permet au pays diverses avancées. L'éducation est améliorée avec la création d'écoles normales. Un traité est établi avec les États-Unis au sujet de l'isthme de Panama et du chemin de fer qui le traverse depuis 1855. En 1872, Bogota devient officiellement la capitale fédérale. Les mandats suivants de Manuel Murillo Toro (1872-1874) et Santiago Pérez de Manosalbas (1874-1876) se passent dans la même ambiance politique relativement calme et profitable.

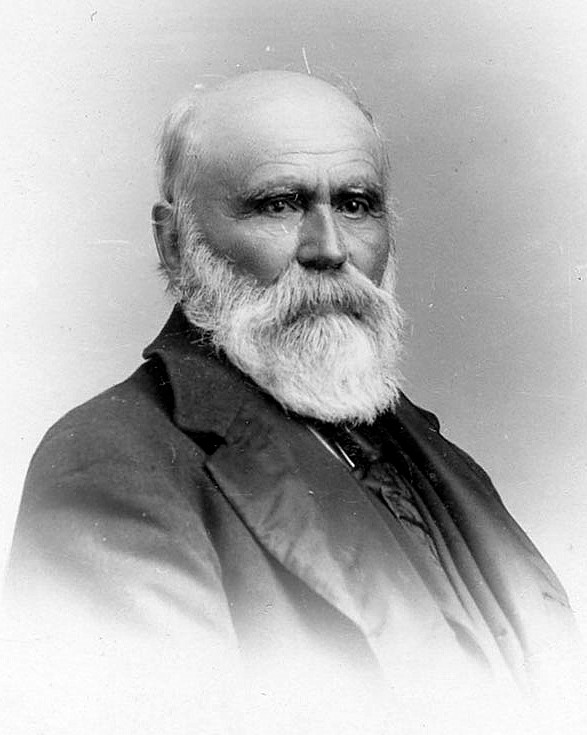
Le président Aquileo Parra, dont la nomination par le Congrès provoque la guerre civile de 1876-1877.

La guerre civile colombienne de 1876-1877 vient couper net cet élan. La querelle résulte du fait que des troubles violents dans l'État de Bolívar empêchent le déroulement de l'élection présidentielle. Le congrès élit donc Aquileo Parra. Les conservateurs, dirigeant les États d'Antioquia et de Tolima, refusent de le reconnaître et recourent à la force. La lutte menée par 26 000 conservateurs et 43 000 libéraux est remportée par les libéraux grâce à une victoire décisive du général Trujillo. Aquileo Parra reste donc à la présidence jusqu'au terme de son mandat.
Le 1er avril 1878, le général Julián Trujillo Largacha, le vainqueur de la guerre civile, est élu à la présidence. Son mandat est difficile car les troubles avaient grandement affaibli l'autorité du pouvoir central et mis à mal les finances publiques.

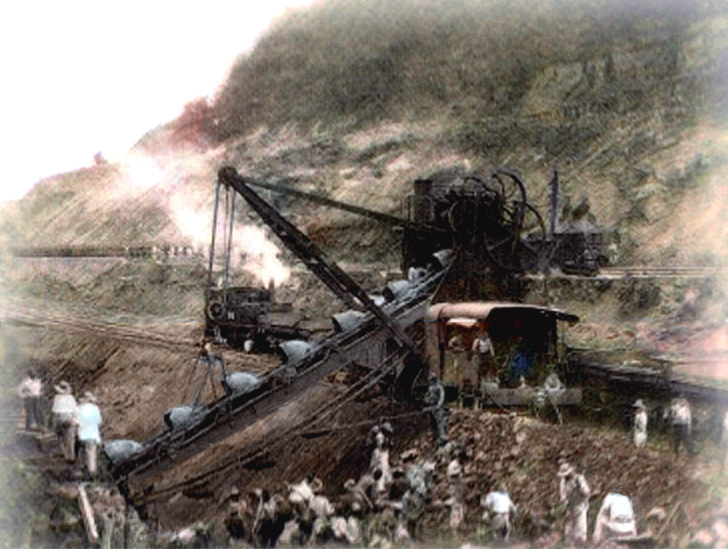
Travaux du percement du canal de Panama, commencé en 1880 par le Français Ferdinand de Lesseps.

Le 10 janvier 1880, le Français Ferdinand de Lesseps commence les travaux du canal de Panama, encore partie intégrante de la Colombie.
Le 1er avril 1880, le docteur Rafael Núñez est porté à la présidence. Libéral, il a voyagé en Europe avec le général Mosquera, ce qui lui a permis de sensiblement modifier son point de vue. Convaincu que l'anarchie faisait obstacle au développement du pays, il en vint à être partisan d'un État central fort, ce qui le rapproche des conservateurs. Il restera jusqu'à sa mort en 1894 l'homme fort du pays et sera le moteur de la période appelée la Regeneración (1880-1900).
Le 1er avril 1882, le docteur Francisco Javier Zaldúa est élu président sans opposant. Il sert de doublure à Rafael Núñez, la constitution interdisant à celui-ci d'effectuer plus d'un mandat consécutif. Lorsqu'il meurt, il est suppléé par José Eusebio Otálora.
Rafael Núñez est réélu à la présidence le 1er avril 1884. En janvier 1885, sept États s'insurgent. Leurs forces occupent l'embouchure du río Magdalena et les ports de Barranquilla, Panama, Colón et Buenaventura. Carthagène des Indes reste fidèle au président. Núñez, avec l'appui des États-Unis d'Amérique, entre en campagne et rétablit l'ordre à la suite d'une bataille décisive à Calamar le 1er juillet 1885.
Dès lors, Núñez (libéral) prend appui sur les conservateurs, fondant et présidant le parti national. Avec le soutien du congrès, il élabore une nouvelle réforme constitutionnelle. Un conseil national de dix-huit membres est élu et investi des pouvoirs constituants. Le 5 août 1886, une nouvelle constitution est adoptée. Celle-ci marque un changement radical en abolissant presque tous les pouvoirs des États fédérés au profit du pouvoir central. Le centralisme succède au fédéralisme. Les États souverains deviennent des départements dont les dirigeants sont nommés et révoqués par le président de la nouvelle République de Colombie.

## Renaissance de la République (1880)

### Regeneración(1880-1890c)

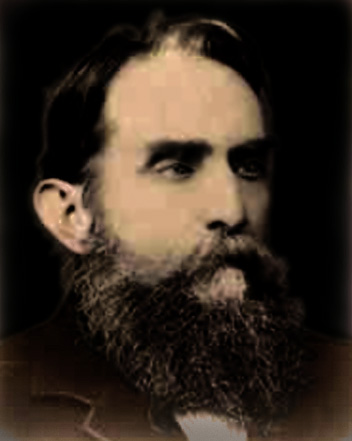
Rafael Núñez, auteur du texte de l'hymne national colombien, principal inspirateur de la constitution de 1886 et la plus importante figure de la période de la Regeneración.

Entre 1875 et 1880, le modèle libéral politico-économique colombien est en crise : il n'existe aucune infrastructure routière nationale, ce qui maintient une séparation entre les États et le manque d'échanges commerciaux entre eux, l'agriculture est en déclin, l'exportation est lente avec une prédominance pour l'or ou le café, ce dernier représentant 50 % des exportations nationales. Il n'y a aucun processus d'industrialisation. Les conflits incessants entre les États durant la période fédéraliste ont affaibli la nation colombienne et amené la création de nouveaux courants politiques qui, à la suite de la guerre civile de 1877, unissent leurs forces dans un mouvement préférant une centralisation de l'État et son renforcement.

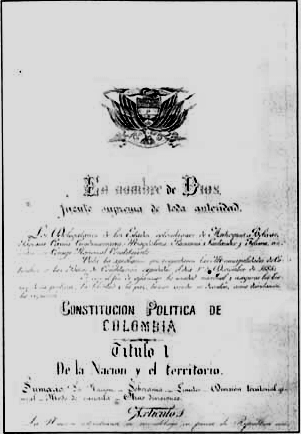
En-tête de la constitution de 1886.

Ce contexte pousse le général Trujillo, élu en 1878, à se réconcilier avec l'Église en permettant le retour d'exil des ecclésiastiques chassés par le Congrès en 1877. Sa politique a peu de succès mais prépare la voie au libéral Rafael Núñez qui propose une réforme totale de l'État permettant d'éliminer le fédéralisme et d'instaurer un État central fort et prêt à entreprendre un projet économique national avec le slogan « Regeneración o Catástrofe ». Avec l'appui de Trujillo mais une forte opposition de son propre parti, Núñez accède à la présidence centrale en 1880, mais comme son mandat n'est que de deux ans, le temps lui manque pour faire avancer son projet de réformes sociales et économiques. Toutefois, sentant le vent tourner, certains conservateurs commencent à se rapprocher de Núñez. Il est élu pour un second mandat en 1884, cette fois avec l'appui du parti conservateur. L'année suivante, les libéraux déclarent la guerre à laquelle le président est en mesure de faire face et qui le renforce suffisamment pour convoquer une assemblée constituante qui proclame la constitution de 1886, dont il est le principal inspirateur.

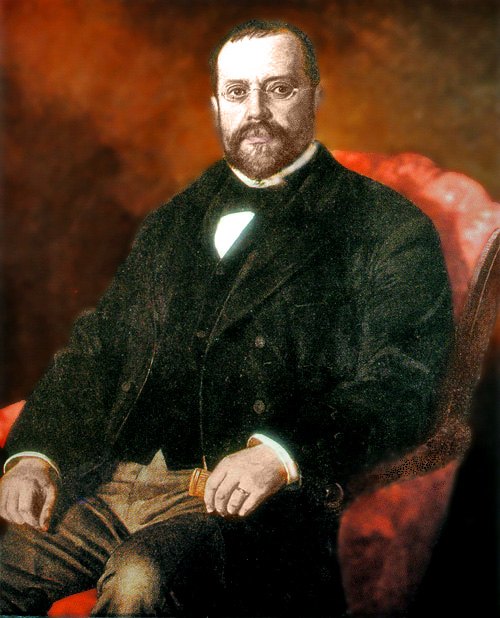
Miguel Antonio Caro, président de 1892 à 1898, est le principal rédacteur de la constitution de 1886.

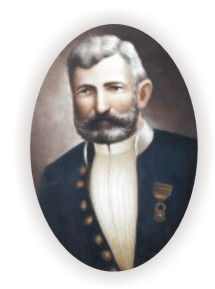
Portrait de Jean Marie Marcelin Gilibert, premier directeur de la police nationale colombienne, créée en 1891.

Celle-ci abolit le fédéralisme, redéfinit la conception de l'État comme entité administrative dans la politique sociale et économique, proclame sa division en trois pouvoirs démocratiques (exécutif, législatif et judiciaire) et porte le mandat présidentiel à quatre ans,. Les relations avec l'Église catholique, mises à mal par la politique anticléricale des libéraux radicaux, sont renouées par la signature en 1887 d'un concordat avec le Saint-Siège qui rend à l'Église le contrôle de l'éducation et reconnait le catholicisme comme religion d'État. Cela ouvre une nouvelle ère politique en Colombie dite de Regeneración qui est poursuivie par le président Miguel Antonio Caro durant son mandat présidentiel de 1894 à 1898.
Outre Rafael Núñez, les leaders de la Regeneración sont notamment José María Campo Serrano, Eliseo Payán, Carlos Holguín, Miguel Antonio Caro et Manuel Antonio Sanclemente. Ils sont regroupés dans un nouveau parti politique, le Parti national, qui rassemble les libéraux indépendants (modérés) et les conservateurs nationalistes. Il gouverne la Colombie en s'alliant avec les conservateurs.
L'une des conséquences de la politique de Regeneración est d'écarter totalement le parti libéral du pouvoir.
Les conservateurs, alliés aux libéraux indépendants, peu puissants en dehors de Nuñez, sont les grands gagnants du changement de régime.
La constitution de 1886, très autoritaire, et l'adoption de la loi 61 de 1888, dite Ley de los Caballos, leur permet d'interdire les journaux libéraux et d'emprisonner leurs opposants,.
Les libéraux n'ont donc plus ni députés, ni gouverneurs, ni presse et leurs principaux dirigeants sont soit en prison soit en exil.
Si certains libéraux restent tétanisés par la défaite politique, d'autres sont prêts à en découdre avec l'énergie du désespoir. Ainsi, dans la nuit du 22 janvier 1895, le directeur de la nouvelle police nationale colombienne, le commissaire français Jean Marie Marcelin Gilibert, déjoue un complot ourdi depuis son exil à Curaçao par le général libéral Avelino Rosas Córdoba qui projetait de faire arrêter le président Miguel Antonio Caro. Le 29 janvier 1895, les libéraux se soulèvent mais sont vaincus par les partisans de Rafael Reyes. Le conflit s’étend alors à l'ensemble du pays. Mais à peine deux mois après avoir commencé, la guerre civile se termine par la défaite des forces libérales lors de la bataille d'El Enciso (le 15 mars 1895) où le général Ruiz est mis en déroute après avoir perdu plus de mille hommes. Cette victoire achève de confirmer la prééminence des conservateurs au sommet de l'État colombien.
Le parti national finit par se diviser en une branche historique et une branche nationaliste et, à l'élection présidentielle de 1904, le parti conservateur présente son propre candidat, Rafael Reyes Prieto. Mais entre-temps, le chaos s'est à nouveau abattu sur le pays : la guerre civile de 1895 n'a été pour les libéraux qu'un coup d'essai avant la guerre des Mille Jours, qui commence en 1899 et embrase le pays pendant près de trois ans à une échelle inédite jusque-là dans l'histoire pourtant tourmentée de la Colombie.

### Guerre des Mille Jours (1899-1902)

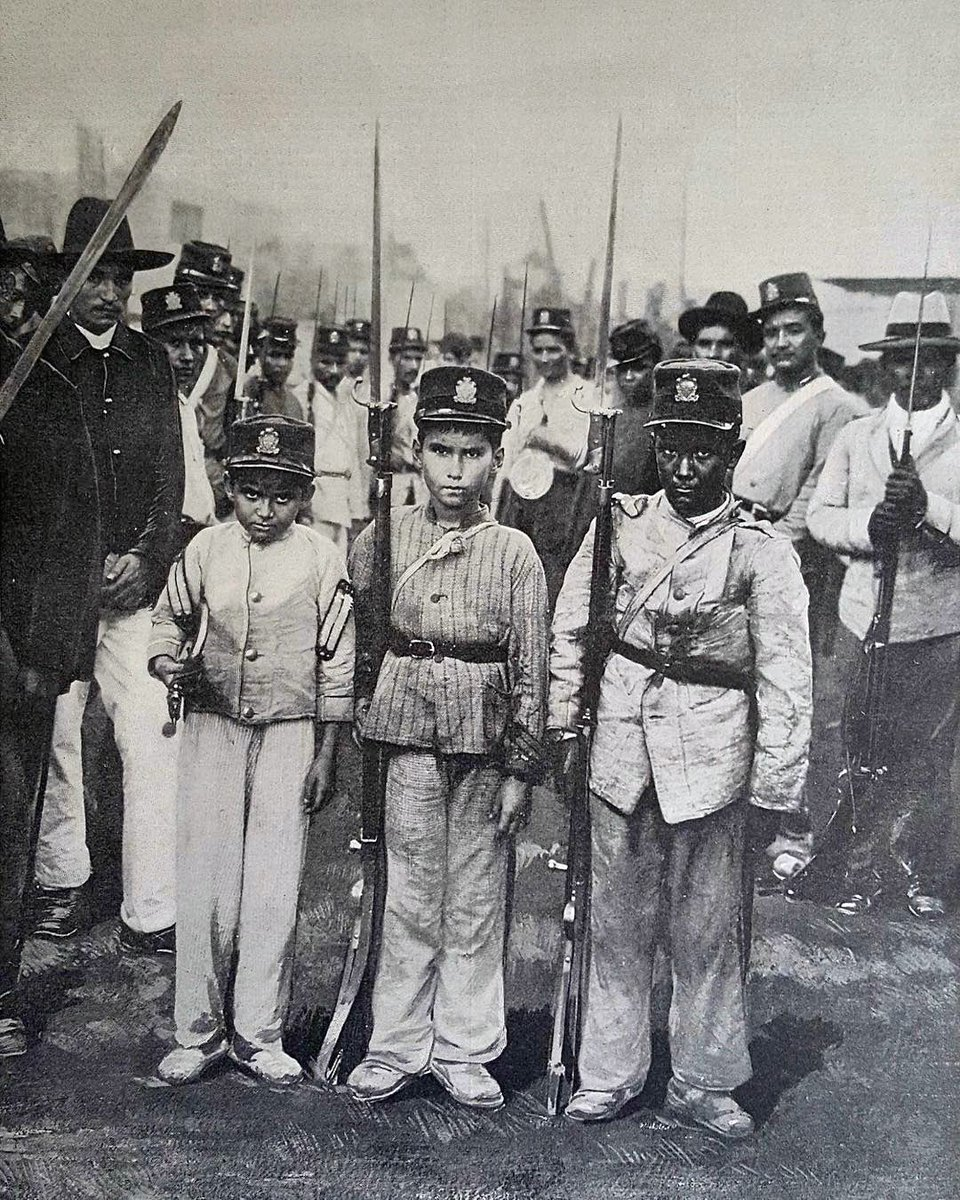
Enfants-soldats lors de la guerre des Mille Jours.

Le XXe siècle est inauguré en Colombie par l'une des plus sanglantes guerres civiles : la guerre des Mille Jours, qui dure de 1899 à 1902 et entraîne une nouvelle défaite pour le parti libéral. Les libéraux combattent le gouvernement conservateur du président Manuel Antonio Sanclemente qu'ils accusent d'être autoritaire, de les exclure politiquement et de manquer de conciliation. C'est également une réaction de la dissidence libérale à la constitution de 1886, qui a abrogé le fédéralisme, et à l'hégémonie conservatrice qui en résulte.
La rébellion libérale commence le 17 octobre 1899 avec l'attaque de la ville de Bucaramanga, ce qui provoque une réaction rapide du gouvernement qui dispose d'une armée mieux équipée et supérieure en nombre. Les libéraux ne disposent de forces régulières que dans les départements de Santander et Panama. Globalement, les libéraux ne parviennent pas à obtenir le contrôle de la situation, même si le gouvernement reçoit des coups durs.
Les conservateurs, désireux de remettre de l'ordre dans le pays, sont quant à eux divisés entre « historiques » et « nationalistes ». Les premiers obtiennent la démission du président Sanclemente pour raison de santé (il a alors 85 ans) et portent au pouvoir le vice-président José Manuel Marroquín,.

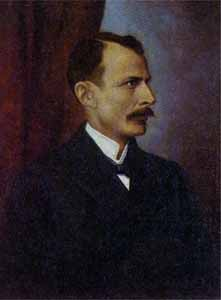
Rafael Uribe Uribe, chef des libéraux du Santander durant la guerre des Mille Jours.

Dans ce conflit, interviennent également le président du Venezuela Cipriano Castro, qui soutient les troupes libérales de Rafael Uribe Uribe au Santander, le président nicaraguayen José Santos Zelaya qui soutient la rébellion libérale dans le département de Panama, le président équatorien Eloy Alfaro qui soutient la rébellion du Cauca, et la menace constante de la marine américaine envoyée par le président Theodore Roosevelt pour protéger les intérêts futurs des États-Unis dans la construction du canal de Panama dont les Américains ont repris l'idée après l'échec de la tentative française de Ferdinand de Lesseps.
Les libéraux, malgré leurs appuis étrangers, sont incapables de rivaliser avec l'armée régulière et le gouvernement. Ils sont réduits à mener une série de combats régionaux et locaux et de guérillas qui dévastent le pays et font environ 100 000 morts, soit 3,5 % de la population du pays, une estimation toujours en discussion parmi les historiens.

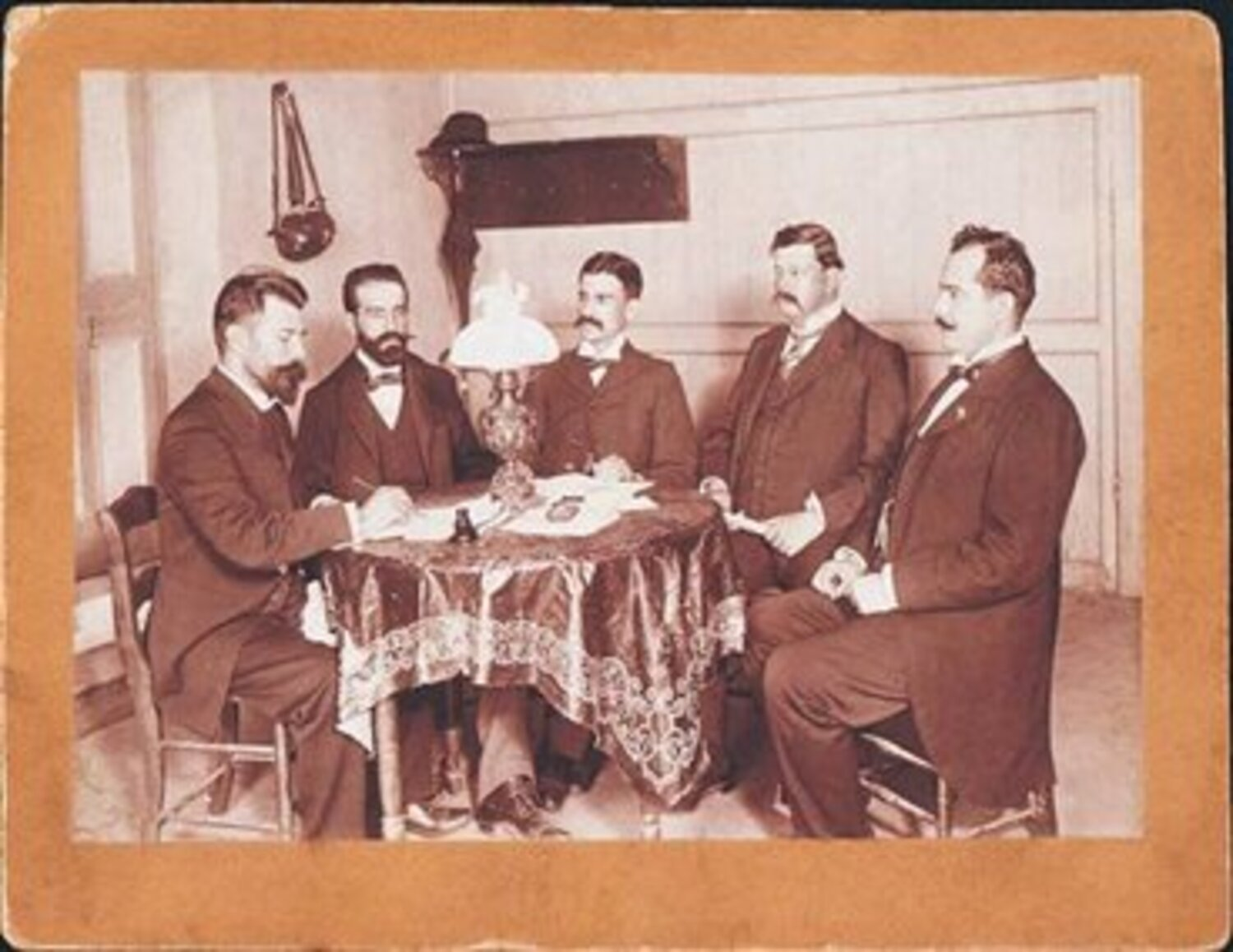
Signature du traité de Wisconsin, le 21 novembre 1902, qui met fin à la guerre des Mille Jours.

Les États-Unis, dont la marine est présente dans la zone pour préserver leurs intérêts dans le futur canal interocéanique, parlemente beaucoup avec les différentes factions et le 21 novembre 1902, après 1 130 jours de conflit, est signé le traité de paix définitif à bord du navire américain USS Wisconsin. Par ce traité, les libéraux acceptent de renoncer à la lutte armée. En échange de quoi, ils obtiennent une amnistie et la possibilité de faire paraître à nouveau leurs journaux. Néanmoins, ils demeurent exclus de la politique nationale, qui reste monopolisée par le parti conservateur.
Si personne n'est en mesure de comptabiliser le nombre définitif de morts dans les affrontements armés, les historiens s'accordent sur leur férocité et leurs conséquences désastreuses au niveau national : des destructions massives, des expropriations, des enrôlements forcés, notamment d'enfants, une inflation désastreuse et la ruine du commerce extérieur. Mais l'une des principales conséquences est la sécession du Panama en novembre 1903.

### Sécession du Panama (1903)

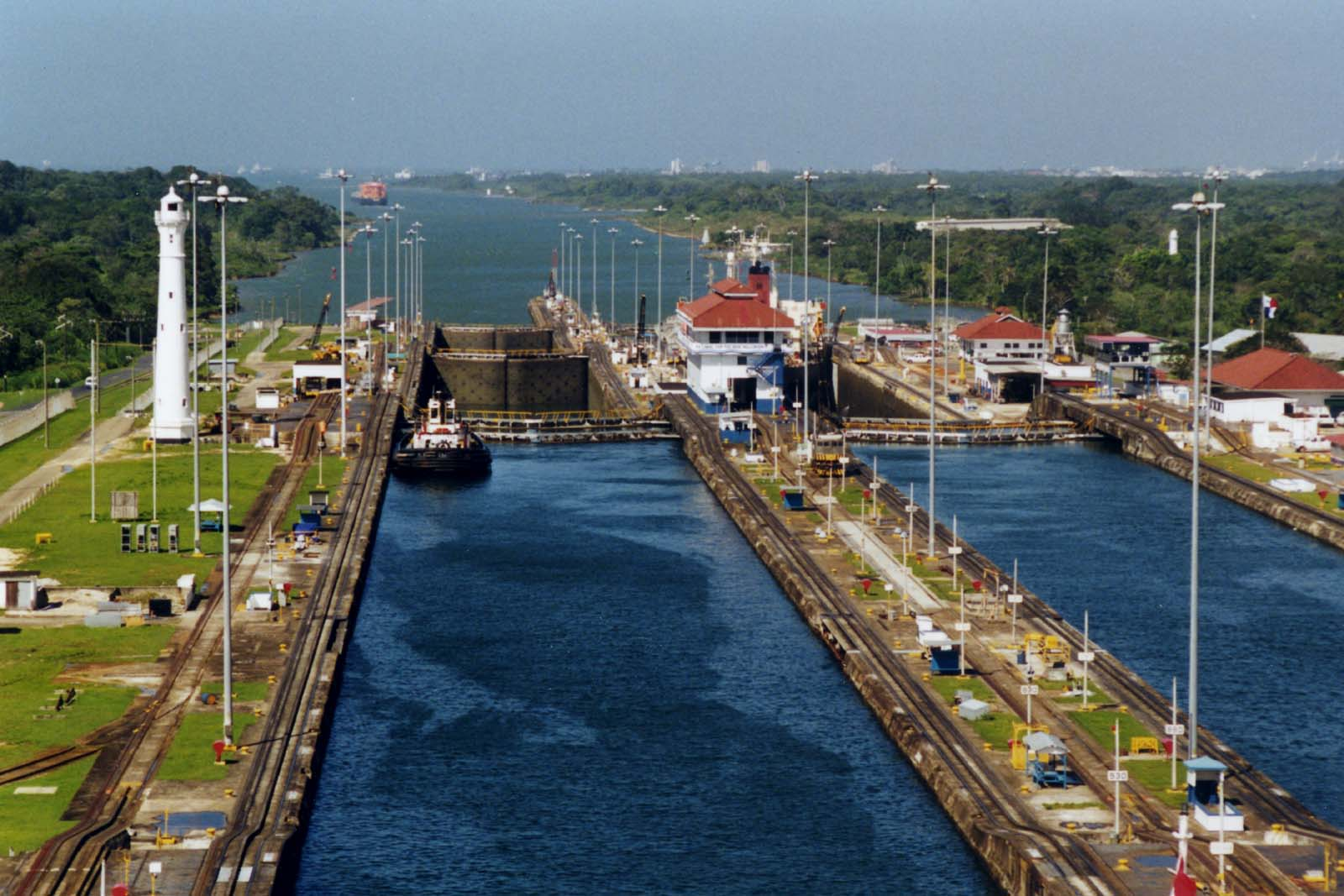
La construction du canal de Panama représente l'une des principales causes pour laquelle les États-Unis appuient les séparatistes panaméens.

La Colombie sort de la guerre des Mille Jours passablement affaiblie. Après un siècle de guerres civiles successives, ses infrastructures sont pauvres, en particulier les transports. Ses provinces sont isolées les unes des autres, l'isthme de Panama plus que toute autre puisqu'aucune route ne le relie au reste de la Colombie et la totalité des communications se fait par mer. Lasses des querelles partisanes qui déchirent le pays et s'avèrent désastreuses pour le commerce international dont dépend l'économie panaméenne, notamment depuis la mise en service en 1855 de la ligne de chemin de fer qui traverse l'isthme, les élites panaméennes sont de plus excédées par la nouvelle politique douanière du gouvernement.

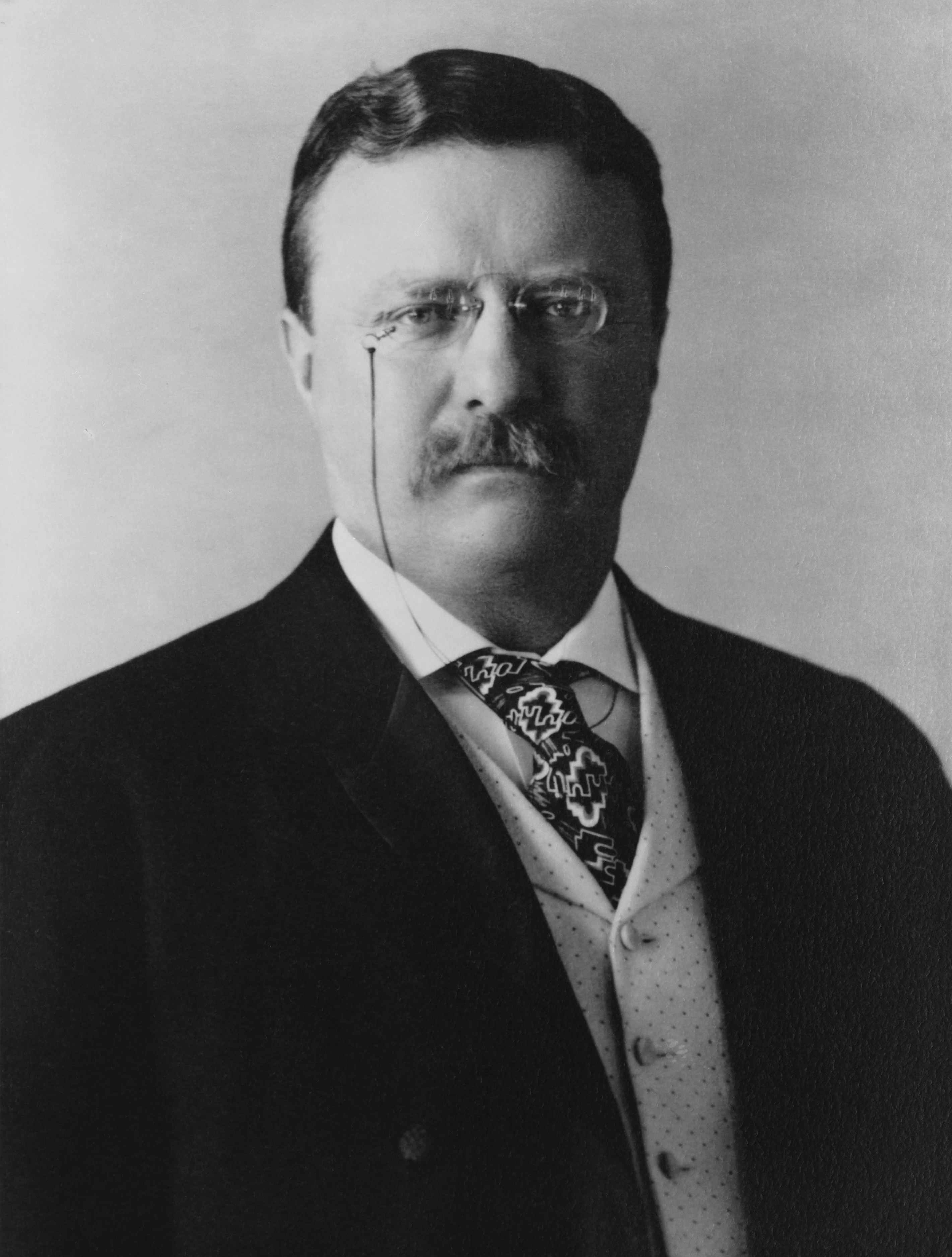
Le président américain Theodore Roosevelt est l'un des principaux artisans de l'indépendance du Panama.

L'homme politique panaméen José Agustín Arango est l'un des premiers promoteurs d'un mouvement séparatiste. Il dirige une junte révolutionnaire qui par la suite entre en négociations avec les États-Unis. Appuyé par les dirigeants libéraux du Panama, il se rend aux États-Unis pour obtenir leur soutien au plan de conspiration.
Les dirigeants américains, et notamment le président Theodore Roosevelt, ont repris l'idée de canal interocéanique entreprise par le français Ferdinand de Lesseps et abandonnée en 1889 à la suite de la faillite de la Compagnie universelle du canal interocéanique de Panama. Contrôlant déjà le chemin de fer du Panama à travers la Panama Canal Railway Company, les Américains ont racheté ce qui restait de la compagnie française et, via le traité Hay-Pauncefote, se sont assuré la neutralité du Royaume-Uni en promettant d'internationaliser le futur canal.
En janvier 1903, la guerre des Mille Jours terminée, le gouvernement Marroquín et le gouvernement américain signent le traité Herrán-Hay qui prévoit la concession du canal et d'une bande de terrain de 5 km de chaque côté en échange d'une indemnité de 10 millions de dollars de l'époque, mais dans un sursaut nationaliste, le Congrès de la république de Colombie refuse de le ratifier. Dès lors, les États-Unis changent de politique et apportent leur soutien aux projets des indépendantistes panaméens.

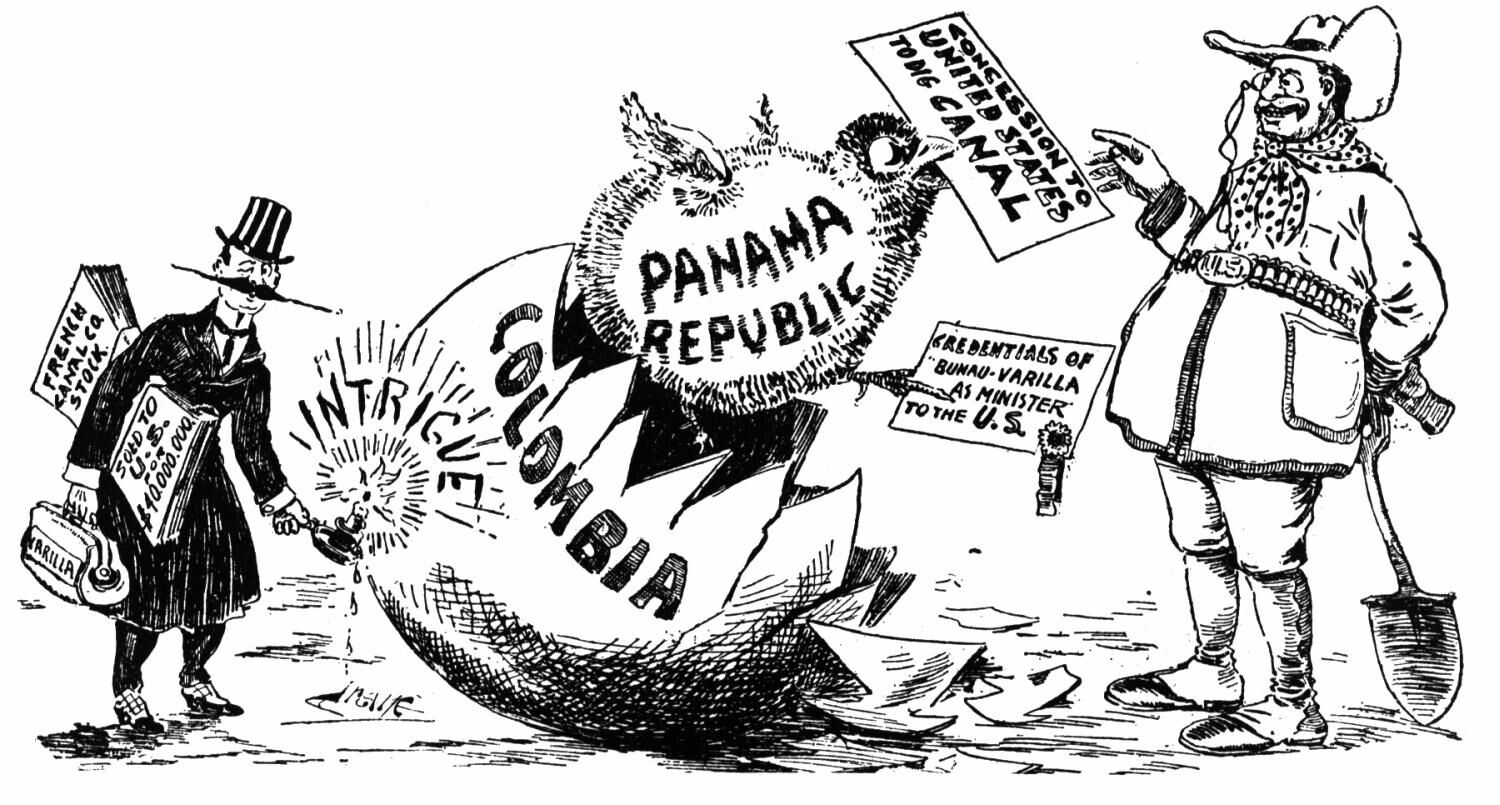
Caricature américaine de 1903 qui représente Philippe Bunau-Varilla et Theodore Roosevelt signant le traité Hay-Bunau-Varilla.

La conspiration panaméenne parvient sous forme de rumeur au centre du pays et le bataillon de tirailleurs de Barranquilla est mobilisé dans l'isthme pour maintenir l'ordre dans le département. Rapidement, avec l'aide des États-Unis, le contingent de l'armée colombienne est neutralisé et le 3 novembre 1903 il est procédé à la déclaration de séparation qui proclame la naissance et l'indépendance du Panama, dont le premier président constitutionnel est le docteur Manuel Amador Guerrero.
La nouvelle n'est connue à Bogota que le 6 novembre par l'entremise de l'ambassadeur de Colombie à Quito. Le 13 novembre, le président américain Theodore Roosevelt s'empresse de reconnaître l'indépendance du nouveau pays et le 18 novembre, il signe avec le nouveau gouvernement le traité Hay-Bunau-Varilla pour la construction du canal qui est concédé aux États-Unis à perpétuité.
En 1921, après la mort de Roosevelt, la Colombie sera indemnisée pour la perte du Panama, pour un montant total de 25 millions de dollars de l'époque.

### Hégémonie conservatrice (1900-1930)
Au sortir de la guerre des Mille Jours en 1904, la politique de Regeneración des années 1880-1890 n'a pas encore porté ses fruits et le pays est dans un état de fragilité extrême : l'insécurité est importante, l'économie est ruinée et les finances publiques sont dans un état lamentable, l'intégration des régions n'a fait que peu de progrès, même si une unification juridique et douanière a été effectuée. Cependant, les bases institutionnelles d'un régime stable sont établies, l'État a définitivement affirmé son autorité et le retour de la paix, bien que fragile, permet à la situation de s'améliorer considérablement et aux conservateurs, qui monopolisent le pouvoir pendant près de trente ans, de mener à bien de nombreuses réformes : hégémonie conservatrice.

#### Réformes profondes et essor économique

Carte des départements de la Colombie en 1928.

Une importante réforme territoriale a lieu entre 1905 et 1910, à la faveur de révisions constitutionnelles. Les huit départements colombiens, qui reprenaient les limites des anciens États souverains, sont complètement réorganisés :
- Le département de Bolívar est scindé entre le département de Barranquilla, qui devient en 1910 l'Atlántico, et le département de Carthagène dont est séparé en 1912 l'archipel de San Andrés, Providencia et Santa Catalina et qui devient le nouveau département de Bolívar (dont font partie les actuels département de Córdoba et Sucre, respectivement jusqu'en 1951 et 1966).
- Le département de Magdalena est scindé en deux puis en trois pour former en 1910 les départements de Cesar, La Guajira et Magdalena.
- Le département de Cundinamarca fait place au district de la capitale Bogota, aux départements de Cundinamarca, Quesada et Zipaquirá et au territoire national de San Martín. Les quatre premiers sont à nouveau fusionnés en 1910 pour donner l'actuel département de Cundinamarca tandis que le territoire de San Martín laisse la place aux départements de Meta (en 1910) et Vichada (en 1913). Ce n'est qu'en 1954 que le statut spécial de la capitale Bogota est restauré sous la forme du Distrito Especial de Bogotá, statut spécial confirmé par la constitution de 1991 lors de sa transformation en l'actuel Distrito Capital de Bogotá, ou Bogota D.C..
- Le département de Boyacá est partagé entre les départements d'Arauca et Boyacá (dont fait partie le Casanare jusqu'en 1973).
- Le département de Tolima devient les départements d'Ibagué et de Neiva, qui en 1910 deviennent respectivement les départements de Tolima et Huila.
- La moitié nord-est du département de Santander devient le département de Norte de Santander.
- La partie sud du département d'Antioquia devient le département du Gran Caldas, qui comprend le territoire des actuels départements de Risaralda, Quindío et Caldas.
- Enfin, l'immense département de Cauca est démembré et donne naissance aux départements de Chocó, Valle del Cauca, Cauca, Nariño, Putumayo (dont fait partie l'Amazonas jusqu'en 1931), Caquetá et Vaupés (dont font partie les départements de Guainía et Guaviare jusque dans les années 1960-1970).

Sur le plan économique, l'État tout juste restauré joue un rôle notable. Il encourage le développement des transports et protège l'économie nationale par des tarifs douaniers élevés (relevés brutalement de 70 % en 1907).

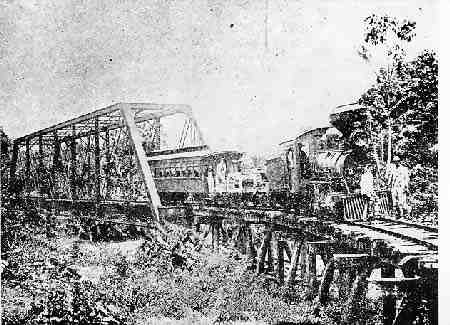
Pont de chemin de fer à Cúcuta en 1920.

Après 1903, les travaux de construction de chemins de fer s'accélèrent. Le pays ne compte que 620 km de voies en 1906 mais ce chiffre passe à 1 480 en 1922 et 3 362 en 1934 (par la suite il ne dépassera pas ce chiffre). Destinées d'abord à transporter les marchandises vers l'extérieur en vue de leur exportation, les lignes ne sont pas reliées entre elles. Conscient de ce problème, le gouvernement promeut dans les années 1920 la construction d'un réseau articulé centré sur la capitale, Bogota. Les routes sont le point noir des transports colombiens, le réseau comptant officiellement en 1930 2 621 km de chaussées pour automobiles et 4 042 km de chemins carrossables, utilisés par 12 000 automobiles. En revanche, de par son relief tourmenté, la Colombie fait figure de pionnière dans le transport aérien. La première liaison aérienne commerciale du monde, entre la côte atlantique et Girardot, est mise en service en 1919 par la SCADTA (Société Colombo-Allemande de Transports Aériens), d'où les Allemands seront évincés au cours de la seconde Guerre mondiale pour donner naissance à la compagnie nationale, Avianca.
Grâce au télégraphe, au téléphone, à la TSF, à la radio, à plus de trente quotidiens, au développement des transports notamment aériens, la Colombie s'ouvre au monde et les investissements étrangers commencent à s'installer dans le pays.
À cette époque, la production et l'exportation de café explose. En 1920, avec 11,3 % de la production mondiale, la Colombie occupe le deuxième rang derrière le Brésil. La United Fruit Company, qui a installé ses bananeraies dans la région de Santa Marta à partir de 1899, emploie en 1920 environ 25 000 personnes et représente 6 % des exportations. Quant à l'élevage, le cheptel double entre 1904 et 1930 et la Colombie exporte de la viande vers les Antilles et les États-Unis.
C'est également dans les années 1920 que commence l'exploitation des richesses pétrolières du pays. En 1922, la compagnie américaine Standard Oil ouvre la raffinerie de Barrancabermeja,. En 1929, la Colombie exporte vingt millions de barils.

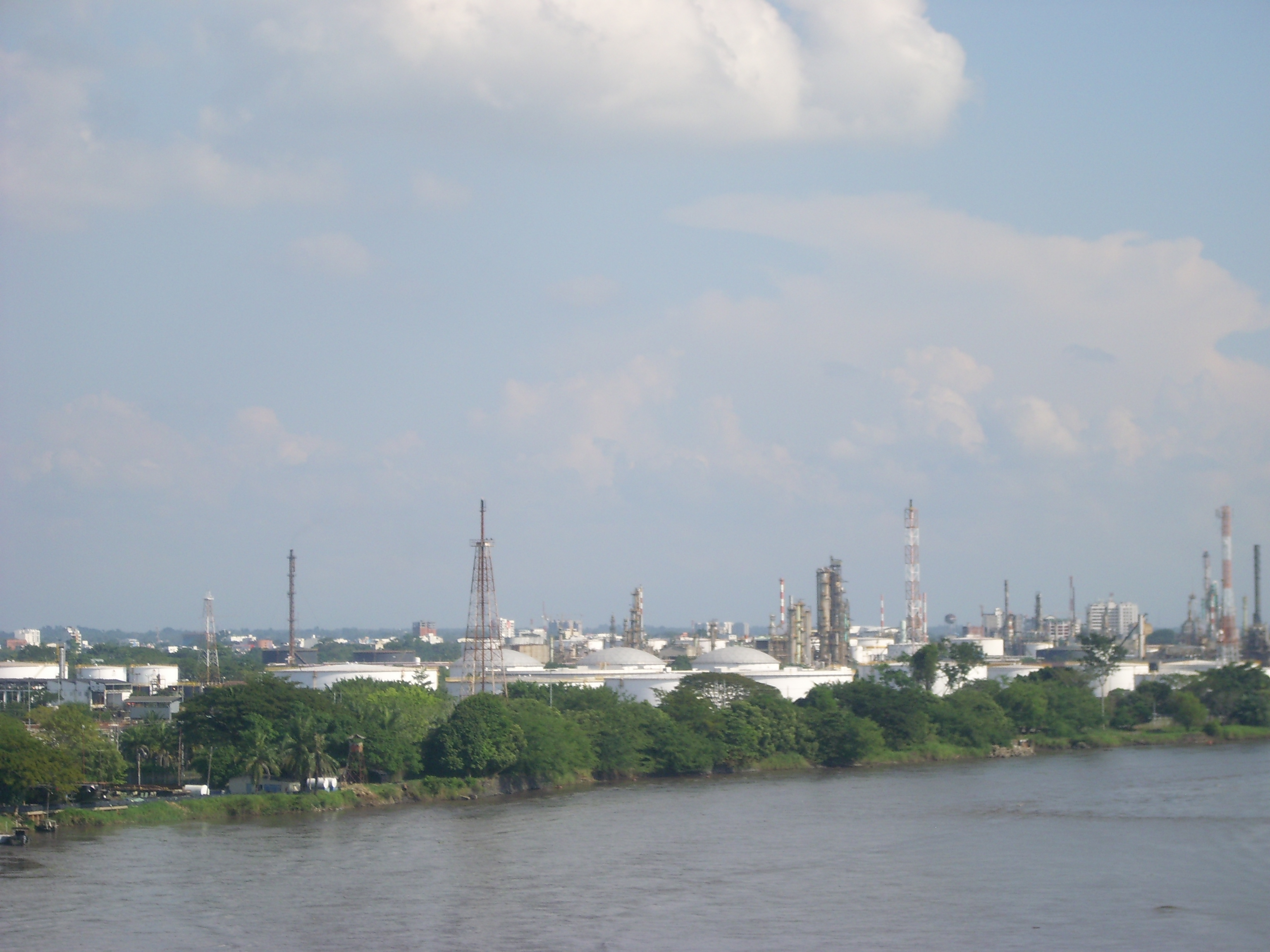
Installations pétrolières de Barrancabermeja.

Enfin, en 1923 le système financier colombien est assaini. Une équipe d'économistes dirigée par le professeur Edwin Walter Kemmerer créé la banque centrale, la Surintendance bancaire (institution chargée de contrôler le système financier) et la Contrôleur général de la République (Colombie) (institution chargée de contrôler les dépenses de l'État).
Sur le plan démographique, le pays se transforme également. La population double entre 1880 et 1938, date à laquelle la Colombie compte 8 700 000 habitants, malgré une immigration extrêmement faible : moins de dix mille personnes durant toute la période. Alors qu'en 1905 seuls 10 % des Colombiens vivent en ville, ce chiffre passe à 31 % en 1938. L'alphabétisation progresse de 11,9 % en 1905 à 41,2 % en 1938.
Si le développement colombien est spectaculaire, il est à noter que c'est en grande partie parce que le pays part de très bas. Il s'accompagne en outre de déséquilibres importants, tant économiques que sociaux.
La réorganisation du système financier colombien et le versement de l'indemnité pour la perte de Panama par les États-Unis apportent dans les années 1920 un ballon d'oxygène bienvenu et provoque un afflux de capitaux nord-américains. Ainsi, environ 200 millions de dollars de prêts sont consentis à la Colombie en dix ans, auxquels s'ajoutent cinquante millions d'investissements directs. Cet afflux de capitaux favorise le taux de croissance de l'économie colombienne qui passe à 5,2 % par an entre 1925 et 1929, mais se solde par un endettement massif (la dette extérieure du pays est multipliée par 8,5 entre 1923 et 1928) et une surchauffe de l'économie. Cette période d'euphorie sera par la suite connue sous le nom évocateur de « Danse des Millions ».
Par ailleurs, ce développement nouveau provoque des inégalités importantes, sources de conflits sociaux souvent réprimés dans le sang. Les premières grèves notables éclatent en 1918-1919 dans les ports de la mer des Caraïbes, peu après la fin de la première Guerre mondiale. En 1919, année où le droit de grève est reconnu, quoique dans d'étroites limites, une grève des tailleurs de Bogota, qui protestent contre la décision de l'armée d'acheter ses uniformes à des compagnies étrangères, est durement réprimée avec un bilan de sept morts et quinze blessés. À cette époque, faire partie d'un syndicat est très dangereux. En 1929, seules 70 associations d'ouvriers sont reconnues mais ne jouissent d'aucune protection légale face à l'arbitraire des patrons.
Les conflits les plus durs ont lieu dans les enclaves des compagnies nord-américaines. La Tropical Oil Company, ancêtre d’Ecopetrol, doit ainsi faire face à deux grèves violentes et longues à Barrancabermeja en 1924 et 1927, qui se soldent par des licenciements massifs. Le 6 décembre 1928 a lieu le massacre des bananeraies, dans la ville de Ciénaga au nord de la Colombie, lorsqu'un régiment de l'armée colombienne ouvre le feu sur des travailleurs grévistes de la United Fruit Company, faisant 100 morts et 238 blessés. Ce fait divers inspire l'écrivain Gabriel García Márquez pour un des épisodes de son chef-d'œuvre Cent Ans de solitude.

#### Vie politique

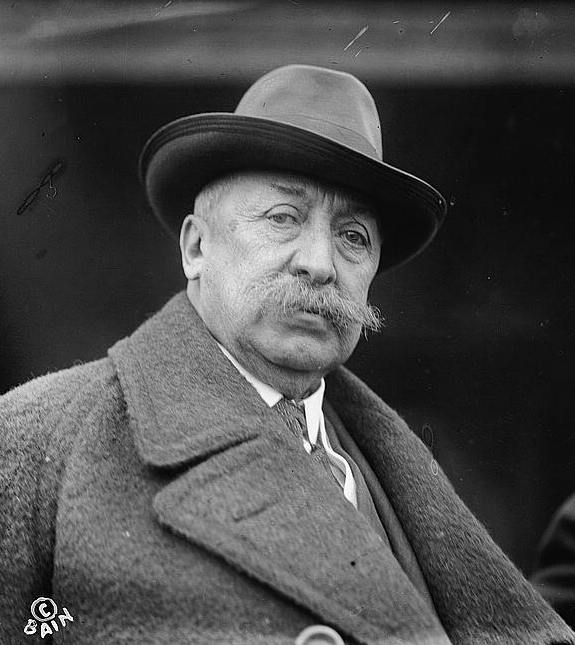
Le président conservateur Rafael Reyes, élu en 1904 et déchu en 1909 après une gouvernance dictatoriale.

En 1904, Rafael Reyes est élu à la présidence. Contrairement à ses prédécesseurs, il est un pur conservateur et n'appartient pas au parti national, l'alliance contre nature des conservateurs et des libéraux modérés qui a soutenu la politique de Regeneración du président Núñez et de ses successeurs.
Toutefois, faisant preuve d'ouverture, Reyes appelle deux libéraux au gouvernement (sur un total de six ministres). Si la volonté du président de panser les plaies de la guerre des Mille Jours est probablement sincère, cette main tendue obéit aussi à des considérations purement politiciennes : élu de justesse face à un autre conservateur, Reyes a besoin de l'appui de certains libéraux pour se maintenir au pouvoir. Pour les conservateurs, cela fait de lui un traître, un nouveau Núñez qui risque de provoquer une nouvelle alternance politique, cette fois à leurs dépens.
Reyes s'occupe de relancer l'économie, dévastée par trois ans de guerre civile, mais rapidement l'action de son gouvernement se retrouve paralysée par les diverses oppositions. En décembre 1904, en violation de la constitution, Reyes suspend les activités du Congrès et en mars 1905 convoque une assemblée constituante dont il choisit les membres. Les libéraux l'appuient, voyant l'occasion de revenir au pouvoir.
En réalité, sans effectuer aucune réforme constitutionnelle, Reyes impose un régime semi-dictatorial, gouvernant avec l'appui de son assemblée de godillots, dont il prolonge le mandat jusqu'en 1910. Il supprime le poste de vice-président, trop dangereux comme l'a montré le coup d'État déguisé contre Sanclemente en 1900, et porte son propre mandat à dix ans. Il réduit drastiquement le budget du Congrès et met fin à l'inamovibilité des magistrats, tout en continuant une politique de réconciliation avec les libéraux en leur laissant des postes à tous les échelons du pouvoir. En 1906, un attentat manqué provoque une vague de répression. L'armée devient toujours plus puissante et sert loyalement les desseins du président.
Mais le népotisme du président finit par lui aliéner la plupart des notables. De plus en plus discrédité, isolé et impopulaire, Reyes commet en 1909 une erreur fatale en négociant avec les États-Unis un accord reconnaissant la perte du Panama et autorisant les navires américains à « se réfugier » dans les ports colombiens en cas de guerre. Désavoué par sa propre assemblée, Reyes préfère démissionner plutôt que de provoquer une nouvelle guerre civile.

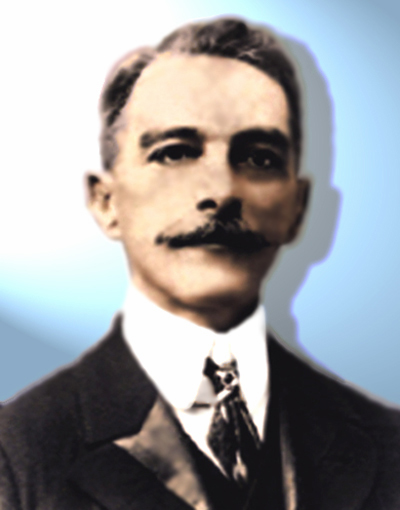
Le conservateur Carlos Eugenio Restrepo est élu président en 1910 sous l'étiquette du parti républicain, la coalition de libéraux et de conservateurs qui a déchu le président Rafael Reyes.

En 1910, la coalition de libéraux et de conservateurs qui a déchu le dictateur, regroupée au sein d'un nouveau parti, le parti républicain, élit à la présidence le conservateur Carlos Eugenio Restrepo. La même année, la coalition décide de convoquer une assemblée constituante dans le but de réviser la constitution de 1886 afin d'éviter à la fois les dérives autoritaires d'un nouveau Reyes et les luttes de pouvoir au sommet de l'État dans lesquelles Sanclemente et Marroquín se sont illustrés. Ainsi, le mandat présidentiel est ramené à quatre ans et le président ne peut plus effectuer deux mandats successifs, le poste de vice-président, supprimé par Reyes, n'est pas rétabli et remplacé par un designado, élu par les députés et les sénateurs. Le système de grands électeurs s'étant révélé trop propice aux excès et aux manipulations, le chef de l'État est élu au suffrage universel (masculin seulement). De plus, il ne peut plus nommer les magistrats de la Cour suprême sans l'approbation du Congrès, ni gouverner par décrets sans l'aval des députés. Enfin, il est inscrit dans la constitution le droit pour le Congrès de se réunir au moins une fois par an. La réforme constitutionnelle instaure également l'abolition définitive de la peine de mort en Colombie.
Le parti républicain se disloque rapidement, conservateurs et libéraux réintégrant leurs partis respectifs, et après avoir gagné les élections en 1914 le conservateur José Vicente Concha forme un gouvernement monopartisan. Concha et son successeur, Marco Fidel Suárez, maintiennent totalement les libéraux à l'écart du pouvoir, mais en 1922 le conservateur Pedro Nel Ospina n'est élu que grâce aux votes douteux des ouvriers face au libéral Benjamín Herrera. Celui-ci est arrivé en tête dans tous les départements sauf trois. Lors de l'élection suivante, écœurés par la manipulation, les libéraux ne présentent même pas de candidat face à Miguel Abadía Méndez, qui est donc élu sans opposant en 1926.

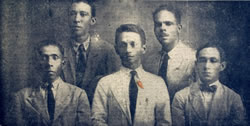
Les principaux leaders du mouvement gréviste de la United Fruit Company, dont deux seront victimes du massacre du 6 décembre 1928.

Les élections devenant sans enjeu, puisque les conservateurs semblent inamovibles, la participation aux scrutins diminue régulièrement. Avec la frustration grandissante des libéraux relégués au rang de figurants, la situation devient malsaine, la tension monte et la tentation de la violence est chaque jour plus grande. C'est à cette époque, alors que les inégalités sociales grandissantes dans la société colombienne provoquent des mouvements de protestation des travailleurs, que naissent les premiers partis à gauche du parti libéral. Un premier parti socialiste est créé en 1919, mais se rapproche très vite du parti libéral qui finit par l'absorber. Vers 1924, le marxisme fait son apparition. Un nouveau parti socialiste, le PSR, voit le jour en 1926. Il est reconnu par la troisième internationale en 1928, mais malgré un rôle notable dans les mouvements sociaux à la fin des années 1920 il s'efface progressivement au profit du parti communiste colombien.
En 1928, le massacre des bananeraies, perpétré par un régiment de l'armée colombienne qui ouvre le feu sur des travailleurs grévistes de la United Fruit Company près de Santa Marta provoque de vives protestations, où s'illustre un jeune orateur libéral, Jorge Eliécer Gaitán. En juin 1929, après des émeutes étudiantes qui font un mort, le maire de Bogota et trois ministres sont contraints à la démission pour fraude électorale. La situation devient si intenable que le parti conservateur se divise, et présente deux candidats à l'élection suivante. Tentant leur chance, les libéraux présentent Enrique Olaya Herrera, qui est élu en août 1930, mettant fin à l'hégémonie conservatrice.

### République libérale (1930-1946)
En 1930, grâce à la division des conservateurs, les libéraux sont de retour au pouvoir en la personne d'Enrique Olaya Herrera. C'est la première fois dans l'histoire colombienne qu'une alternance politique se déroule presque sans violence : république libérale.

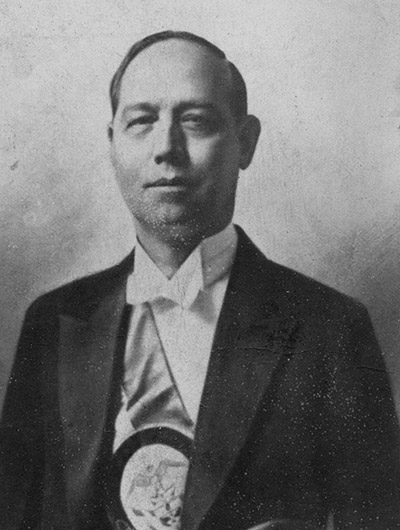
Le président libéral Enrique Olaya Herrera réussit la première alternance politique non violente de l'histoire colombienne en gouvernant à la tête d'un cabinet bipartite.

Toutefois, le pays est dans une période de grave crise économique et sociale. Dès 1928, les investissements étrangers se sont arrêtés en raison de mesures restrictives prises par les États-Unis pour enrayer la spéculation. Avec la crise de 1929, les cours du café se sont effondrés, ainsi que ceux du pétrole et des bananes, des exportations vitales pour la Colombie. Les producteurs parviennent à réagir en augmentant les quantité produites, notamment pour le café ou l'or, et la baisse des importations venues des États-Unis ou d'Europe limite les effets de la baisse des exportations. Toutefois, les réserves de la banque centrale s'épuisent et le pays peine à rembourser la dette accumulée durant les années précédentes. Un contrôle des changes s'avère nécessaire, ainsi que l'abandon de l'étalon-or. Le peso est dévalué plusieurs fois tandis que l'inflation atteint près de 40 % au milieu des années 1930.
Le libéral très modéré Enrique Olaya Herrera gouverne à la tête d'un cabinet bipartite, ce qui a permis une transition politique sans violence mais l'empêche de prendre des mesures importantes ou d'effectuer de grandes réformes. La crise mondiale a cependant aussi des effets positifs sur l'économie colombienne : l'effacement des pays développés, occupés à se protéger de la crise puis à préparer la guerre, permet à certains secteurs ordinairement concurrencés par la production étrangère de se développer. La demande interne augmente et la production industrielle colombienne se développe. Après seulement deux années de récession, la croissance de l'industrie est en moyenne de 9,3 % par an entre 1932 et 1939. En 1932, le gouvernement colombien parvient à négocier un moratoire sur sa dette extérieure.

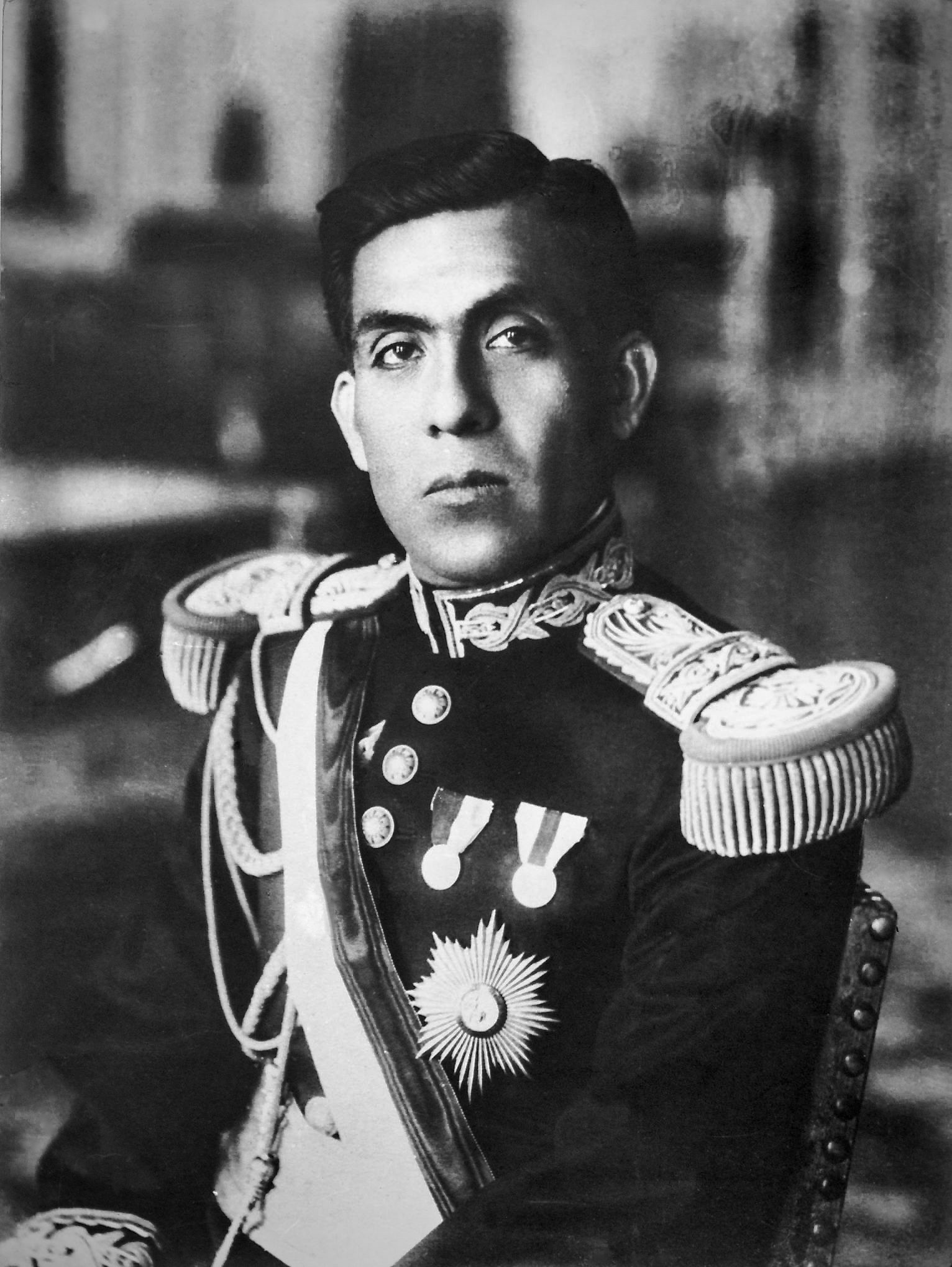
Le président péruvien Luis Miguel Sánchez Cerro déclare la guerre à la Colombie en 1932 pour faire main basse sur le trapèze amazonien.

C'est dans ce contexte que le 1er septembre 1932, le président péruvien Luis Miguel Sánchez déploie deux régiments de l'armée péruvienne à Leticia et Tarapacá, en territoire colombien, dans le but d'annexer le trapèze amazonien, ce qui déclenche une guerre entre les deux pays. Le président péruvien pense que la Colombie n'a aucune chance de se défendre car elle manque de routes et ne possède pas une marine digne de ce nom. De plus, la région amazonienne n'accueille aucune présence militaire. Mais en 90 jours, la Colombie organise une réponse militaire conséquente à l'invasion péruvienne. Le premier combat aérien d'Amérique du Sud se déroule durant cette guerre entre les forces aériennes colombiennes et péruviennes.
La première attaque de la marine nationale colombienne cible Tarapacá. La prise de la ville est une bataille sanglante. La veille, le 14 février 1933, les forces aériennes péruviennes ont tenté de bombarder la flotte colombienne mais la plupart des bombes ont manqué leur cible. Le reste des forces péruviennes quitte la zone tandis que la flotte colombienne arrive le lendemain.
Le 30 avril 1933, après avoir passé en revue des troupes à l'hippodrome Santa Beatriz (aujourd'hui la place de la Révolution), le président péruvien Sánchez est abattu. 15 jours plus tard son successeur, Oscar R. Benavides, rencontre le chef du parti libéral colombien, Alfonso López Pumarejo, pour conclure un accord et confier le sort de Leticia à une commission de la Société des Nations.
La Colombie et le Pérou se rencontrent à Rio de Janeiro, au Brésil, pour signer un traité de paix qui réaffirme le traité Salomón–Lozano définissant la frontière commune depuis 1922.

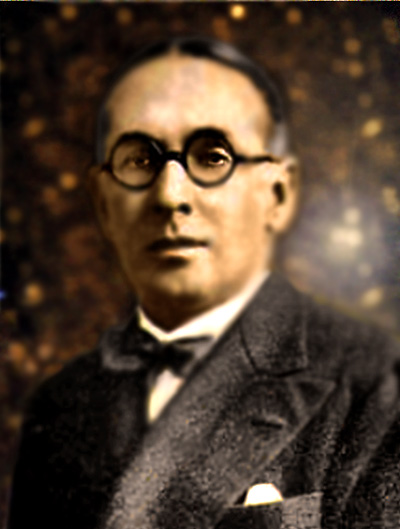
Le président Alfonso López Pumarejo tente de réformer le pays avec une politique appelée « Révolution en marche ».

Alfonso López Pumarejo est élu président lors de l'élection de 1934 sans opposant. La domination des libéraux établie et le spectre de la crise s'éloignant, le président nouvellement élu peut lancer une série de réformes audacieuses au nom ronflant de « Révolution en marche »,. Les deux réformes majeures, menées en 1936, sont une révision constitutionnelle et une réforme agraire. La première vise à garantir la liberté de culte et de conscience, la liberté d'enseignement et le droit de grève (sauf pour les fonctionnaires). De plus, elle dépouille le clergé de ses privilèges fiscaux et juridiques. La seconde est effectuée afin de mettre un terme à l'affrontement dans les campagnes entre les grands propriétaires terriens et les aparceros, leurs ouvriers agricoles. En 1935, est également menée une réforme fiscale qui augmente l'impôt sur le revenu (créé en 1918) et le rend plus progressif. D'autre part, le gouvernement modifie sa politique sociale et se montre plus soucieux des travailleurs, s'opposant volontiers aux enclaves des compagnies nord-américains.

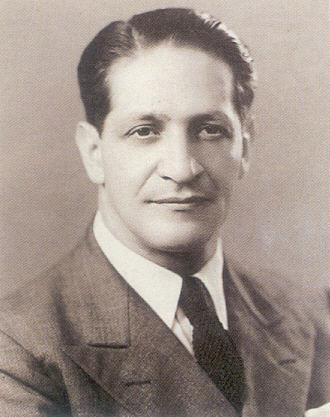
Jorge Eliécer Gaitán en 1936.

En menant une telle politique sociale, le parti libéral s'assure d'une base électorale solide dans les villes et s'attire la sympathie des classes laborieuses, des syndicats ouvriers (CTC) et du parti communiste colombien, fondé officiellement en 1930. En 1935, le mouvement UNIR du libéral dissident Jorge Eliécer Gaitán se rallie au parti au pouvoir. Cependant, cette politique n'est pas du goût de tous les libéraux et reçoit une franche hostilité de la part des conservateurs. Aussi, en décembre 1936, López Pumarejo annonce une pause et abandonne ses projets de législation sociale pour revenir à la politique plus classique de traitement des crises, la répression.
À cette époque, les conservateurs sont particulièrement frustrés mais n'ont pas l'intention de déclencher une nouvelle guerre civile qui signerait la mort de la constitution de 1886 qu'ils considèrent comme leur grande œuvre. Ils cherchent des modèles à suivre, en particulier en Europe, alors au bord de la Seconde Guerre mondiale. Mais si d'aucuns laissent paraître sous leur plume des propos antisémites ou des déclarations admiratives à l'égard de Mussolini ou Hitler, les principales sources d'inspiration sont les régimes cléricaux et réactionnaires mis en place par le général Franco en Espagne et par le dictateur Salazar au Portugal, qui cadrent mieux avec leurs idéaux. Un des conservateurs qui sort du lot en cette période de doute est Laureano Gómez, un modeste ingénieur originaire du Norte de Santander à la morale étroite, intransigeant et très réactionnaire. L'opposition de plus en plus farouche entre les libéraux et leurs alliés d'extrême gauche d'un côté et des conservateurs très réactionnaires de l'autre, occupant toute la sphère politique, fait que contrairement à d'autres pays d'Amérique du Sud durant la même période la Colombie ne connait pas de montée de l'extrême-droite, même si çà et là apparaissent de petits groupuscules fascistes dont le plus connu est l'ANP de Gilberto Alzate Avendaño,.

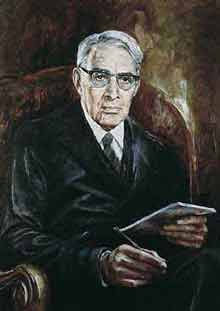
Le libéral Eduardo Santos, président de 1938 à 1942.

En 1938, Eduardo Santos est élu à la présidence sans opposant, les conservateurs boycottant l'élection. Bien que la situation du pays soit délicate, il parvient à gouverner sans trop de problèmes. Il met fin aux tensions avec les États-Unis, que la rhétorique nationaliste et les prises de positions du président López Pumarejo contre les compagnies américaines avaient passablement agacés, et adhère au principe de « solidarité continentale » en vertu duquel toute agression contre un pays du Nouveau Monde constitue une attaque du continent entier. Les Allemands sont évincés de plusieurs sociétés qu'ils possédaient en Colombie, notamment les bières Bavaria et la compagnie aérienne SCADTA, qui devient Avianca. Après l'attaque de Pearl Harbor, en décembre 1941, la Colombie rompt ses relations diplomatiques avec les puissances de l'Axe, avant de leur déclarer la guerre le 26 novembre 1943 et de signer la Charte des Nations unies en 1945. Toutefois, sa participation militaire à la Seconde Guerre mondiale reste minime.
La Seconde Guerre mondiale affecte bien plus l'économie colombienne que ne l'avait fait la crise de 1929. La flotte marchande mondiale mobilisée pour le conflit et l'insécurité des eaux internationales font chuter brutalement le commerce extérieur et les exportations de café ou de bananes s'effondrent. La United Fruit Company cesse sa production en Colombie en 1942 lorsqu'une nouvelle maladie, le sigatoka noir, décime ses bananeraies. Le secteur pétrolier, uniquement centré sur Barrancabermeja, stagne. De plus en plus, l'État démissionne de la gestion économique du pays, qu'il laisse aux gremios, les associations de producteurs.
En août 1942, Alfonso López Pumarejo est élu pour un deuxième mandat. L'espoir est grand pour les électeurs que le président reprennent la « Révolution en marche » là où il l'avait arrêtée. En 1945, un code du travail est adopté, qui limite la durée du travail, institue les congés payés et les retraites ouvrières et protège les syndicats. Mais l'État ne parvient pas à imposer cette législation. Pire, en 1946, sous la pression des hacenderos, le gouvernement revient sur la réforme agraire de 1936. Paralysé par les querelles de clans au sommet de l'État et atteint par les scandales touchant son entourage, López Pumarejo est contraint de se retirer dès juillet 1945 et de laisser un designado, Alberto Lleras Camargo, finir son mandat,.

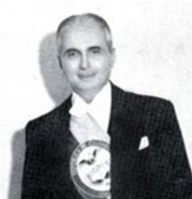
Le conservateur Mariano Ospina Pérez remporte l'élection présidentielle de 1946.

L'échec de la deuxième « Révolution en marche » provoque une immense déception parmi les nombreuses victimes de la crise économique. Dépourvue d'encadrement structuré, puisque les partis de gauche et les syndicats ont été phagocytés par le parti libéral, cette importante masse trouve un porte-parole en la personne du chef libéral populiste Jorge Eliécer Gaitán qui, fort de ce soutien, se présente à l'élection présidentielle de mai 1946. Opposé au conservateur Mariano Ospina Pérez et au libéral Gabriel Turbay, Gaitán obtient 27,2 % des suffrages et termine à la troisième place, mais surtout il fait perdre le libéral Turbay et permet le retour au pouvoir des conservateurs en la personne de Mariano Ospina Pérez.
Dès la fin des élections, Gaitán lance sa campagne Por la reconquista del poder (en français : « À la reconquête du pouvoir ») pour les élections suivantes, qui doivent se tenir en 1950. Les résultats des élections législatives de mars 1947 le mettent en position de force au sein du parti libéral. En juin 1947, lors d'une séries de réunions publiques ayant pour sujet les élections municipales qui doivent se dérouler en octobre de la même année, le leadership de Gaitán au sein du libéralisme est ratifié. La majorité des libéraux nouvellement élus sénateurs et députés se concertent durant trois jours et élisent à l'unanimité Gaitán « Jefe Unico » (« chef unique ») du parti le 11 juin. Le 24 octobre 1947, les membres libéraux du Congrès proclament Jorge Eliécer Gaitán comme étant leur candidat officiel pour les élections présidentielles de 1950.
Mais le 9 avril 1948, à 13 h 05, Jorge Eliécer Gaitán est assassiné à la sortie de son bureau. La mort violente de cet éminent dirigeant du parti libéral, alors considéré comme vainqueur probable des prochaines élections présidentielles, souvent taxé de populisme et dont la popularité effrayait autant les responsables du parti conservateur qu’une frange non marginale de sa propre faction, provoque des émeutes d’une rare violence dont l’histoire colombienne se souviendra sous le nom de Bogotazo, prélude à une guerre civile appelée La Violencia qui doit son nom à son caractère particulièrement violent.

## DeLa Violenciaau conflit armé colombien (1948-2000)

### La Violencia(1948-1958)
Le 9 avril 1948, le chef libéral Jorge Eliécer Gaitán est assassiné par Juan Roa Sierra, qui a agi pour des motifs inconnus. L'enthousiasme populaire suscité par sa probable victoire aux élections présidentielles suivantes et l'espoir que représentait la révolution qu'il semblait vouloir mettre en œuvre pour changer la vie politique et économique colombienne sont à la mesure de la fureur incontrôlable que provoque son assassinat.

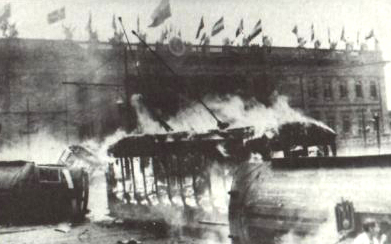
Tramway en feu devant le Capitole national lors du Bogotazo.

Aussitôt après le drame, la foule déchainée met à mort l'assassin puis envahit et saccage le Capitolio, où se tenait la conférence de l'Organisation des États américains. En l'absence de la police et de l'armée, les pillages se multiplient. Après s'être emparés d'une station de radio, des partisans de Gaitán appellent le président Mariano Ospina Pérez à démissionner. Ce dernier, son cabinet et les dirigeants libéraux ne parviennent pas à un accord sur les mesures à adopter et la situation ne cesse d'empirer. La violence s'étend alors à d'autres villes : Medellín, Ibagué et Barranquilla. Quand, après plusieurs jours de tueries, pillages et incendies, l'ordre est finalement rétabli par l'intervention de l'armée, le bilan de ces émeutes, appelées le Bogotazo, s'établit à près de 1 900 morts, des milliers de blessés et 136 édifices détruits, dont le palais historique de San Carlos, le palais de justice et le couvent dominicain.

La répression orchestrée par les conservateurs au pouvoir, réunis autour du président conservateur Laureano Gómez, élu en 1949 lors d'élections anticipées, se transforme progressivement en une véritable guerre civile opposant une droite catholique réactionnaire à une gauche libérale radicalisée par l’assassinat de son chef et l’ambiance d’intolérance politique du moment.
Ce conflit, connu sous le nom de La Violencia, provoque la mort de près de 300 000 colombiens sur une population estimée à 15 millions d’habitants (2 %). Il s’agit certainement là de l’un des plus violents conflits politiques de l’histoire du pays et d’une période excessivement traumatisante pour le peuple colombien.
La Violencia est à plus d’un titre une époque clé pour comprendre le développement du conflit actuel. Tout d’abord, elle provoque la renaissance de mouvements guérilleros de gauche, libéraux puis communistes. C’est de l’époque de la Violencia que date l’apparition des milices d’autodéfense paysanne modernes établies pour lutter contre les exactions des militaires et des groupes armés conservateurs, milices qui donneront postérieurement naissance, entre autres, aux Forces armées révolutionnaires de Colombie (FARC). Il s’agit en premier lieu de guérillas d’origine libérale dont certaines se transformeront en guérillas communistes, principalement dans les départements de Cundinamarca (Bogota) et de Tolima (Ibagué).

### Coup d'État du général Rojas Pinilla (1953)

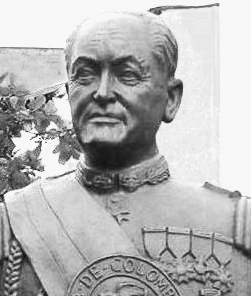
Buste du général Gustavo Rojas Pinilla, à Medellín.

Le 13 juin 1953, cas unique dans l’histoire colombienne, le général Gustavo Rojas Pinilla renverse le président Laureano Gómez et prend le pouvoir par un coup d’État dans le but de faire cesser le bain de sang et de stabiliser une démocratie vacillante. Celui-ci est approuvé par une assemblée constituante de 61 délégués pour le reste de la durée du mandat présidentiel, c'est-à-dire jusqu'au 7 août 1954,.
À l'exception des partisans du président déchu, Laureano Gómez, la reprise en main du pouvoir par les militaires est bien accueillie par la classe politique. Le prestige de l'armée obtenu de sa participation à la guerre de Corée, la relative neutralité de Pinilla dans le conflit qui oppose libéraux et conservateurs, et une loi d’amnistie votée dès le 15 septembre 1953 permettent progressivement un retour à la normale sans que cela signifie pour autant l’arrêt total des combats.
Le 3 octobre 1954, Rojas Pinilla sollicite de l'assemblée constituante, composée de 92 délégués, qu'elle confirme sa position à la tête du pays pour le mandat présidentiel suivant. Maintenu dans ses fonctions, Pinilla rompt avec le bipartisme qui l'a porté au pouvoir et crée ce qu'il nomme « la troisième force », qui propose une réorganisation du pays en s'appuyant sur les travailleurs, les classes moyennes et les militaires, soutenue par des principes catholiques issus de la doctrine sociale de l'Église et des idées bolivaristes. Le 25 août de la même année est approuvé un changement constitutionnel qui donne le droit de vote aux femmes,. Le 9 janvier 1955 est annoncé officiellement la création du nouveau parti nommé Movimiento de Acción Popular, auquel s'opposent activement les partis traditionnels.

### Mise en place du Front National (1956)

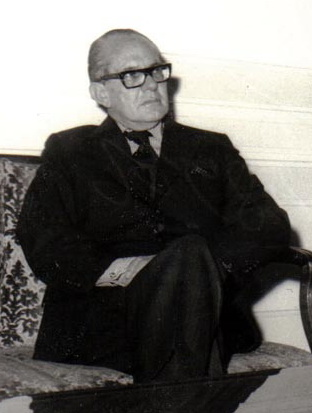
Le libéral Alfonso López Michelsen, fondateur du MRL qui s'oppose au Front national. Il est élu à la présidence en 1974.

En 1956, prenant conscience du danger de laisser Rojas Pinilla installer durablement une troisième force politique au sommet de l'État, les deux partis traditionnels acceptent de discuter et signent le 24 juillet le pacte de Benidorm dans le but de renverser le dictateur et reprendre le pouvoir. Le 10 mai 1957, Rojas Pinilla est forcé de démissionner et un gouvernement militaire provisoire dirigé par le général Gabriel París Gordillo est mis en place. En 1958, le pacte de Benidorm est soumis à un plébiscite et la population accepte l'institution du Front national, un accord de cogestion du pays entre les deux principaux partis, le parti conservateur et le parti libéral. Cet accord unique en son genre prévoit l'alternance au pouvoir entre un président libéral et un président conservateur, les ministères et les charges publiques locales se répartissant de façon égalitaire entre ces deux partis, changeant de main à chaque élection. Les partis tiers (entre autres le Parti communiste colombien, le MRL et l'ANAPO de Gustavo Rojas Pinilla fondé en 1961), ne peuvent pas présenter de candidats sous leurs propres couleurs aux élections, mais les candidats qui en sont issus ont la possibilité de se présenter sous l'étiquette de l'un des deux grands partis.
Entre 1958 et 1974 se succèdent à la présidence le libéral Alberto Lleras Camargo, le conservateur Guillermo León Valencia, le libéral Carlos Lleras Restrepo et le conservateur Misael Pastrana. Sur le plan international, déjà membre depuis 1948 de l'Organisation des États américains, la Colombie adhère à l'Association latino-américaine de libre-échange en 1960 et à la Communauté andine des Nations en 1969 via l'Accord de Carthagène.
Durant cette période d'importants investissements publics sont réalisés notamment dans le domaine de la santé, de l'éducation et des infrastructures publiques, renforçant l'unité du pays. L'État intervient de plus en plus dans l'économie, représentant jusqu'à 20 % du PIB, qui augmente en moyenne de 10,6 % par an entre 1946 et 1956, en partie imputable au haut niveau des cours du café. Différentes entités para-étatiques sont mises sur pied, dont la compagnie pétrolière nationale, Ecopetrol. Par la suite la conjoncture se retourne et la croissance économique stagne jusqu'à ce qu'un système de dévaluations graduelles du peso par rapport au dollar soit adopté en 1967, permettant à l'économie colombienne de retrouver de la compétitivité. Le PIB, sur la période 1968-1974, croît en moyenne de 6,4 % par an.
Toutefois, les inégalités sociales restent fortes et, bien que la période de guerre civile massive prenne fin, une grande partie des combattants de gauche refuse de déposer les armes. Les factions libérales acceptent le compromis alors que les socialistes se radicalisent, prennent le maquis dans le sud du pays, principalement dans les régions de Huila et Tolima et, à la suite de la révolution cubaine de 1959, se rapprochent du communisme. Des guérillas marxistes apparaissent dans des zones reculées du pays, enracinées dans les luttes agraires ou inspirées par la révolution cubaine, initiant l'actuel conflit armé colombien.

### Premières guérillas communistes (1957)

La République de Marquetalia (en rouge) et les autres Républiques indépendantes au début des années 1960, d'après Jean Lartéguy.

À partir de 1957 se créent des mouvements agraires d'inspiration libérale puis communiste issus des milices d’autodéfense paysanne modernes établies durant La Violencia pour lutter contre les exactions des militaires et des groupes armés conservateurs, principalement dans les départements de Cundinamarca (Bogota) et de Tolima (Ibagué). L’État colombien s'attaque à ces zones, dont l’éphémère « République de Marquetalia », à partir de 1964. À la suite de ces combats, se forment deux groupes de guérilla marxistes : les Forces armées révolutionnaires de Colombie (FARC) et l'Armée de libération nationale (ELN).
Le premier de ces groupes émerge en 1964 comme branche militaire du parti communiste colombien, à partir de groupes de guérillas issus de la République de Marquetalia et des autres zones d'autodéfense communistes constituées en particulier dans les départements du Tolima et du Meta. Les FARC sont menées par Manuel Marulanda Vélez et essentiellement constituées de paysans, avec un fort encadrement du parti communiste.
L'ELN est un groupe d'inspiration castriste fondé en 1965 dans le département de Santander, bénéficiant initialement du soutien des communistes au travers des syndicats des ouvriers du pétrole.
Rapidement, des tensions se font jour entre les deux groupes, reflet en Colombie des tensions entre Moscou et La Havane : tandis que les castristes, selon la théorie foquiste, croient que la guérilla peut mener à la révolution même si toutes les conditions objectives n'en sont pas réunies, les communistes « orthodoxes » jugent que dans la situation de la Colombie de la fin des années 1960, la priorité doit être donnée à l'action de masse au travers du Parti communiste et des syndicats. L'ELN obtient une importante couverture médiatique grâce à des actions à fort impact comme le dynamitage d'un train dans le département de Santander, et à la personnalité de Camilo Torres, prêtre extrêmement populaire qui rejoint l'ELN et périt rapidement lors d'un affrontement avec une patrouille militaire.

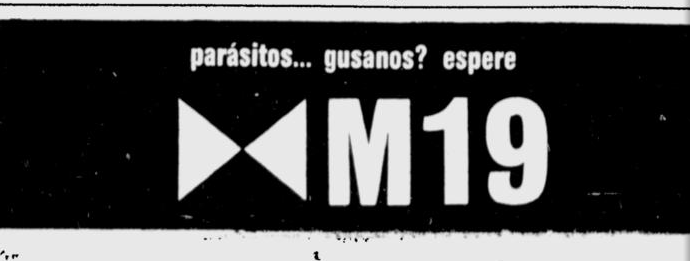
Annonce publicitaire du M-19 dans le journal El Tiempo le 17 janvier 1974.

En 1967, un troisième groupe de guérilla, l'Armée populaire de libération (EPL) émerge à partir d'une scission maoïste du parti communiste colombien.
Ces groupes de guérilla ne connaissent pas d'importants succès et, au début des années 1970, sont réduits à quelques centaines d'hommes agissant dans des zones reculées du pays. Bien que jouissant de la sympathie d'une partie de la population, en particulier les étudiants, le gouvernement arrive à les contrôler avec une importante aide des États-Unis. En effet, en cette période de guerre froide, ceux-ci ne souhaitent pas un nouveau Cuba et promeuvent partout dans le monde et en particulier en Amérique la lutte contre toute tentative de coup d'état d'inspiration communiste. Ainsi, l'ELN castriste est presque anéantie en 1973 au cours de l'opération Anorí mais quelques dizaines de guérilleros échappent à l'encerclement de l'armée et continuent leur lutte armée.
Les années 1970 sont marquées par la reconstitution des structures des FARC et de l'ELN, qui reçoivent l'aide de Cuba et du Nicaragua après la révolution sandiniste de 1979 et parviennent à conserver leurs bases d'appui rurales, et par l'émergence du Mouvement du 19 avril (M-19), une guerilla urbaine apparue à la suite des élections supposément frauduleuses du 19 avril 1970 qui voient la défaite du général Rojas Pinilla.
À partir des années 1980, le conflit armé colombien prend une nouvelle dimension avec l'essor du narcotrafic et l'émergence des premiers groupes paramilitaires financés par les narcotrafiquants pour se protéger des actions des guérillas.

## Période récente (depuis 1970)

### Essor du narcotrafic (1970-)

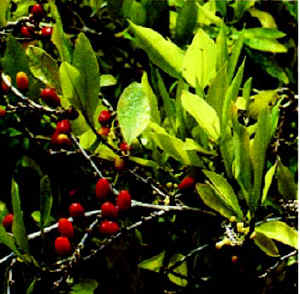
Arbuste de coca (Erythroxylum coca).

Carrefour géographique et seul pays d'Amérique du Sud à posséder une double façade maritime, la Colombie dispose en outre de capacités entrepreneuriales fortes, d'une diaspora en réseau et des moyens techniques nécessaires à l'élaboration et à la synthèse de drogues. La diversité de son relief ainsi que l'existence de zones reculées favorisent la culture potentielle de marijuana, de coca ou de pavot. De plus, la Violencia a contribué au développement de contrebandes diverses (alcool, tabac, émeraudes, précurseurs chimiques, produits manufacturés, stupéfiants…).
Entre 1974 et 1982, la Colombie est un important producteur de marijuana. La cocaïne est alors essentiellement produite au Pérou et en Bolivie et n'est que convoyée et transformée en Colombie pour ensuite prendre la route des Caraïbes ou du Mexique.

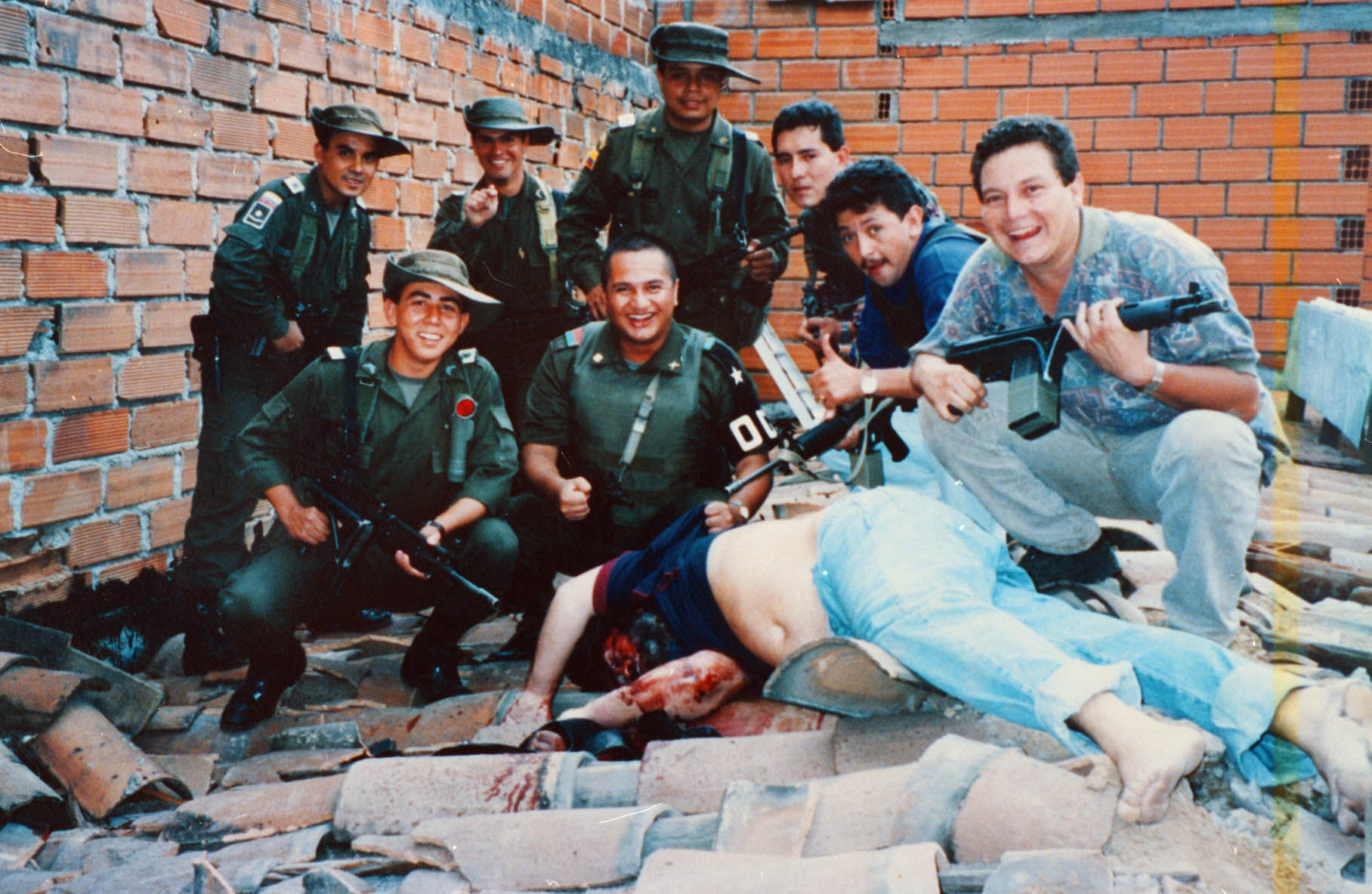
Corps de Pablo Escobar, chef du cartel de Medellín, le 2 décembre 1993 devant le commando du commandant Martinez.

À la fin des années 1970, le cartel de Medellín de Pablo Escobar se développe.
Il fait irruption sur la scène politique en 1982 lorsqu'Escobar est élu député suppléant.
Écarté systématiquement à partir de 1984, Escobar entre en guerre avec le gouvernement en assassinant en 1984 le ministre de la Justice, Rodrigo Lara Bonilla. Le 17 décembre 1986, Guillermo Cano Isaza, journaliste de El Espectador, est abattu.
Le 18 août 1989, c'est le tour du candidat libéral à l'élection présidentielle, Luis Carlos Galán.
Le 27 novembre 1989, le cartel tente d'assassiner César Gaviria, successeur de Luis Carlos Galán, candidat à la présidentielle colombienne en faisant exploser le Vol Avianca 203, faisant 110 morts. Le 6 décembre 1989, un attentat à la voiture piégée détruit l'immeuble du Departamento Administrativo de Seguridad. Outre le gouvernement, le cartel de Medellín est également en guerre avec son concurrent le cartel de Cali à partir du milieu des années 1980. Les attentats se multiplient alors à Bogota, Medellín et Cali. En 1991, Pablo Escobar est finalement arrêté et, en fuite, abattu deux ans plus tard. Cette mort met un terme à une décennie de conflit ouvert.

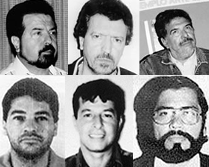
Portraits des principaux dirigeants du cartel de Cali.
De haut en bas et de gauche à droite :
Gilberto Rodriguez Orejuela,
Miguel Rodriguez Orejuela,
Jose Santacruz Londoño,
Helmer "Pacho" Herrera-Buitrago,
Henry Loiaza-Ceballos,
Victor Patino-Fomeque.

Le cartel de Cali, qui a su rester beaucoup plus discret que son concurrent, reprend alors le contrôle du trafic de drogues. Le président Ernesto Samper se voit en 1994 accusé d'avoir reçu six millions de dollars de la part du cartel de Cali pour financer sa campagne, ce qui provoque une crise politique interne et un grave incident diplomatique avec les États-Unis. Les résultats de l'enquête connue sous le nom de Proceso 8000 montrent que de nombreuses entreprises fictives et diverses entités bancaires ont effectué plus de 40 000 transactions en faveur de personnalités politiques colombiennes. Ces faits mettent en évidence l'importance réelle du cartel de Cali et ses liens étroits avec la classe politique, ce qui conduit à son démantèlement en 1995.

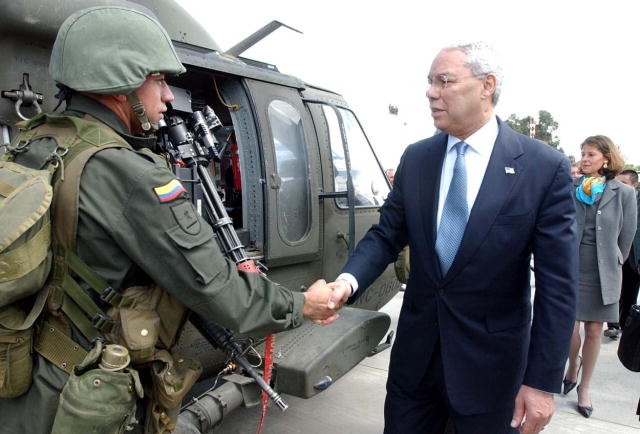
Le secrétaire d'État américain Colin Powell lors d'une visite en Colombie en 2005 pour appuyer le « Plan Colombie ».

À la suite de la disparition des deux principaux cartels, d'autres acteurs reprennent le trafic dans les années 1990, le Cartel du Norte del Valle ainsi que d'autres groupes plus nombreux et moins centralisés que les deux cartels originaux. Alors que les cartels de Cali et Medellín étaient totalement intégrés, contrôlant tout depuis la production jusqu'à la vente aux États-Unis ou en Europe et formant donc un quasi-duopole, ces nouveaux groupes contrôlent chacun une partie de la chaîne sans qu'il y ait de commandement commun, ce qui rend la lutte pour faire cesser le narcotrafic plus difficile. Ainsi, malgré les opérations de l'armée colombienne contre le narcotrafic, en particulier avec l'aide des États-Unis dans le cadre du Plan Colombie, la Colombie est au début des années 2000 le premier pays producteur de cocaïne au monde et domine environ 70 % du marché mondial de cette substance selon Interpol, avec une production toutefois en baisse (de 690 tonnes en 1999 à 440 en 2003), sur un peu plus de 100 000 hectares, soit un rendement d'environ 4 kg de cocaïne par hectare et par an.
La transformation de la Colombie en plaque tournante du trafic international de stupéfiants donne aux acteurs du conflit armé colombien un moyen de financement puissant, pour les guérillas marxistes (FARC ou ELN) comme pour les formations paramilitaires qui apparaissent dans les années 1980 et se structurent pour devenir en 1997 les Autodefensas Unidas de Colombia, ou AUC.

### Extension du conflit armé colombien (1978)

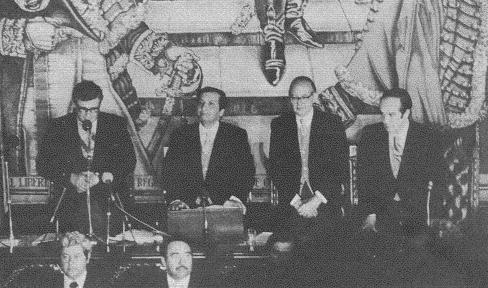
Investiture du président libéral Julio César Turbay Ayala en 1978.

En 1978, le libéral Julio César Turbay Ayala est élu à la présidence. Il a à faire face aux actions du M-19, guérilla urbaine fondée en 1974 par plusieurs membres de l'aile socialiste de l'ANAPO et certains membres des FARC. Il répond par la militarisation du pays et l'intensification de la répression.

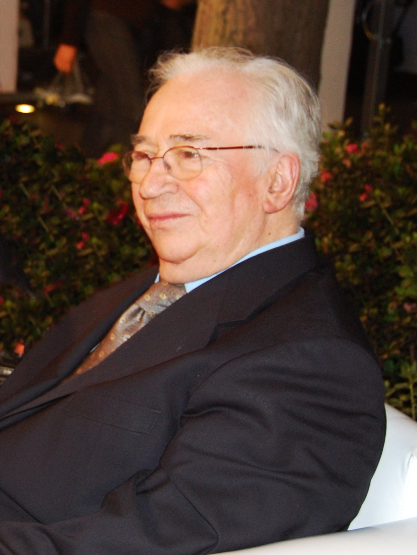
Le président Belisario Betancur tente de dialoguer avec les guérillas de gauche, mais les négociations échouent.

Le président conservateur Belisario Betancur élu en 1982 entame une politique de dialogue avec les guérillas et signe les accords de La Uribe, le 28 mars 1984. Il fait voter une loi d'amnistie, légalise un organe politique des FARC, l'Union patriotique (UP), et fait passer plusieurs réformes sociales. Betancur négocie principalement avec les FARC et le M-19, multipliant les trêves et les cessez-le-feu. Mais malgré le cessez-le-feu et l'accord de La Uribe, de nombreux membres de l'Union Patriotique sont assassinés entre 1984 et 1990 et le processus de paix échoue. Cette expérience politique traumatisera les FARC, rétifs dès lors à toute négociation. Les coupables de ces assassinats seraient, selon les cas, les forces de l'ordre, des politiciens, des narcotraficants, mais aussi les paramilitaires qui commencent à émerger. Cet épisode a parfois été qualifié de génocide politique,, et renforce les FARC dans leur conviction que la lutte armée est la seule voie possible vers la prise du pouvoir.
En novembre 1985, des membres du M-19 attaquent le palais de justice de Bogota et prennent en otage les juges de la Cour Suprême. Cette prise d'otage se termine par un bain de sang lorsque l'assaut est donné par l'armée, faisant près d'une centaine de morts.
Ces trois années de négociations, loin d'avoir restauré la paix, permettent aux guérillas de s'implanter plus fortement, tandis qu'apparaissent des milices d'autodéfense. L'une d'entre elles, le MAS (Muerte a Secuestradores), est financée par les cartels de drogue en lutte contre le M-19 à la suite de l'enlèvement en 1981 de Marta Nieves Ochoa, sœur de Jorge Luis Ochoa, un des dirigeants du cartel de Medellín. Confrontés à un ennemi commun, certains services de sécurité de l'État utilisent ces groupes paramilitaires comme supplétifs pour la « sale besogne » que l'État ne peut pas se permettre d'effectuer lui-même.

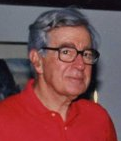
Le président Virgilio Barco.

L'élection du libéral Virgilio Barco (1921-1997) en 1986 change peu de choses au conflit armé qui s'aggrave à mesure que le phénomène paramilitaire prend de l'ampleur et du fait des actions des narco-terroristes de Pablo Escobar. Ceux-ci luttent contre le gouvernement à partir de 1986 via le groupe des Extraditables sur le point crucial pour les trafiquants de la loi sur l'extradition des criminels vers les États-Unis.
Durant le mandat de Barco, les préoccupations du gouvernement sont la lutte contre la pauvreté, le dialogue avec les guérillas et la lutte contre le narcotrafic. Un nouveau modèle d'administration publique commence à être appliqué, avec cinq objectifs prioritaires : l'efficacité sociale des ressources publiques, la démocratisation de l'administration publique, l'efficience et la responsabilisation des institutions et des fonctionnaires, la capacité gestionnaire et administrative de l'État et le renforcement institutionnel de la Présidence de Colombie.
À cette période, est lancée l'idée d'élire une assemblée constituante comme solution au problème des guérillas.
En effet, nombreux sont ceux qui imputent au Front National et à la vieille constitution de 1886 une part de responsabilité dans le violent conflit armé qui a lieu.
Favorable à cette idée, le M-19 entame des pourparlers de paix et finit par se démobiliser massivement le 9 mars 1990 pour entrer en politique sous le nom AD/M-19 (Alliance Démocratique).
Les narcotrafiquants assassinent trois des candidats à l'élection présidentielle de 1990 : le favori Luis Carlos Galán (Parti libéral), Bernardo Jaramillo, le candidat de l'Union patriotique (gauche et communiste) et Carlos Pizarro, ancien commandant du mouvement de guérilla M-19.

### Nouvelle constitution (1991)

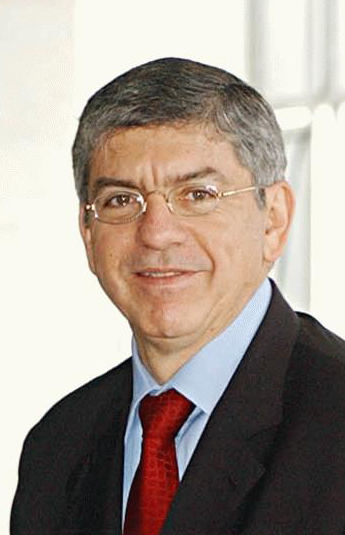
Le président César Gaviria Trujillo.

Carte des actuels départements de la Colombie. Les derniers n'accèdent au statut de département qu'avec l'adoption de la constitution de 1991.

Il revient au successeur de Barco, le libéral César Gaviria Trujillo (1990-1994), de mener à bien ce nouveau projet de Constitution. Le 4 juillet 1991 est adoptée une nouvelle constitution particulièrement progressiste et moderne : la Colombie est déclarée « État social de droit, organisée en République unitaire, décentralisée […], démocratique, participative et pluraliste, fondée sur le respect de la dignité humaine » (art.1).
Elle supprime la notion d'état de siège, remplacé par celui d'état de commotion interne, beaucoup plus restrictif et protecteur des droits de l'homme
.
En outre, elle va vers une décentralisation de l'État, les départements acquérant une relative autonomie, l'État central leur déléguant les responsabilités administratives et entérinant les élections directes des maires et gouverneurs de départements.
D'autre part, elle reconnaît les droits linguistiques, culturels et politiques des minorités amérindiennes et afro-colombiennes.
Enfin, elle ouvre le jeu politique à tous les partis.
Ce projet est adopté massivement par plébiscite et permet la démobilisation et l'entrée politique de l'EPL et d'autres mouvements guérilleros minoritaires (Mouvement armé Quintín Lame, PRT…). Le parti créé à la suite de l'entrée en politique du M-19 remporte 26 % des suffrages lors de l'élection pour la Constituante (et a donc largement contribué à sa rédaction) et son principal représentant, Antonio Navarro, arrive à la troisième place de l'élection présidentielle de mai 1990 (qui voit la victoire de Gaviria) devant le candidat conservateur.
Les efforts de paix du président Gaviria débouchent sur une série de négociations à Caracas (juin 1991) puis à Tlaxcala au Mexique (mars 1992) avec les FARC et l'ELN mais les négociations échouent et la situation devient tellement troublée que Gaviria déclare l'état de commotion interne durant près de neuf mois (90 jours renouvelables deux fois) et renforce les pouvoirs des militaires, tout en recentralisant le pouvoir.
Durant la même période, le président négocie avec le cartel de Medellín, affaibli par la guerre qui l'oppose à l'armée, et obtient la reddition de son chef Pablo Escobar en juin 1991 en échange de la promesse de ne pas être extradé. Incarcéré dans une luxueuse prison qu'il a lui-même fait construire à Envigado, Escobar n'en continue pas moins de diriger ses affaires depuis sa cellule. Lorsque le gouvernement menace de mettre fin à cette situation en le transférant dans une autre prison en juillet 1992, il s'évade. Pourchassé par l'armée, par ses concurrents du cartel de Cali, par des mercenaires américains, israéliens et autres alléchés par la prime de plusieurs millions de dollars US offerte par le gouvernement et les organismes anti-stupéfiants américains, et par le groupe paramilitaire terroriste Los Pepes apparu en 1993, Escobar fait également l'objet d'une vaste opération impliquant la plupart des agences fédérales américaines (CIA, DEA, FBI, NSA). Il finit par être abattu le 2 décembre 1993 dans son fief de Medellín.
Le gouvernement de Gaviria crée en 1994 les « Convivir », censées aider l'armée à prévoir les activités des groupes insurgés grâce à un réseau d’informateurs. Toutefois, « la réalité a démontré que les Convivir ont permis de légaliser les réseaux de tueurs à gages au service des narcotrafiquants et des propriétaires fonciers tout en ayant pour objectif principal d’utiliser la population civile comme cache-sexe du mouvement paramilitaire. »

### De la négociation à la guerre à outrance (1994-2002)

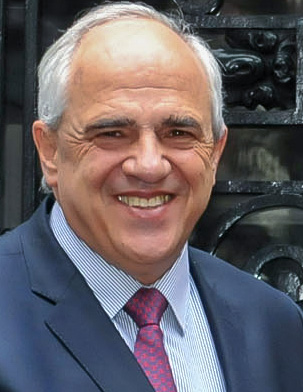
Ernesto Samper

Le mandat du nouveau président libéral Ernesto Samper (1950-), 1994-1998, ne modifie pas radicalement le conflit. En effet, comme c'est le cas de tous les présidents depuis Betancur, Samper commence par vouloir négocier avec les guérillas dans le but « d'humaniser la guerre » et lance un programme social, voyant en la pauvreté et en le manque d'opportunités sociales et économiques une des racines du conflit. Mais le cycle de violence ne peut être stoppé et la méfiance réciproque entre gouvernement et guérillas ne s'estompe pas.
De fait, la marge de manœuvre de Samper est limitée par un important scandale éclatant lors de la campagne de 1994 et ayant trait au financement de sa campagne électorale par le cartel de Cali. Il débouche sur le procès 8 000, ce qui contraint à la démission plusieurs de ses ministres. Bien que le président Samper lui-même, jugé par l'Assemblée, soit dédouané de toute responsabilité, ce scandale le discrédite totalement et met en évidence l'importance réelle du cartel de Cali et ses liens étroits avec la classe politique, ce qui conduit à son démantèlement en 1995.
Entre 1996 et 1998, les FARC attaquent plusieurs bases militaires des départements amazoniens. Le 30 août 1996, la base de Las Delicias, dans la municipalité de Puerto Leguízamo (Putumayo), est prise à partie par 400 guérilleros,. Le 1er mars 1998, à El Billar dans la municipalité de Cartagena del Chairá (Caquetá), les FARC écrasent une unité anti-guérilla de l'armée, tuant 64 soldats et faisant prisonniers 43 militaires.
D'un autre côté, c'est sous le gouvernement de Samper que les milices paysannes Convivir, créées par un décret de son prédécesseur et travaillant en étroite coopération avec les forces de l'armée, prennent leur essor, tandis que les groupes paramilitaires sont unifiés en 1997 au sein des Autodefensas Unidas de Colombia sous l'égide de Carlos Castaño.

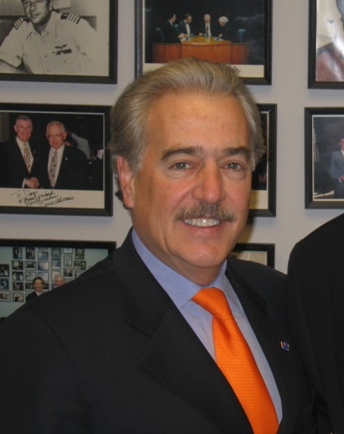
Le conservateur Andrés Pastrana Arango, président de 1998 à 2002.

Le conservateur Andrés Pastrana Arango (1954-) est élu de justesse en juin 1998. Ayant rencontré personnellement le chef des FARC, Manuel Marulanda Vélez, avant son investiture, il cherche dès le début de son mandat à se concilier les faveurs des FARC et de l'ELN.
Pastrana concède le 9 octobre 1998 aux FARC une zone démilitarisée dans la région du río Caguán (départements de Meta et Caquetá) de 42 000 km2. La politique de négociation dure jusqu'en 2001 à un rythme imposé par les FARC et débouche sur la libération de 300 prisonniers de la guérilla. Ces négociations prennent fin en février 2002 et la zone démilitarisée est reconquise par l'armée. Le mandat de Pastrana correspond également à une grave période de récession économique et au développement considérable du phénomène paramilitaire. Les paramilitaires sont aussi responsables, pendant la même période, de la plupart des 3 millions de réfugiés internes.
Parallèlement à la négociation avec les FARC, Andrés Pastrana renoue diplomatiquement avec Washington et obtient à l'issue de négociations secrètes le lancement en août 2000 du plan Colombie. Il s'agit d'une aide financière de 1,6 milliard de dollars initialement destinée à la lutte anti-drogue, au renforcement des capacités militaires de l'armée colombienne et à des réformes sociales, dans la droite ligne de la doctrine de la sécurité nationale et de la guerre contre-insurrectionnelle, qui combine réformes politiques et actions militaires avec le soutien des États-Unis. Les négociations avec les FARC n'auraient en réalité eu pour objet que de permettre au gouvernement de gagner du temps afin de restructurer son armée, puis de surpasser militairement la guérilla en reprenant la guerre.

### Mandat d’Álvaro Uribe (2002-2010)

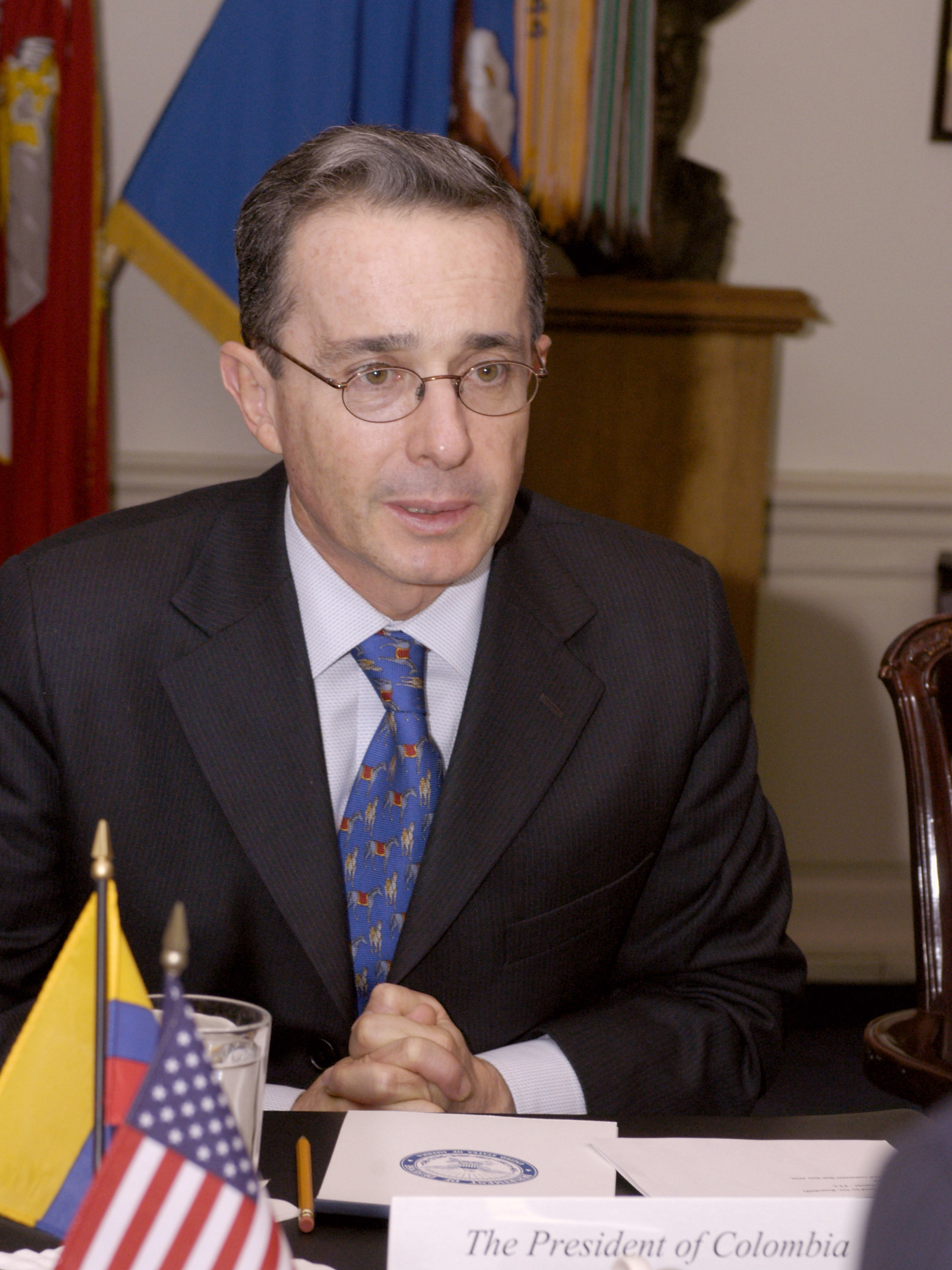
Le président Álvaro Uribe en 2004.

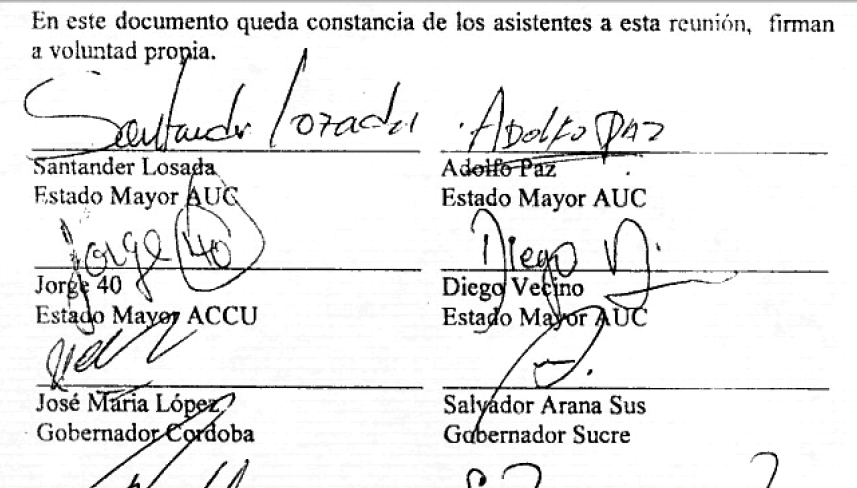
Extrait du pacte de Ralito, document signé le 23 juillet 2001 sur lequel on peut voir la signature des dirigeants des AUC aux côtés de celles de plusieurs politiques. Ce pacte est l'un des éléments centraux du scandale de la parapolitique.

Álvaro Uribe (1952-), candidat indépendant, issu du Parti libéral, remporte très largement le premier tour (avec 53 % des voix) les élections de 2002. Dès son élection, Álvaro Uribe se lance dans une politique offensive (de « sécurité démocratique ») dans le but de réduire l'emprise territoriale des guérillas. Uribe fait adopter la loi « justice et paix » de juillet 2005, offrant aux paramilitaires des Autodéfenses unies de Colombie (AUC) des conditions favorables pour leur réinsertion dans la société colombienne. Elle permet la démobilisation de plusieurs milliers de paramilitaires.
Selon la Commission colombienne des juristes, pendant le premier mandat du président Uribe (2002-2006), onze mille trois cents civils auraient été exécutés pour motif politique dont 14 % par des agents de l’État, 60 % par des paramilitaires « tolérés par l’État ». Elle souligne que, pendant cette période, « la responsabilité directe de l'État dans les exécutions extrajudiciaires ou arbitraires aurait augmenté de 60 %. Quand les auteurs d'assassinats ou de disparitions sont démasqués, la responsabilité incomberait à l'État dans 74,5 % des cas ». Par ailleurs, la démobilisation des paramilitaires a largement été entachée par le « scandale de la parapolitique », aboutissant en 2006 à la détention de sénateurs proches d'Uribe puis de celle d'un des ex-chef des services de renseignement, Jorge Noguera Cotes.
Malgré cela, Uribe est crédité de plus de 80 % d'opinions favorables en décembre 2003 grâce à la forte amélioration tant de la sécurité que de la situation économique (qualifiée parfois à l'extérieur de la Colombie de politique populiste). Uribe s'est fait le chantre de la lutte contre la production de drogue et les guérillas d'extrême-gauche (dans le cadre du plan Colombie puis du plan Patriote), devenant de ce fait le soutien numéro un en Amérique du Sud de l'administration Bush et l'ennemi personnel de Hugo Chávez, le président du Venezuela.
Par l'acte législatif 02 de 2004, l'article 197 de la Constitution de 1991 est modifié pour permettre la réélection du président sortant. C'est par une victoire écrasante (62 % des voix au premier tour) que le président Uribe est réélu le 28 mai 2006 pour quatre ans.

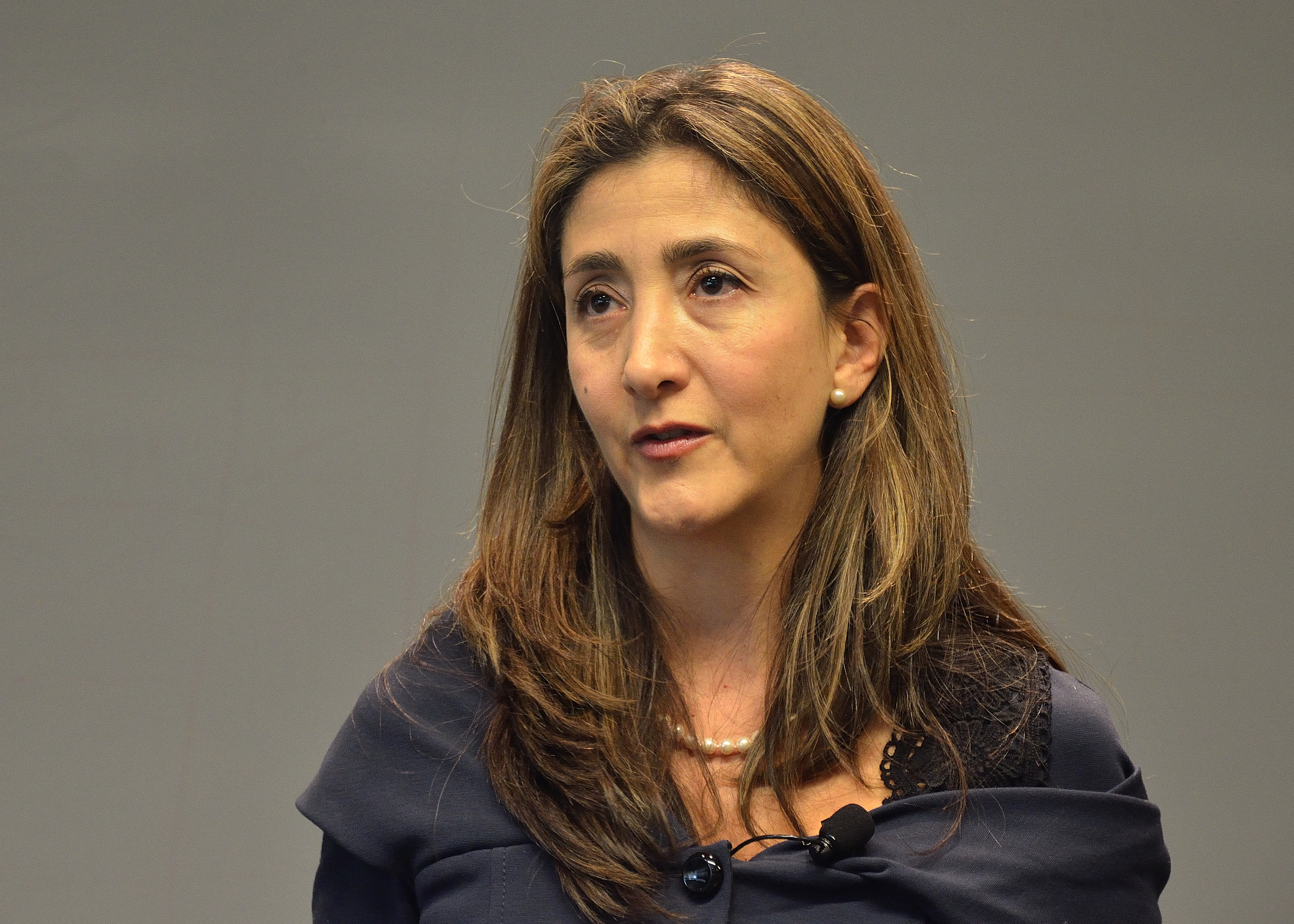
Íngrid Betancourt est enlevée en 2002 alors qu'elle est candidate à l'élection présidentielle, elle restera aux mains des FARC pendant six ans avant d'être libérée au cours de l'opération Jaque.

Le second mandat Uribe est marqué par une intensification de la lutte contre les FARC. Une prime donnée pour la capture ou la mort de chaque guérillero provoque un nouveau scandale qui éclate en 2008, le scandale des « falsos positivos » (en français : faux-positifs) : des citoyens innocents enlevés par l'armée ou les paramilitaires sont « retrouvés » morts et présentés comme des terroristes afin de toucher la prime et de gonfler artificiellement les résultats des manœuvres militaires. En mars 2008, le bombardement d'un camp militaire en Équateur (opération Phénix) aboutit à la mort de Raúl Reyes, no 2 de l'organisation et à une importante crise diplomatique entre la Colombie, l'Équateur et le Venezuela. En juillet 2008, quinze otages, dont la franco-colombienne Íngrid Betancourt, sont libérés lors d'une opération spéciale de l'armée colombienne.
L'opération en Équateur contre Reyes puis la découverte de documents accréditant un soutien financier du Venezuela aux FARC provoque une crise diplomatique durant l'année 2008. Par la suite, les deux présidents se rencontrent et se réconcilient officiellement. Mais en juillet 2010, quelques jours avant le départ de la présidence d'Álvaro Uribe et l'investiture de Juan Manuel Santos, éclate une crise diplomatique entre la Colombie et le Venezuela : Hugo Chávez rompt toutes relations avec la Colombie, après la présentation auprès de l'Organisation des États américains de documents (images satellites, coordonnées GPS, photos) qui visent à prouver la présence « active » de 1 500 membres des FARC sur le sol vénézuélien. Accusant Álvaro Uribe de préparer une attaque aérienne contre son pays avant la fin de son second mandat, Hugo Chávez ordonne le déploiement de forces armées le long de leur frontière commune. Le président sortant colombien réfute ces accusations et déclare : « La Colombie a eu recours aux voies du droit international et va continuer à faire appel à ces mécanismes pour que soient adoptés des instruments contraignant le gouvernement vénézuélien à remplir l'obligation de ne pas donner refuge à des terroristes colombiens ».

### Mandat de Juan Manuel Santos (2010-2018)

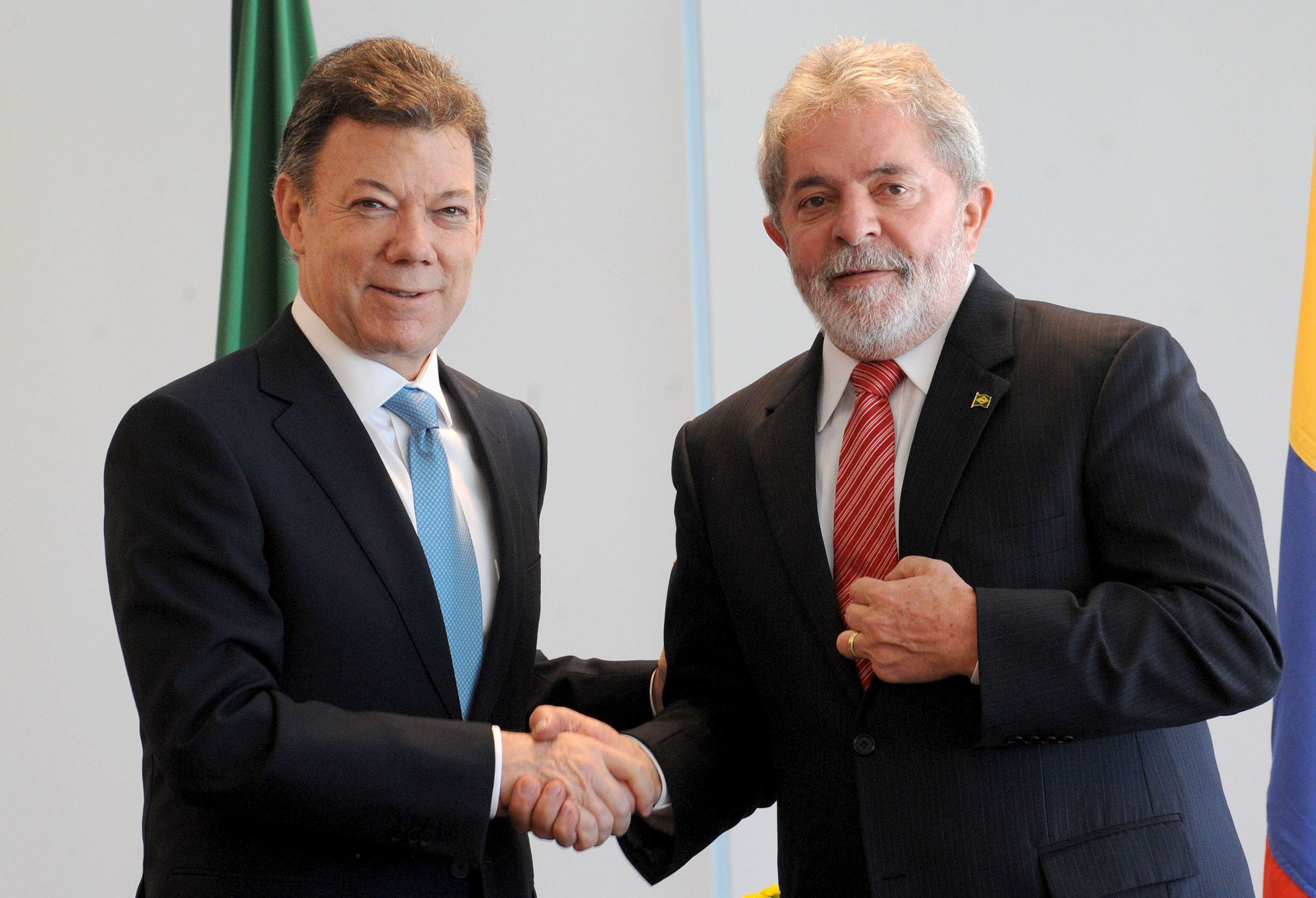
Juan Manuel Santos aux côtés du président brésilien Luiz Inácio Lula da Silva, le 1er septembre 2010 à Brasilia.

Après le rejet par la Cour constitutionnelle d'une loi permettant à Álvaro Uribe de briguer un troisième mandat, son « dauphin » et ancien ministre de la Défense Juan Manuel Santos (1951-) remporte l'élection présidentielle de 2010, avec 69,13 % des voix au second tour. Son adversaire, le candidat du Parti vert, Antanas Mockus, recueille 27,47 %.
Le 7 août 2010, Juan Manuel Santos prête serment, devenant ainsi le 57e président de la république de Colombie. La cérémonie d'investiture se tient sur la Place Bolívar de Bogota, en présence de 3 000 invités, dont le président sortant Álvaro Uribe et 16 chefs d'État et de gouvernement, parmi lesquels le président du Brésil Luiz Inácio Lula da Silva, de l'Argentine Cristina Fernández de Kirchner, de l'Équateur Rafael Correa, du Pérou Alan García, ainsi que de la plupart des dirigeants d'Amérique centrale. Le président vénézuélien Hugo Chávez, que Santos espérait voir assister à son investiture avant la rupture des relations diplomatiques et commerciales entre les deux pays, est finalement représenté par son ministre des Affaires étrangères, Nicolás Maduro.

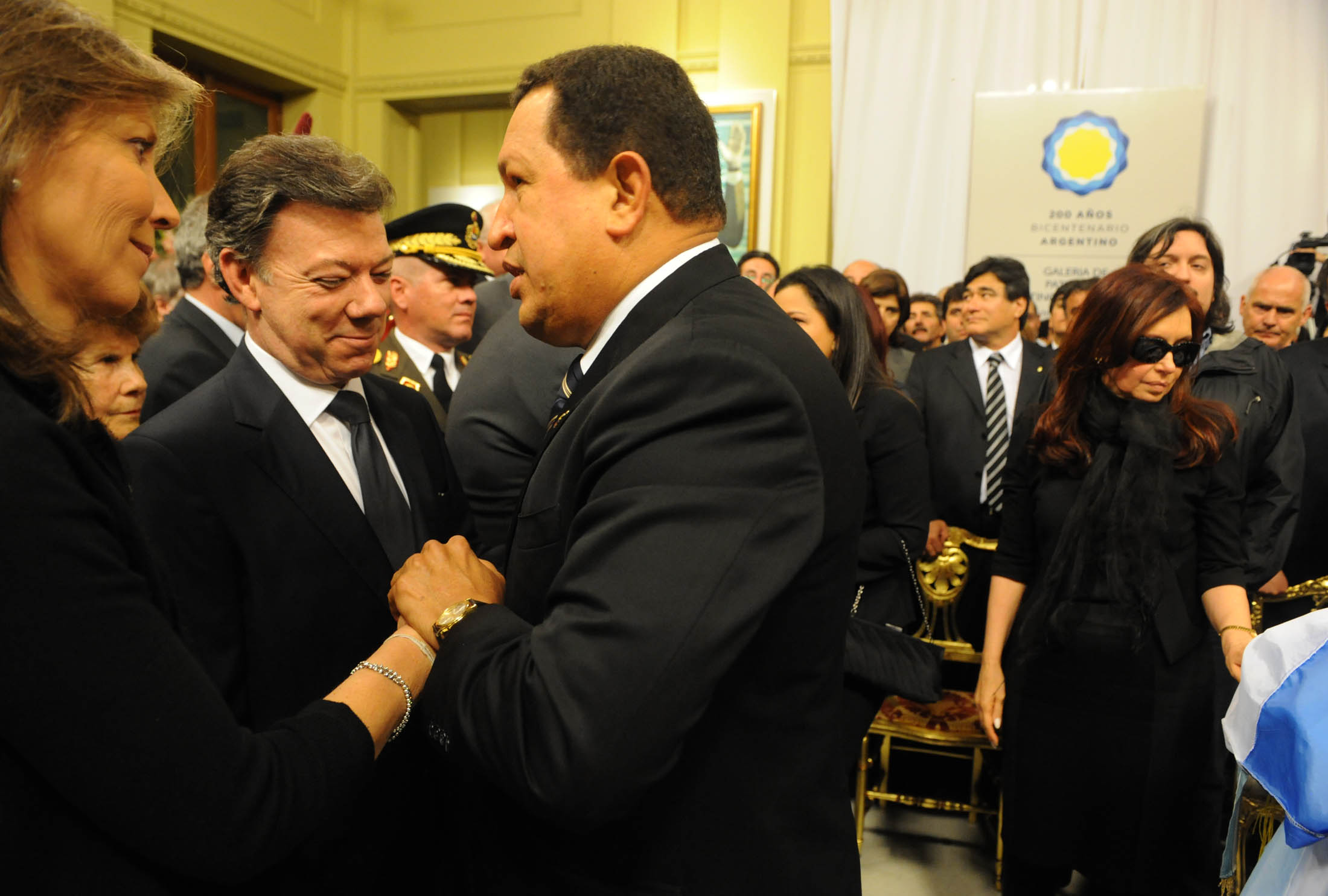
Le président Juan Manuel Santos et le président vénézuélien Hugo Chávez lors des funérailles de l'ancien dirigeant argentin Néstor Kirchner.

Sa proposition de rétablir les relations diplomatiques avec le Venezuela est accueillie favorablement par Hugo Chávez, qui lui propose aussitôt un tête-à-tête. Le 10 août, avec la médiation de Luiz Inácio Lula da Silva, une rencontre est organisée entre les deux chefs d'État dans la ville de Santa Marta. À l'issue de cet entretien, la décision de renouer les relations diplomatiques et commerciales, nécessaires à l'économie des deux pays, est annoncée. Juan Manuel Santos, après avoir serré la main de Chávez devant le portrait de Simón Bolívar, précise que le Venezuela remboursera ses dettes aux exportateurs colombiens, estimées à environ 800 millions de dollars.
En matière de politique intérieure, Juan Manuel Santos souhaite faire de « la prospérité sociale » la priorité de son gouvernement, alors que 40 % de la population vit sous le seuil de pauvreté. Pour lutter contre la misère et le chômage, qui s'élève à plus de 12 % des actifs, il souhaite mettre l'accent sur la création d'emplois.
Son gouvernement démantèle peu à peu les réseaux de corruption, qui s'étaient multipliés durant la présidence Uribe, dans les secteurs de la santé, de l'éducation, de la collecte d'impôts. Par ailleurs, le président Santos demande pardon aux victimes des paramilitaires, fait adopter une loi visant à rendre 2,6 millions d'hectares aux trois millions d'habitants chassés par ceux-ci, et renforce les conditions de détention des officiers complices de massacres.
Le 7 août 2011, un an après son arrivée à la tête de la Colombie, alors qu'il bénéficie d'une cote de popularité s'élevant aux alentours de 70 %, il demande aux forces armées de réviser leur stratégie pour combattre notamment les bandes criminelles et les FARC, ces dernières regagnant du terrain et multipliant les attaques soudaines et imprévues, malgré la mort de leur dirigeant militaire, Jorge Briceño Suárez, en septembre 2010. Juan Manuel Santos indique, le lendemain, son intention d'ouvrir un dialogue de paix avec la guérilla communiste uniquement en cas de « circonstances appropriées », parmi lesquelles la libération des otages. Le commandant en chef des FARC, Alfonso Cano, est tué par l'armée le 4 novembre 2011.
Dans la lutte historique du pays contre la drogue, Juan Manuel Santos discute la possibilité de légaliser des drogues douces comme la marijuana qui pourrait, selon lui, être un moyen d'endiguer la violence.

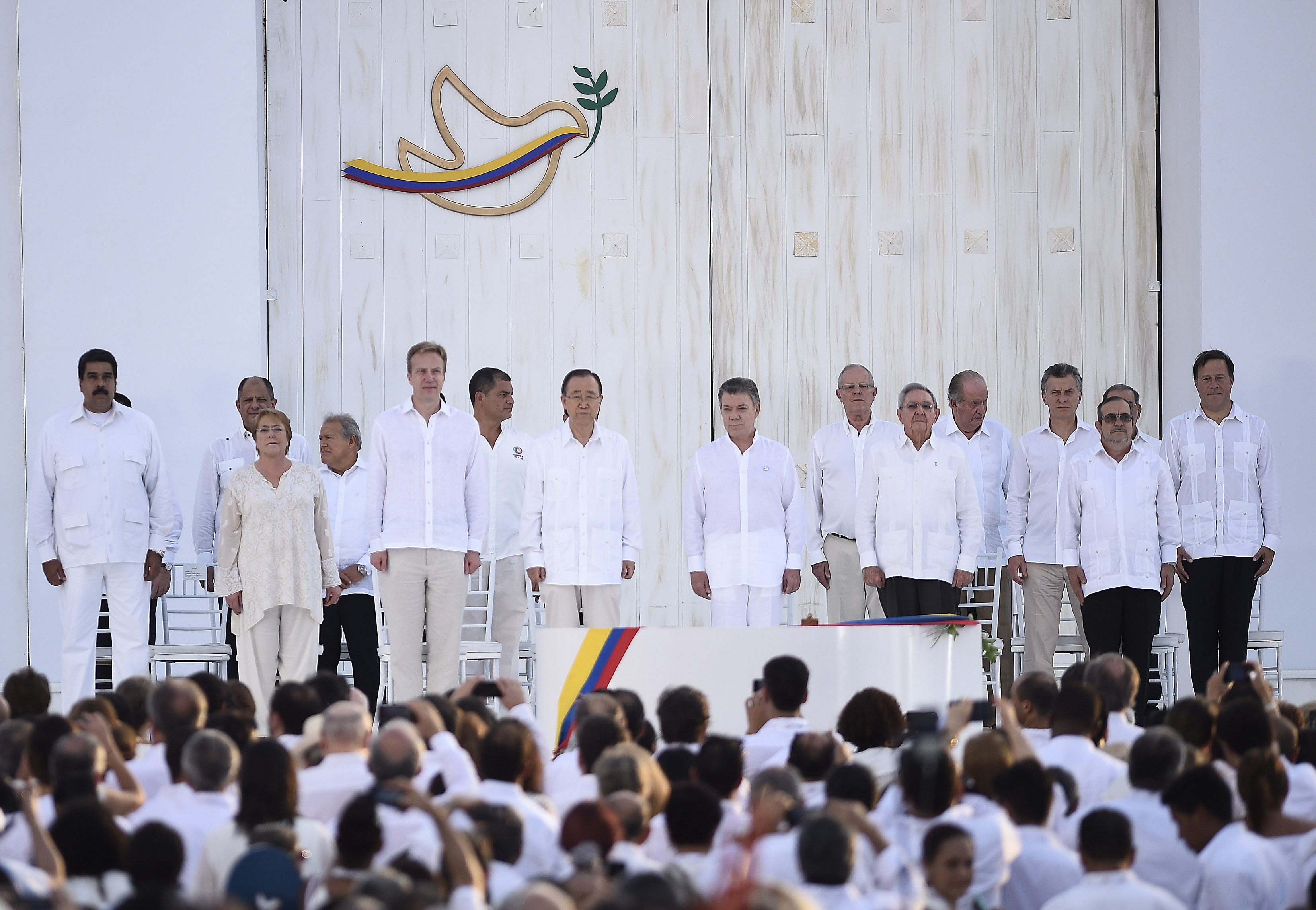
Signature de l'accord de paix entre le gouvernement colombien et les FARC, le 26 septembre 2016 à La Havane.

À la suite d'un jugement défavorable de la Cour internationale de justice sur un différend concernant la frontière maritime avec le Nicaragua. La Colombie dénonce le 28 novembre 2012 le traité américain de règlement pacifique mais la dénonciation de celui-ci ne peut entrer en vigueur avant un an,.
La politique de Juan Manuel Santos dans le conflit armé au cours de la deuxième partie de son mandat, consistant à dialoguer avec la guérilla, lui vaut des critiques de l'ancien président Álvaro Uribe, lequel quitte le Parti de la U pour fonder le Centre démocratique en janvier 2013 avec son ancien vice-président Francisco Santos et d'autres alliés proches qui étaient également au Parti de la U. L'économiste et ancien ministre des Finances d'Uribe Óscar Iván Zuluaga est leur candidat pour l'élection présidentielle de 2014,. Malgré un premier tour favorable au candidat du Centre démocratique qui rafle près de 29,25 % des suffrages et devance le président sortant, Juan Manuel Santos sort vainqueur du deuxième tour et est réélu à la présidence de la République.
Le 23 juin 2016, un accord de cessez-le-feu définitif est signé entre les FARC et le gouvernement de Juan Manuel Santos. Ce jour est déclaré comme étant « le dernier jour de guerre » entre les FARC et le gouvernement. L'accord de paix est finalement signé le 24 août et est dans l'attente de validation par référendum. Le 26 septembre, le gouvernement colombien et les FARC paraphent l'accord de paix mettant fin au conflit armé qui les opposait. Toutefois, lors du référendum organisé le 2 octobre 2016, les Colombiens rejettent l'accord de paix (50,2 % pour le non, 49,8 % pour le oui). Le président Juan Manuel Santos assure alors que le cessez-le-feu restera en vigueur, et le chef des rebelles Rodrigo Londoño annonce qu’il reste en faveur de la paix. Après une nouvelle phase de négociations, le gouvernement et les FARC trouvent un nouvel accord modifiant largement le premier, ratifié le 29 novembre par le Sénat et le 30 par la Chambre des Représentants.
La démobilisation des FARC entraine un regain de violence dans les régions qu'ils contrôlaient autrefois, désormais sous pression des groupes paramilitaires. Une centaine de responsables associatifs ont été assassinés entre janvier et novembre 2017, auxquels il faut ajouter 27 membres démobilisés des FARC. En outre, la violence des forces de l'ordre est également dénoncée par des organisations non gouvernementales, dont en particulier la mort de sept manifestants lors d'une manifestation de paysannes réprimée par la police le 5 octobre.
En 2018, un ancien colonel de la police révèle l’ampleur des exécutions extrajudiciaires perpétrées depuis 2002 dans le cadre de la lutte anti-FARC. Environ 10 000 civils ont été exécutés par l'armée colombienne afin de les faire passer pour des guérilleros et ce afin de gonfler les statistiques officielles (voir : scandale des faux positifs).

### Mandat d'Iván Duque (2018-2022)
Durant l'élection présidentielle de 2018, bien que le candidat de droite Iván Duque soit arrivé largement en tête au premier tour, la qualification pour le second tour de Gustavo Petro est remarquée comme étant la première d'un candidat de gauche en Colombie. Cependant, sa défaite est dès lors jugée probable par manque de report de voix à la suite des décisions publiques de voter blanc de Humberto De la Calle et Sergio Fajardo, candidat de centre droit bien qu'a la tête d'une coalition de centre gauche,.
Duque reçoit l'appui explicite des milieux d'affaires colombiens et est soutenu par les anciens présidents Álvaro Uribe, Andrés Pastrana et César Gaviria. Il est élu au second tour, le 17 juin, avec 54,0 % des voix contre 41,8 % pour le candidat de gauche. Membre du parti de droite Centre démocratique et proche d'Álvaro Uribe (1952-), Iván Duque (1976-) est président de la république de Colombie du 7 août 2018 jusqu'en 2022.

### Mandat Gustavo Petro (2022-présent)
- Gustavo Petro (1960)

### Galerie présidentielle

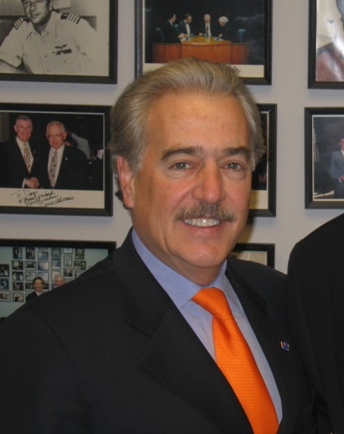
Andrés Pastrana Arango 1998-2002
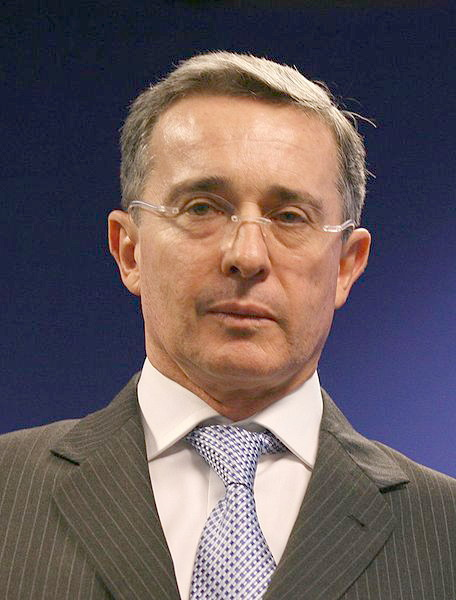
Álvaro Uribe 2002-2010
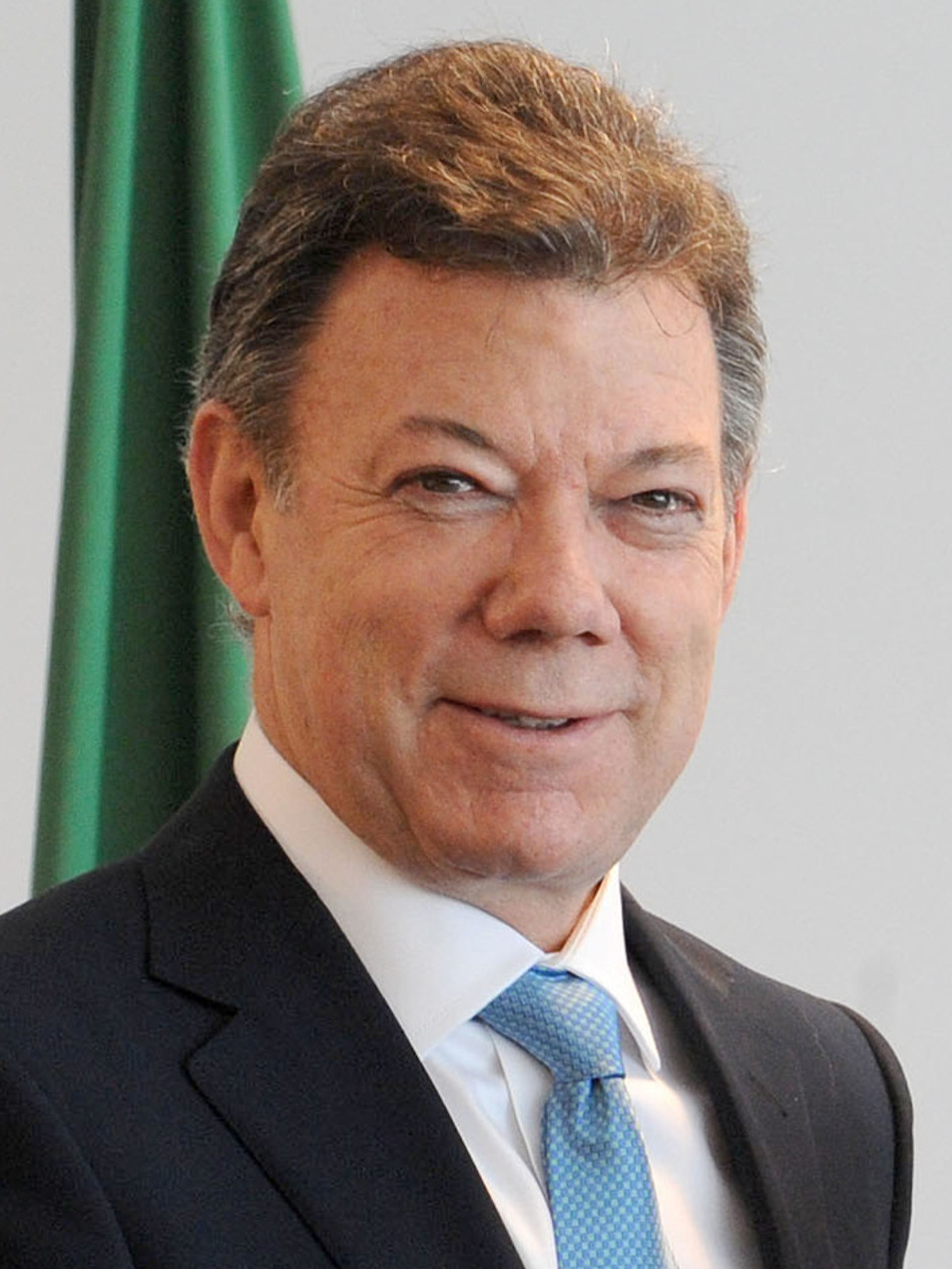
Juan Manuel Santos 2010-2018
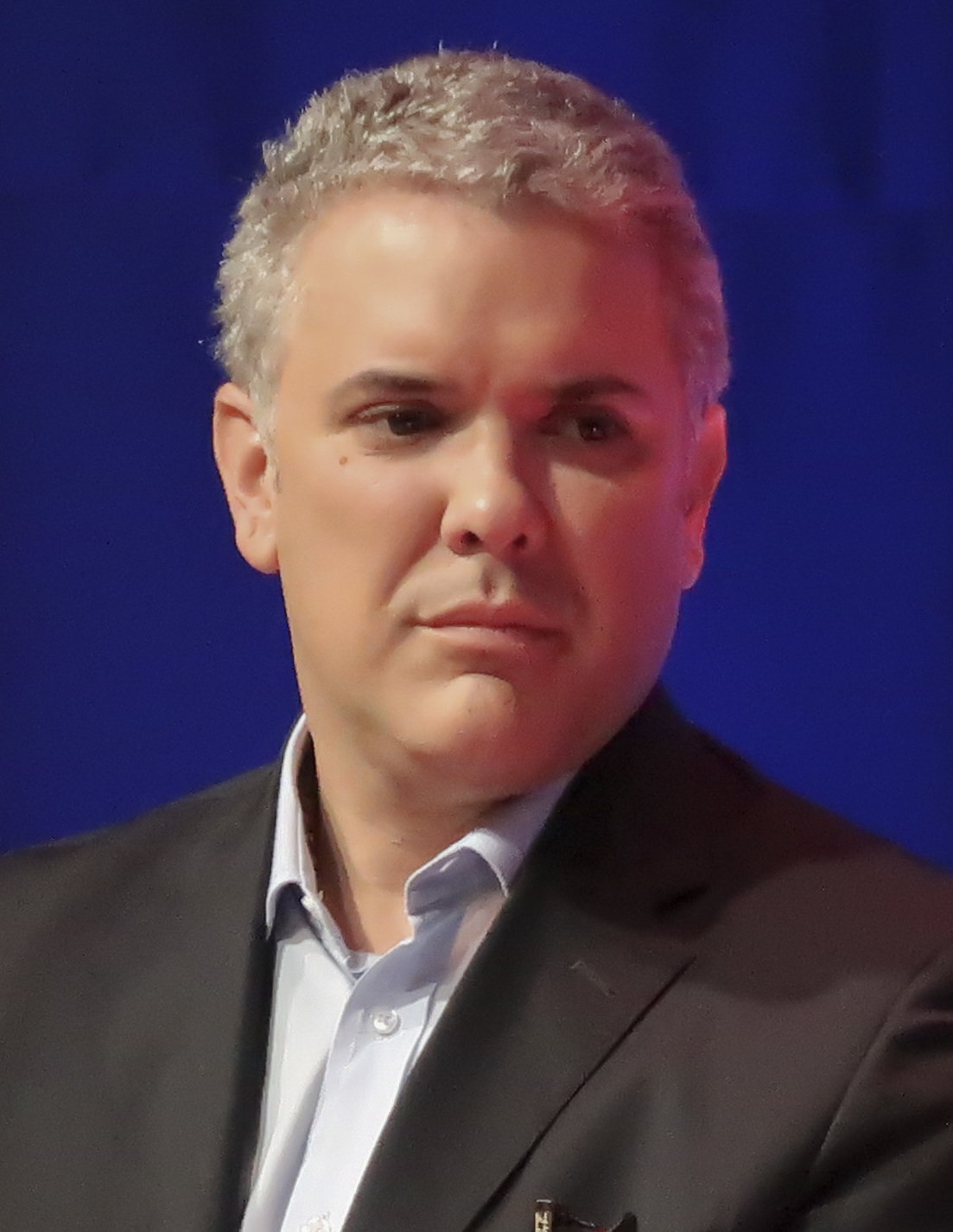
Iván Duque 2018-2022
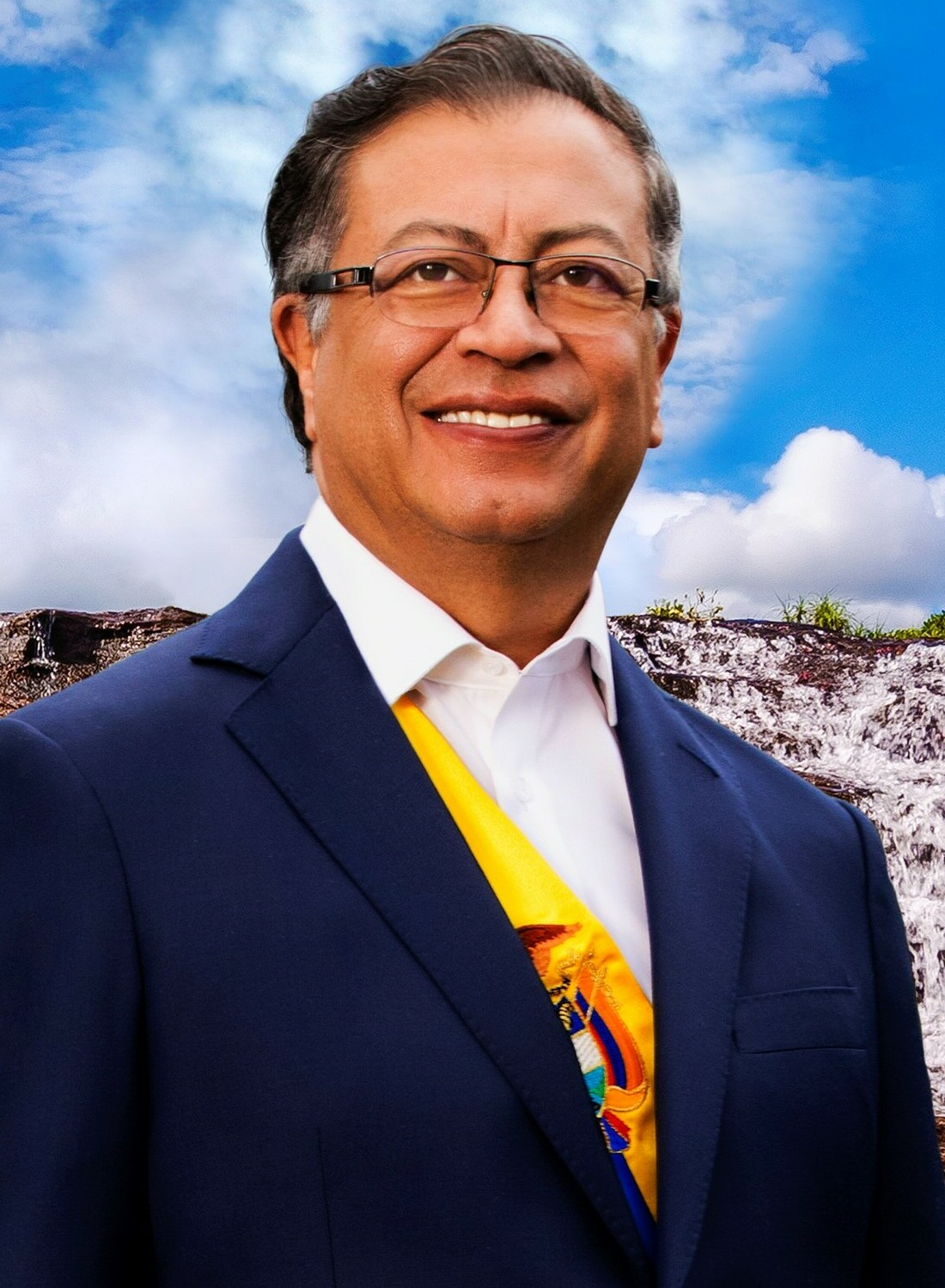
Gustavo Petro 2022-présent